# Озеро
О́зеро — природна водойма в заглибленнях суходолу (улоговинах) з виробленим хвилями і течіями профілем берегової зони, що заповнена в межах озерної чаші (озерного ложа) різнорідними водними масами зі сповільненим водообміном, не має однобічного ухилу і безпосереднього зв'язку з морем чи океаном.

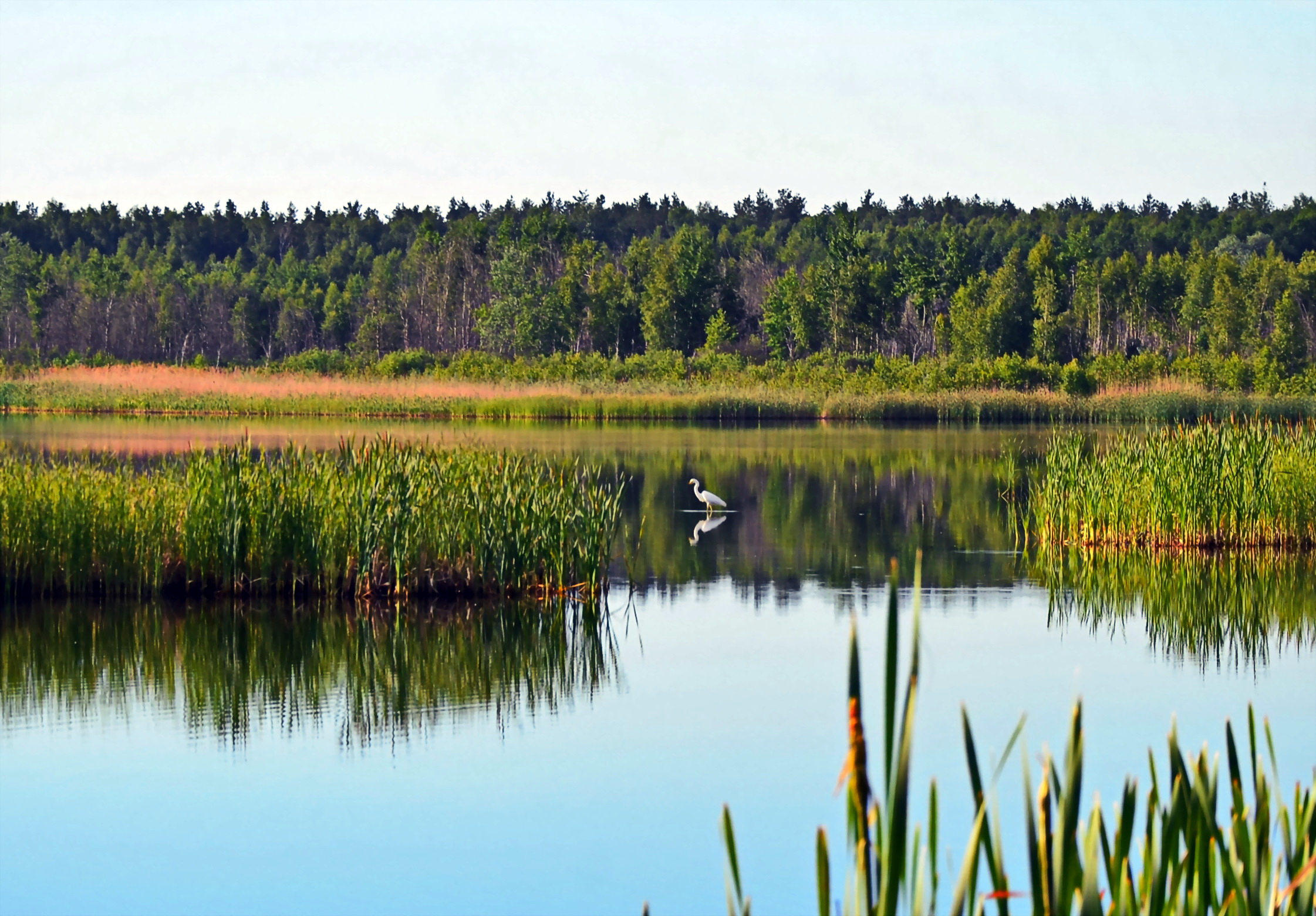
Озеро Лебединське

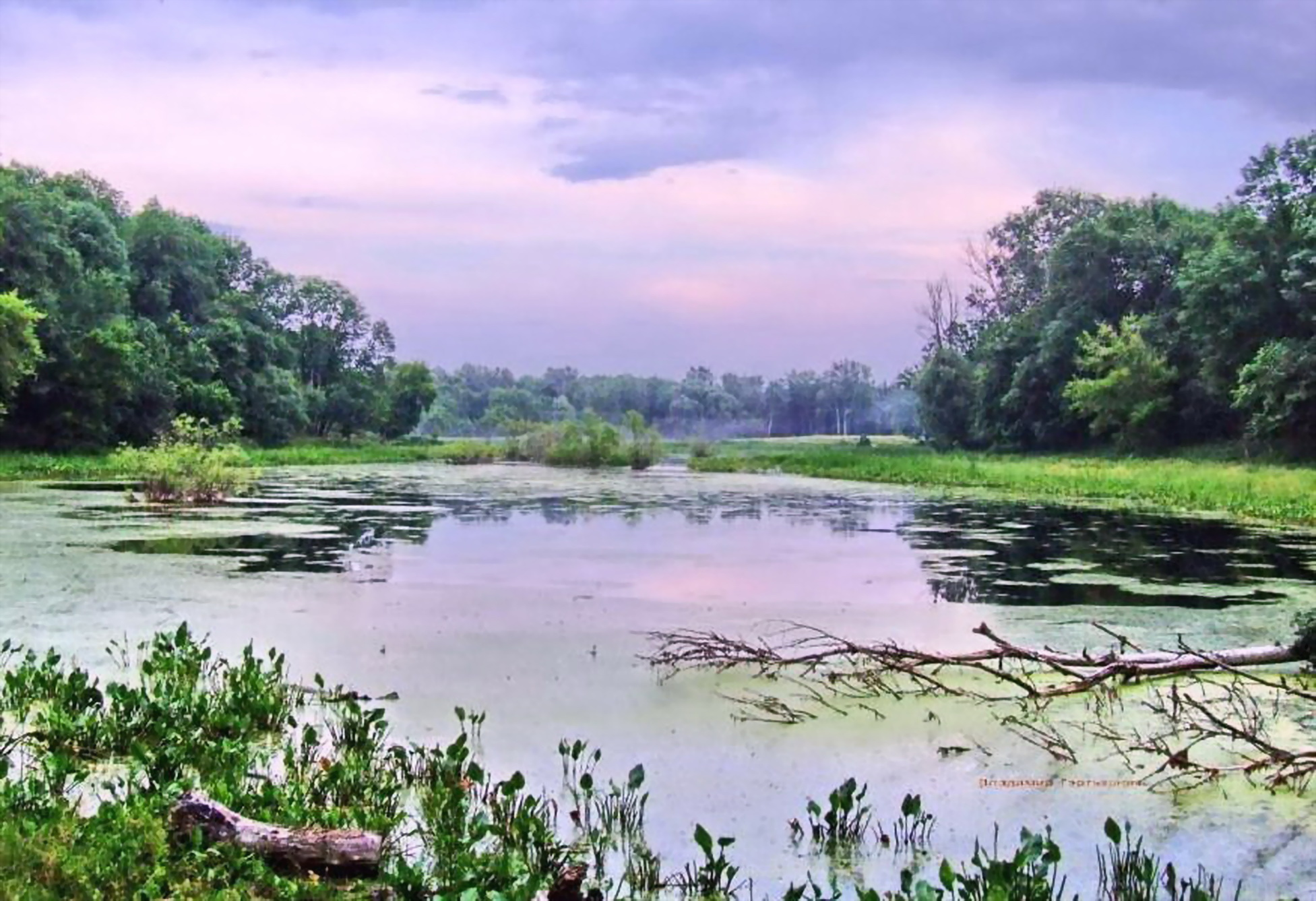
Озеро на південній околиці м. Суми

Озера слугують акумуляторами значної кількості прісної води в глобальному кругообігу води. Джерелом живлення озер є поверхневий і підземний стік, атмосферні опади. Озера регулюють стік річок, затримуючи в своїх улоговинах воду під час повені, поступово віддаючи її в інші сезони[⇨].
Озера за походженням котловини бувають такі: тектонічні, льодовикові, річкові (стариці), приморські (лагуни і лимани), провальні (карстові, термокарстові), вулканічні (в кратерах згаслих вулканів), завально-заплавні, штучні (водосховища, стави).
За характером водного балансу озера поділяють на стічні, безстічні та зі змінним стоком, за хімічним складом — на прісні, солонуваті, солоні й мінеральні (гідрокарбонатні, сульфатні, хлоридні)[⇨]. Хімічний склад озерних вод зберігається тривалий час відносно постійним (на відміну від річок). У водах озер відбуваються хімічні реакції, коли одні елементи відкладаються з розчину до донних відкладів, а інші переходять з твердого осаду в розчинений стан[⇨].
Завдяки значній тепловій інерції водної маси великі озера пом'якшують клімат і температуру прилеглих територій, зменшуючи добові та сезонні коливання метеорологічних показників[⇨].
Форма, розміри та рівень води озер змінюються з часом в результаті нагромадження донних відкладів, змін обрисів берегів, балансу вологи [⇨]. Площа озер варіює від декількох гектарів до сотень тисяч км², а глибини — від кількох сантиметрів (солончаки) до понад тисячу метрів. Загальна площа озер Землі становить близько 2,1 млн км² (близько 1,4 % площі суходолу). Найбільші озера світу — Каспійське море в Євразії, Великі озера і Велике Ведмеже в Північній Америці, Вікторія, Танганьїка і Ньяса в Африці, Байкал (найглибше у світі — до 1620 м) в Азії Озера утворюються як високо у горах (Хорпатсо — 5 400 м), так і у глибоких депресіях (Мертве море — 400 м нижче рівня моря)[⇨].

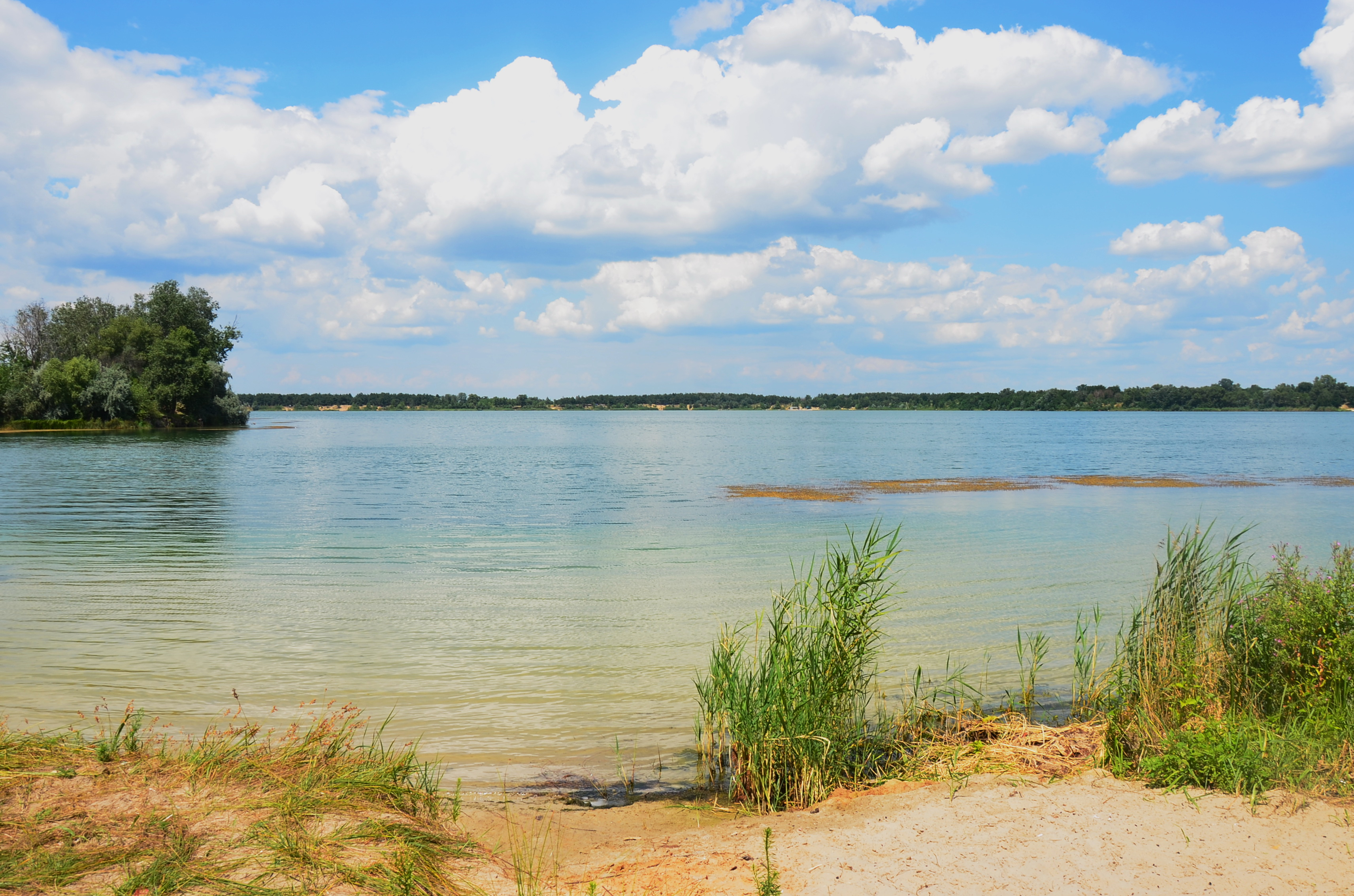
О́зеро Блакитне на Січеславщині

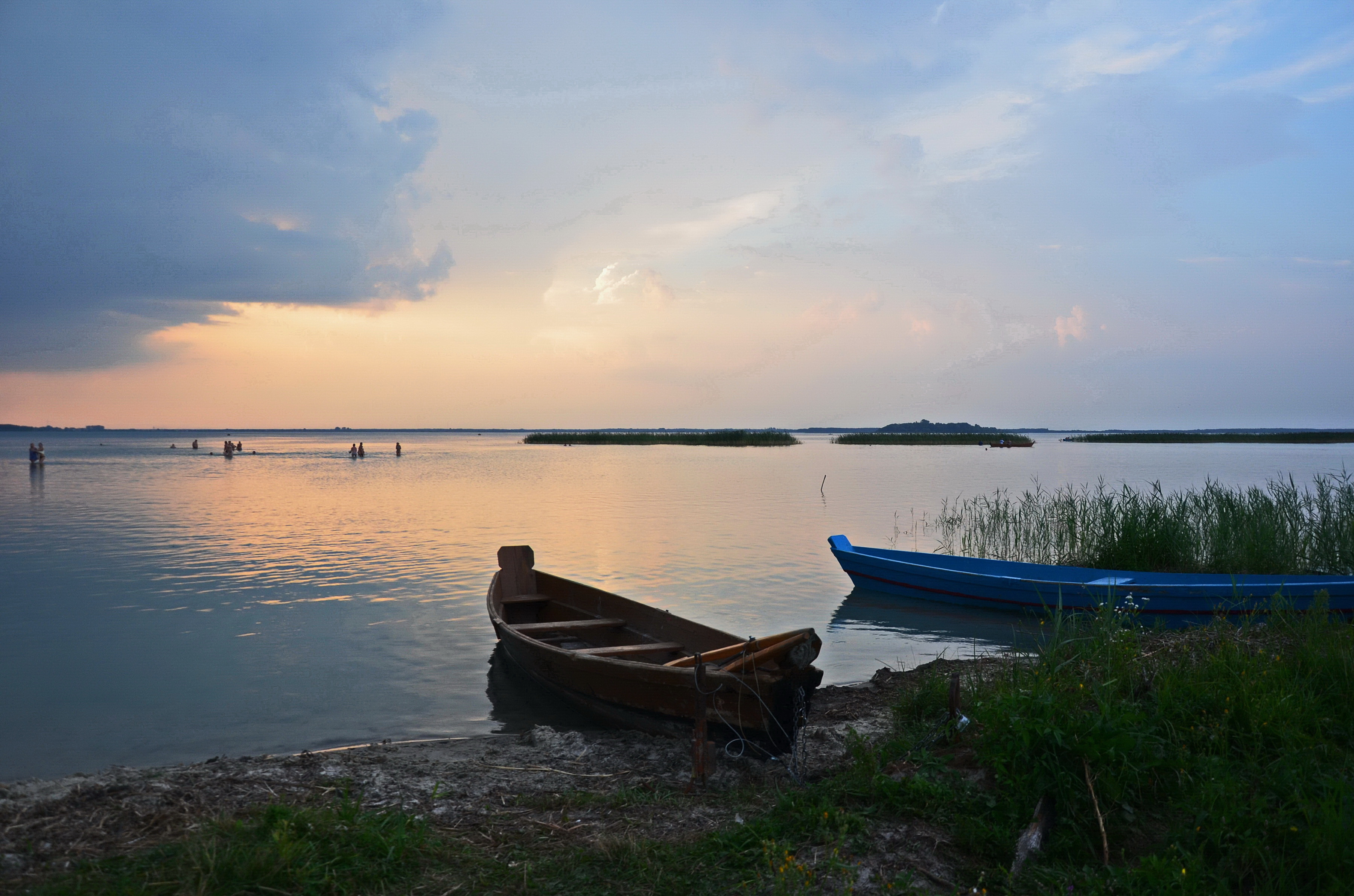
Озеро Світязь. Шацькі озера

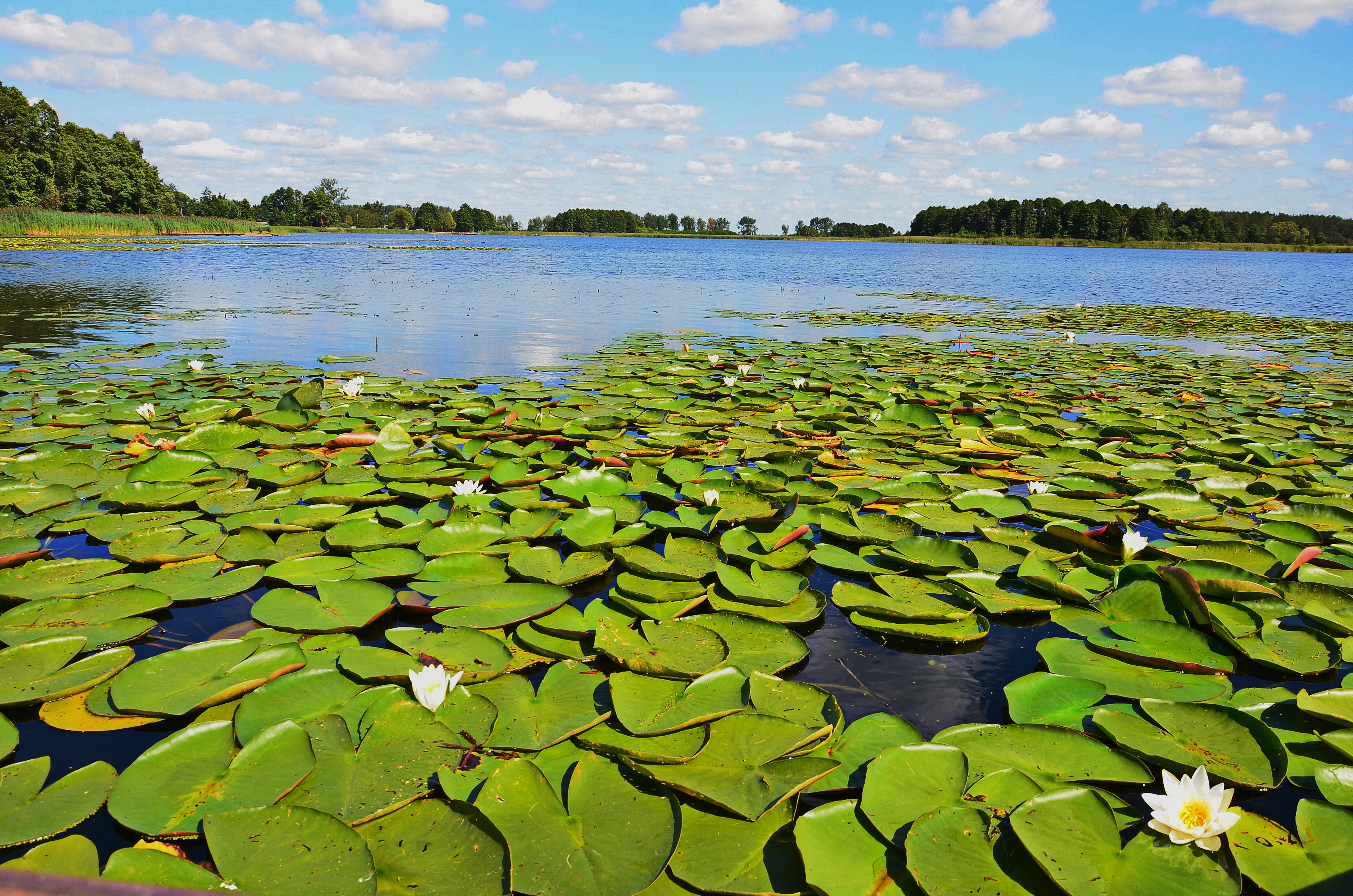
Затока Лука Шацьких озер

Вивченням озер займається наука лімнологія. В озерах Землі міститься вчетверо більше води, ніж у річках. Проте життя озера часто менш тривале, ніж водотоку. Якщо озеро не поповнюється водами, воно висихає, міліє або перетворюється на болото. Озера мають велике значення в житті людей, зокрема для водного транспорту, водопостачання, зрошування, розведення риби, водоплавної птиці та цінних хутрових звірів; в медичному застосуванні (з деяких озер використовують лікувальні грязі й ропу). На території озер видобувають різноманітні корисні копалини — нафту, сіль, руди тощо. Також вони мають велике значення для організації туризму та відпочинку[⇨].

## Типологія
Класифікація озер відноситься до найскладніших теоретичних проблем лімнології. Озера поділяють за способом їх утворення, способом живлення, за термічним режимом, вмістом солей (хімічним складом) та наявністю в них життя. Лише в найсолоніших озерах відсутнє життя. Більшість озер сформувалось внаслідок рухів земної кори чи вивержень вулканів. Деякі були залишені льодовиками, що відступили, а деякі утворились внаслідок відділення від моря. Багато водойм створені людьми — їх називають водосховищами, оскільки вони містять резерв води для гідроелектростанцій та інших господарських потреб. Існує велика кількість класифікацій водойм, кожна з яких використовує в типізації окремі ознаки, або різне поєднання таких ознак. Умовно вони об'єднуються в ряд груп:
- Генетичні. До них відносяться перші наукові спроби лімнологів класифікувати озера на основі виділення їхніх типових особливостей в залежності від геологічної будови озерного ложа. Помилковість перших таких класифікацій була доведена Михайлом Первухіним, який показав пряму залежність розвитку озер від комплексу фізико-географічних умов, а не лише геоморфологічних. Вплив останніх з часом згладжується і для старих озер спільної природної зони він не суттєвий[4]. Серед найпоширеніших генетичних класифікацій — Первухіна, пізніше доповнена Борисом Богословським[5], Юрія Літінського[6], Джорджа Гатчинсона[7].
- Морфометричні. Характеризують озера за рядом абсолютних і відносних морфометричних характеристик (площа, довжина, ширина, глибина) і показників (розрахункові, похідні від характеристик — розвиненість, відкритість, ємність, острівність, видовженість, питомий водозбір, умовний водообмін тощо)[8].
- Гідрологічні. Враховують різноманітні показники гідрологічного режиму озера. Серед найпоширеніших гідрологічних класифікацій С. В. Григор'єва (1959)[9], Б. Б. Богословського (1970)[10], К. Д. Літинської (1976)[11].
- Термічні. Через те що термічний режим озера відноситься до провідних екологічних факторів, які впливають на формування системи гідробіонтів, існує більше 30 різновидів такої класифікації водойм. Найпопулярніші класифікації цього типу були запропоновані Франсуа Форелем (1892)[12], Хатчинсоном (1957)[7], В. А. Фрейндлінгом (1962)[13], А. І. Тихомировим (1970)[14], С. П. Китаєвим (1978)[15].
- Гідрохімічні. Враховують різноманітні гідрохімічні показники (загальна мінералізація, колір води, кислотність (pH), перманганатна та біхроматна окиснюваність, вміст кисню, двоокису вуглецю, загального фосфору, органічних сполук). Для озер помірного поясу такі класифікації розробляли І. В. Баранов[16] та Китаєв (1984)[17].
- Гідробіологічні. Базуються на різних характеристиках біоти, що населяє озера, її наявності (екологічні), або її продуктивності (трофічні). Першою з останньої групи була класифікація 1920—1930-х років Август Тінеманн та Ейнар Науманн. Надалі її розвинув Оле, додавши показник інтенсивності кругообігу органіки. Пізніше було уведено балансовий підхід, що базується на різних підрахунках співвідношень біологічної продукції та деструкції. Підсумував біолого-продуктивні класифікації Китаєв (1984)[17].
- Комплексні. Враховують низку показників, від рельєфу озерного дна, ґрунтів, температурного і кисневого режиму, прозорості, кольору води, до різноманітних гідробіологічних процесів. Для озер бореальної смуги Північної півкулі такі класифікації складали П. Ф. Домрачев (1922)[18], Баранов (1962)[16], Л. Л. Россолімо (1964)[19].

Типологія озер має важливе значення для оцінки водних ресурсів регіону.

## Морфометрія
Морфометричні характеристики озера:
- Площа.
- Довжина.
- Ширина. Максимальна, мінімальна, середня.
- Глибина. Середня, максимальна.

Морфометричні показники озера:
- Розвиненість — відношення площі кола з довжиною окружності, що дорівнює довжині берегової лінії, до фактичної площі озера.
- Відкритість — відношення площі водної поверхні озера до його середньої глибини.
- Ємність — відношення середньої глибини до максимальної.
- Острівність — відношення сумарної площі озерних островів до загальної площі озера.
- Видовженість — відношення найбільшої довжини поверхні озера до його середньої ширини.
- Питомий водозбір — відношення площі водозбірного басейну до площі водного дзеркала.
- Умовний водообмін — відношення об'єму середньорічного притоку води з площі водозбору до повного об'єму озера.

## Озерне ложе
Заповнена водою частина озерної улоговини називається озерним ложем.

### Походження
В утворенні озерного ложа беруть участь різноманітні природні сили, тому більшість їх утворюються внаслідок спільної дії кількох з них. Формування озерного ложа і водної маси озера можуть бути як розведеними в часі (утворення запрудних (загатних) озер, відступання льодовиків і наповнення талою водою западин льодовикового рельєфу, заповнення дефляційних улоговин), так і одночасним (руслові процеси річок, танення реліктового льоду і утворення термокарстового озера, відокремлення морських лагун). Поступово, з розвитком озера, рельєф ложа згладжується внаслідок заповнення твердими річковими наносами, продуктами розмиву берегів, органічними рештками озерної гідробіоти.
Існує багато класифікацій озер, з яких найрозробленішою є класифікація за генезисом озерних улоговин, вперше запропонована 1937 року радянським гідрологом Михайлом Первухіним та пізніше докладно розроблена Борисом Богословським. Серед лімнологів західного світу найпопулярнішою та найрозробленішою (11 типів, 76 підтипів) є класифікація Хатчинсона 1957 року.
- 1. Тектонічні. Сформовані внаслідок вертикальних і горизонтальних тектонічних рухів (розломів, здвигів, геосинклінальної складчастості пластів земної кори). Такі озера мають круті береги, значні максимальні глибини, витягнуті форми котловин. До них належать найглибші озера світу, що лежать у грабенах: Байкал в Євразії, Альберт, Едвард, Танганьїка, Ньяса в Африці, Мертве море на території Ізраїлю[21]. Озерні улоговини Аральського і Каспійського морів утворились внаслідок тектонічних рухів, що відокремили колишні океанічні басейни (Тетіс) від вод Світового океану[7][23][24][25]. Аналогічні процеси відбуваються і з Чорним та Азовським морями. Внаслідок сейсмічної активності, розлому водотривких гірських порід і виходу на поверхню підземних вод можуть утворюватись невеликі несподівані озера. Так 2014 року утворилось озеро Гафса у пустельній місцевості Тунісу площею 1 га і глибиною до 18 м. Тектонічні рухи також породжують паралельне чергування серій грабенів і горстів, що порушують існуючі водозбірні басейни, сприяють утворенню безстічних областей в яких утворюються солоні озера. Наприклад, Мертве море і Велике Солоне озеро. Під час здвигів на шляху потоків води можуть утворюватись перепони рельєфу, що заважають звичайній течії та формують озера. Наприклад, озеро Елізабет у Каліфорнії в зоні розлому Сан-Андреас[7][23][24][25].
- 2. Льодовикові. Сформовані різноманітною дією сучасних льодовиків або під час древнього заледеніння[21]. Часто льодовики діють у комплексі з іншими природними факторами, тож віднесення безпосередньо льодовикового типу озер ускладнене. Озера цього типу мають овальні, лопатевидно витягнуті котловини. Це найпоширеніший на планеті тип озерних улоговин, найбільше їх на півночі Європи і Північної Америки, внаслідок останнього заледеніння[7][23][24][25]. Прикладами таких озер слугують: патагонське озеро Науель-Уапі в Аргентині, Кенієре у Новій Зеландії.
  - Карові (ерозійні). Утворюються в горах на дні кару. Зазвичай круглої форми. Чітко вираженого притоку та стоку вод зазвичай не існує.
  - Улоговинні (акумулятивні, постгляціальні, трогові). Утворені внаслідок відходу льодовиків. Потоки танучих льодовиків залишають на своєму шляху пісок і гравій. Відклади просідають, формуючи западину, в якій поступово збирається вода.
    - Моренні (прогляціальні). Розташовані в районах розповсюдження морен, в областях стародавнього зледеніння і сучасних гірських льодовиків. Моренні озера можуть утворитися в результаті підпруження річок моренними відкладеннями.

  - Підльодовикові (субгляціальні). Розташовані під покровними льодовиками. Наприклад, озеро Восток в Антарктиді.
  - Епішельфові. Своєрідний тип озер, що зустрічаються в Антарктиді. Сильностратифіковані озера з верхнім опрісненим шаром і придонним солонішим. Утворюються у прибережній частині внаслідок відокремлення шельфовими льодовиками узбережжя від вод відкритого моря і сильного опріснення талими водами таких водойм із двотипними берегами[26][27].
- 3. Водноерозійні та водноакумулятивні. Утворюються в результаті дії водноерозійних і водноакумуляційних процесів потоків вод в долинах рік.
  - Річкові (флювіальні) стариці, тимчасові плеса пересихаючої річки, придельтові озера[21]. Стариці здебільшого мають підковоподібний вигін, бо вони утворюються відокремленням річкових меандрів[7][23][24][25]. Коли річкові наноси приток річок перегороджують течію головного потоку утворюються флювіатильні греблі, коли ж наноси головної річки перегороджують течію приток, то утворюються латеральні (бічні) озера[28][29]. До флювіальних озер можна також віднести водобійні колодязі (котли) великих водоспадів[28].
  - Морські водойми з солоною або солонуватою водою, відокремлені від моря низькими наносними піщаними косами — лагуна, або утворене в результаті занесення гирлової частини естуарію наносами — лиман[21][7][23][24]. Наприклад, Венеційська лагуна Адріатичного моря. До таких водойм також відносяться озера вздовж берегів Білого моря, що утворилися з морських заток внаслідок ізостатичних рухів[30].
- 4. Вулканічні. Сформовані посеред лавових полів, у кратерах стратовулканів (кальдерові), підпружені лавовими потоками або лахарами, за інших умов вулканічної діяльності[21][7][23][24]. Наприклад, озеро Тоба на острові Суматра (Індонезія); озера маарів області Ейфель у Німеччині; Крейтер у штаті Орегон (США), в кальдері вулкана Мазама, що вивергався 4860 років до н. е.; загачене лавовими потоками озеро Малур там же.
- 5. Провальні. Улоговини таких озер виникають в результаті промивання ґрунтів підземними водами, що розущільнюють їх, або утворюють підземні порожнини.
  - Ка́рстові. Виникають в результаті заповнення водою від'ємних форм карстового рельєфу (карстових ям, улоговин, печер та ін.) у вапнякових та гіпсових гірських породах[21][7][24]. Широко представлені в карстових регіонах — Далмація (Хорватія), Флорида (США) та ін[31]. Прикладами таких озер слугують Ерцо в Грузії, озера на дні карстових колодязів на тепую Сарісаріньяма — Сима-Гумбольдт і Сима-Мартель (вирізняються з проміж інших «найвищими берегами» (310 і 250 м, відповідно) та унікальними реліктовими екосистемами з ендемічними видами. Різновидом карстових озер слугують підземні озера у вапнякових печерах.
  - Термока́рстові. Виникають у результаті просідання ґрунту в областях розвитку багаторічної мерзлоти внаслідок танення підземних пластів або лінз льоду. Широко розповсюджені в тундрі, невеликі за площею та здебільшого округлі за формою[20][21].
  - Просадочні (суфозійні). Утворюються внаслідок вимивання з ґрунту мілких частинок під час руху ґрунтових вод уздовж схилів або в западинах.
- 6. Завальні (загатні). Утворені шляхом перегородження річної долини, яру, балки природною греблею (гірські обвали, селеві потоки, льодовикові язики, річкові наноси). Такі озера часто бувають дуже глибокими (якщо утворені у вузьких ущелинах) та значними за площею, проте вони не дуже тривалі в часі[7][23][24][25]. Такий тип озер широко представлений у гірських районах. Наприклад, Велике Алмаатинське озеро у Казахстані; озеро Ріца на Кавказі (Грузія); Сарезьке на Памірі; Куейк в штаті Монтана (США), утворене внаслідок землетрусу 1959 року[32].
- 7. Еолові (дефляційні). Утворені внаслідок видування вітром понижень на земній поверхні (дефляційні басейни, еолові та міждюнні улоговини) в аридних регіонах, на піщаних аренах річкових долин[21][7][23][24]. Деякі такі озера є реліктовими й слугують своєрідними індикаторами ариднішого стану палеоклімату[25]. Наприклад, озеро Мозес-Лейк у штаті Вашингтон (США) заповнює міждюнні пониження незакріплених пісків[33].
- 8. Біогенні. Утворені внаслідок життєдіяльності рослин і тварин, достатньо рідкісні, невеликі за розмірами й часто достатньо ефемерні в часі у порівнянні з іншими типами озер. Торфові озера — вторинні гідрологічні утворення на великих болотах і торф'яниках, дистрофного характеру з низьким вмістом кисню у придонних шарах[34]. Боброві загати та лагуни коралових атолів виступають типовим прикладом зоогенних озер[24][25].

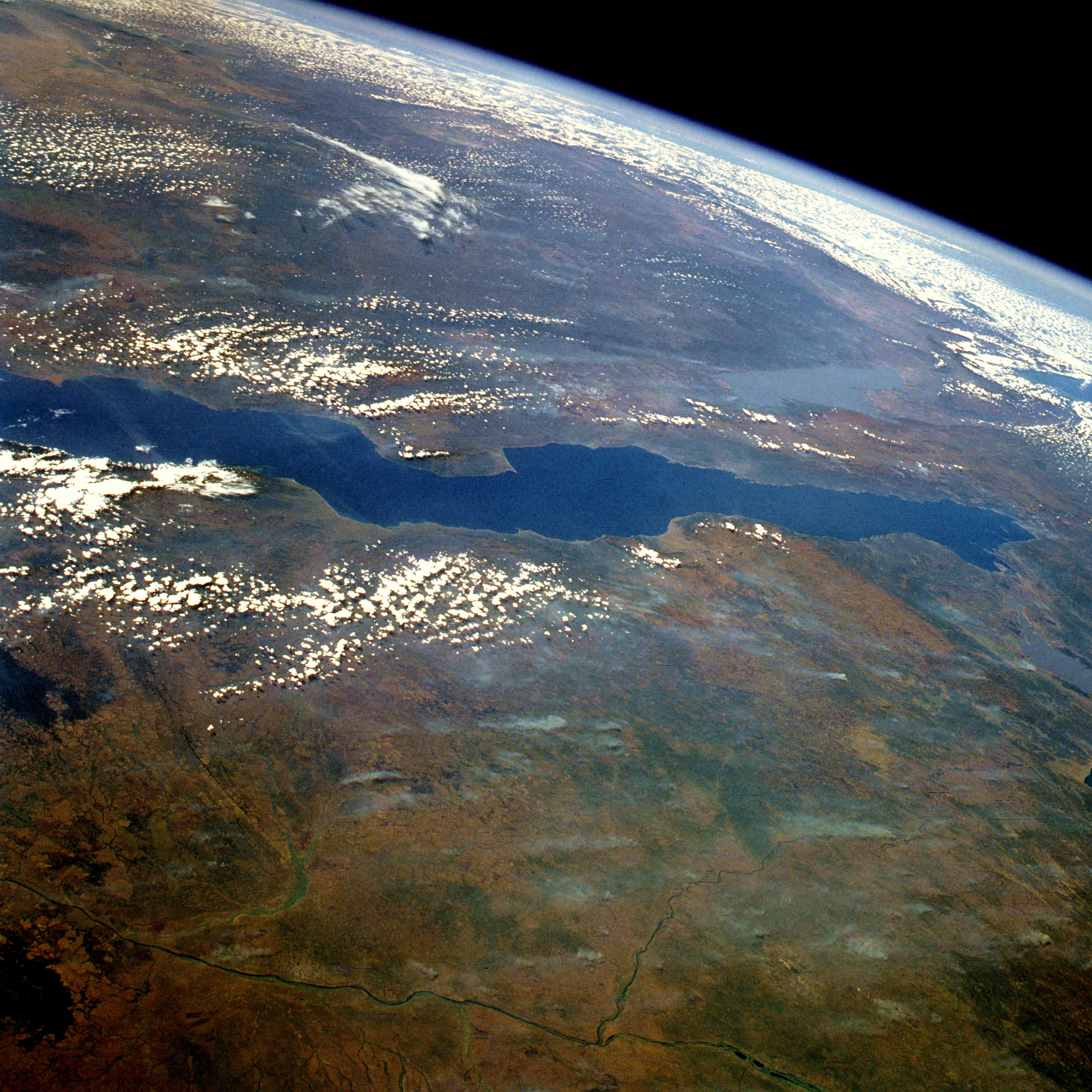
Тектонічне озеро Танганьїка
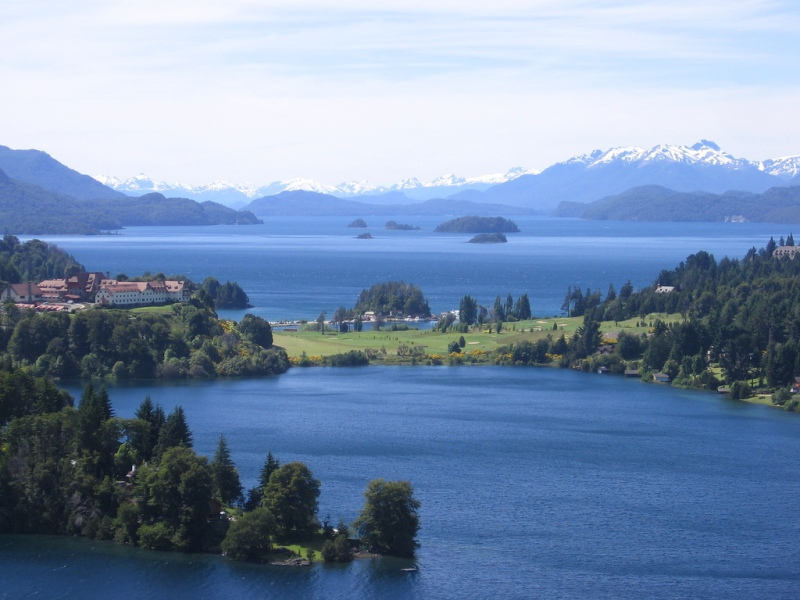
Льодовикове озеро Науель-Уапі
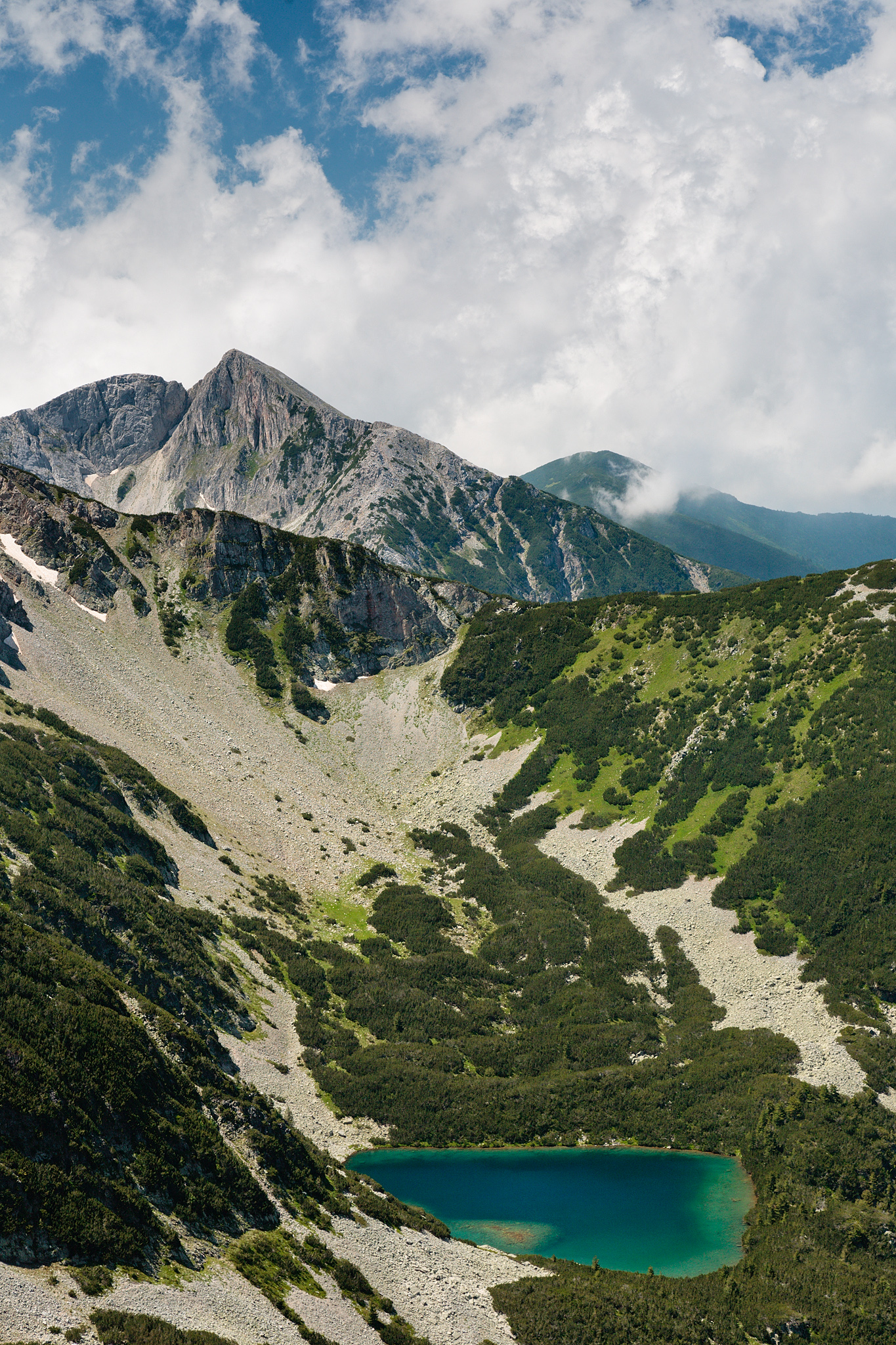
Карове озеро в масиві Пирин, Болгарія
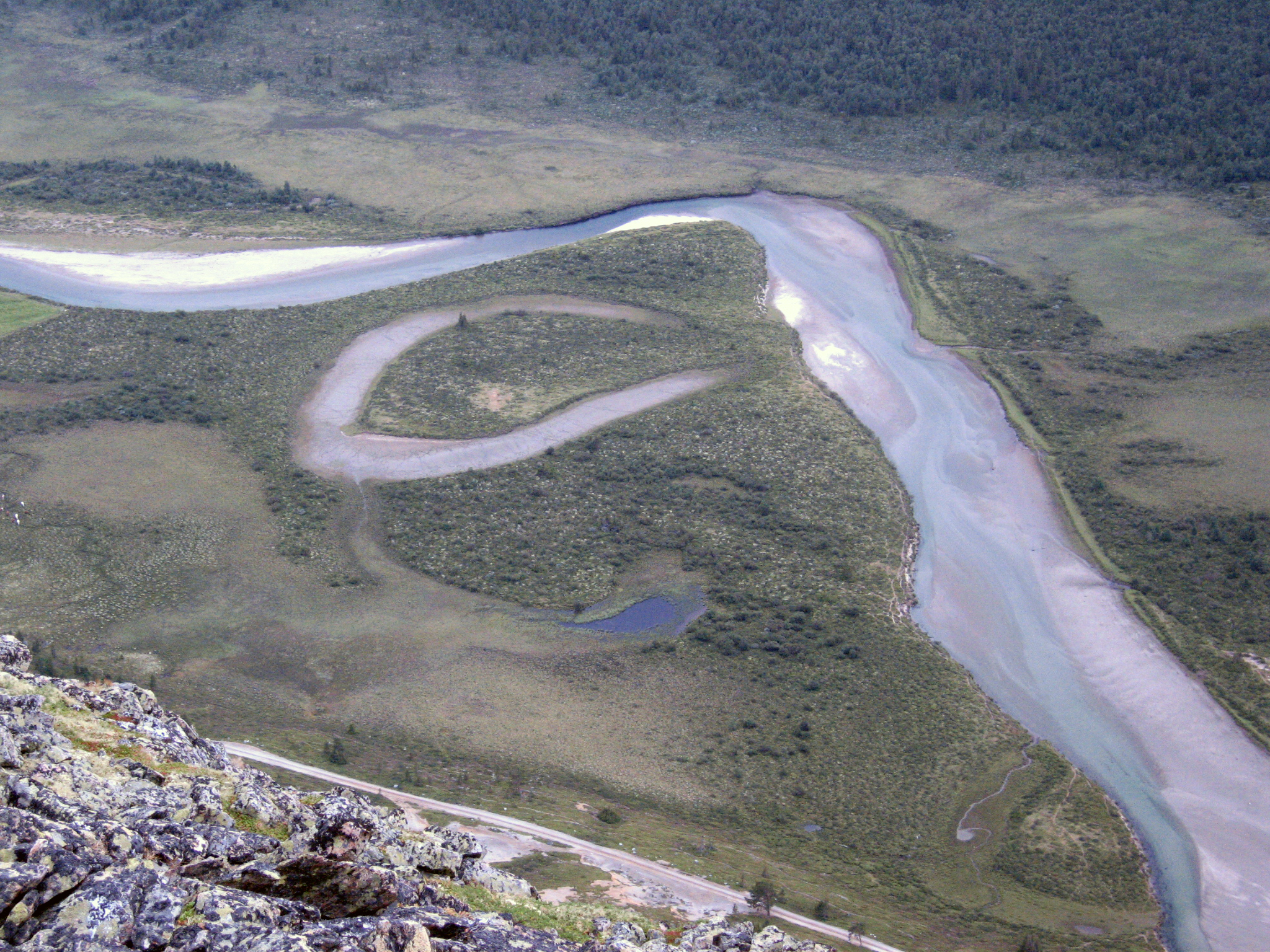
Річкова стариця
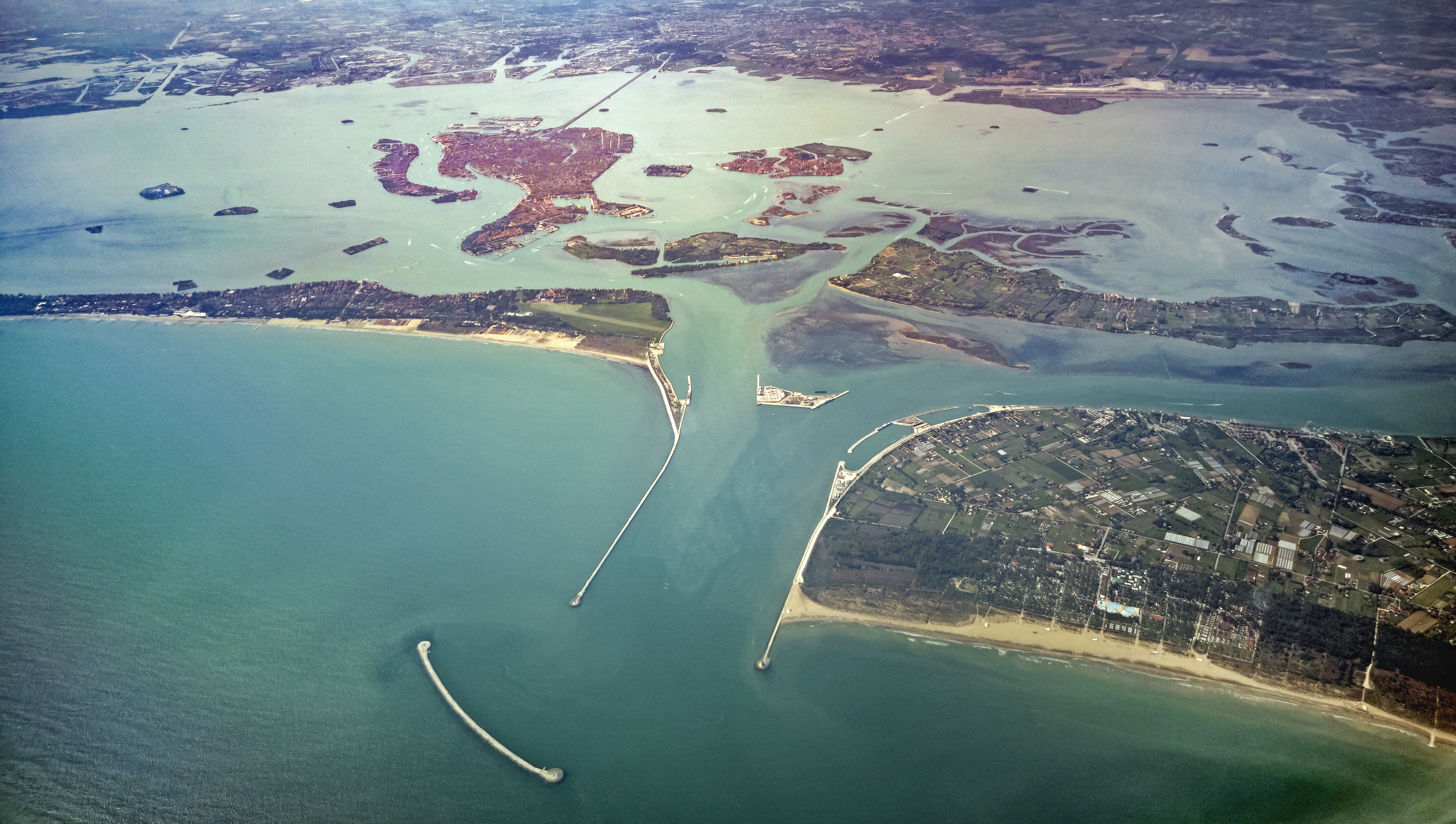
Венеційська лагуна, як приклад морського озера
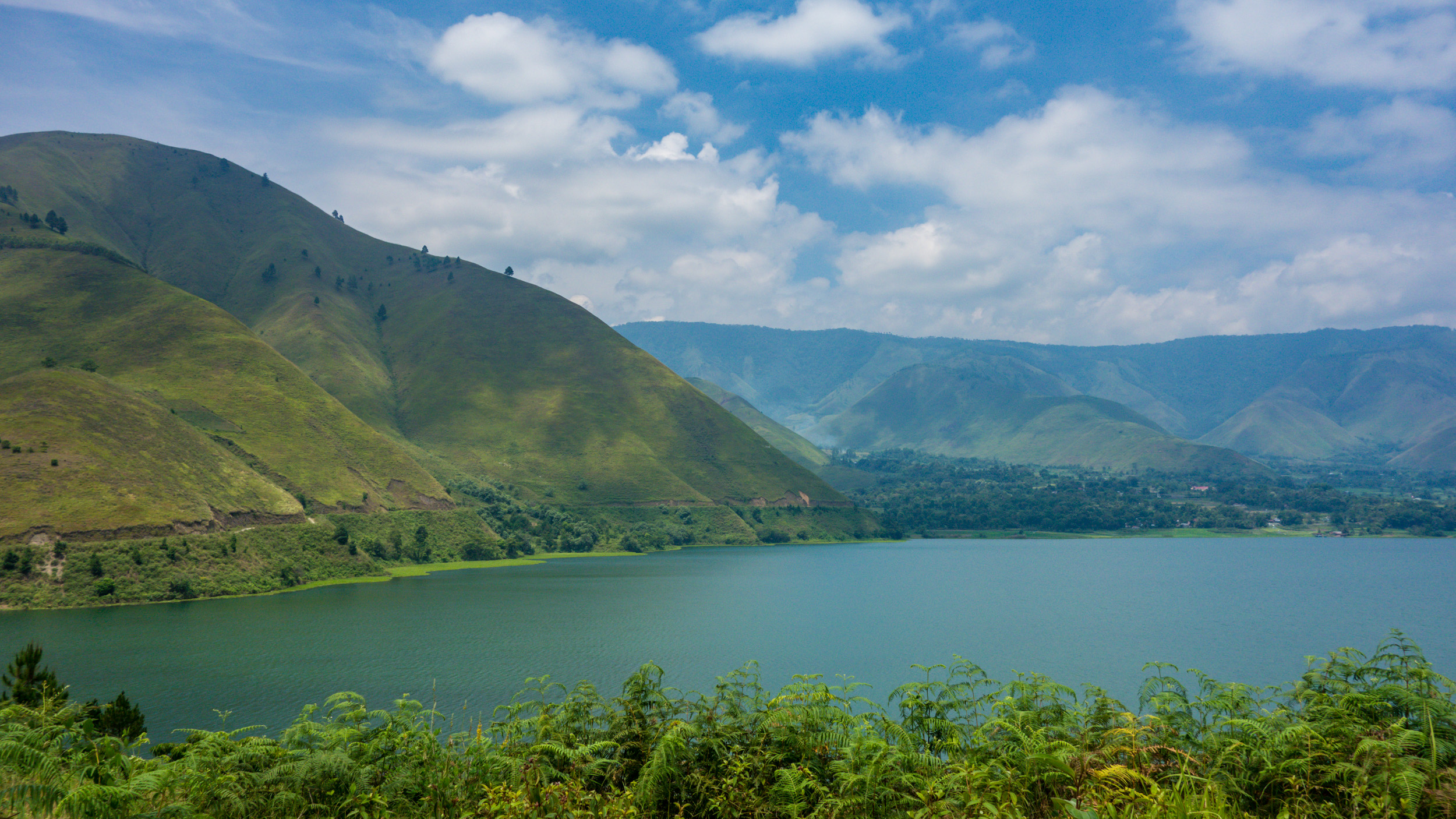
Вулканічне озеро Тоба

Окремо можна виділити інші групи озерних котловин:
- Мішаного походження.
- Реліктові. Утворені відгородженням водної маси озера від вод Світового океану як акумуляційною діяльністю хвиль, що утворюють берегові бари (лагуна), так і довготривалою геологічною діяльністю (Каспійське море).
- Метеоритні (кратерні). Заповнюють улоговини астроблем, утворені зіткненням із земною поверхнею небесних тіл[7][24][25]. Прикладами таких озер слугують Ельгигитгин на Чукотці[35], Лонар в Індії[36], Пінгуалуїт у Квебеці[37]
- Штучні. Різні водосховища, стави і ставки штучно створені людиною для різноманітних потреб[21]. Здебільшого це перегороджені греблею течії річок, заповнені водою закинуті кар'єри гірничих підприємств, спеціально вириті й заповнені водою котловани, обваловані шламосховища промислових підприємств металургійної, хімічної та будівельних галузей[24][25].

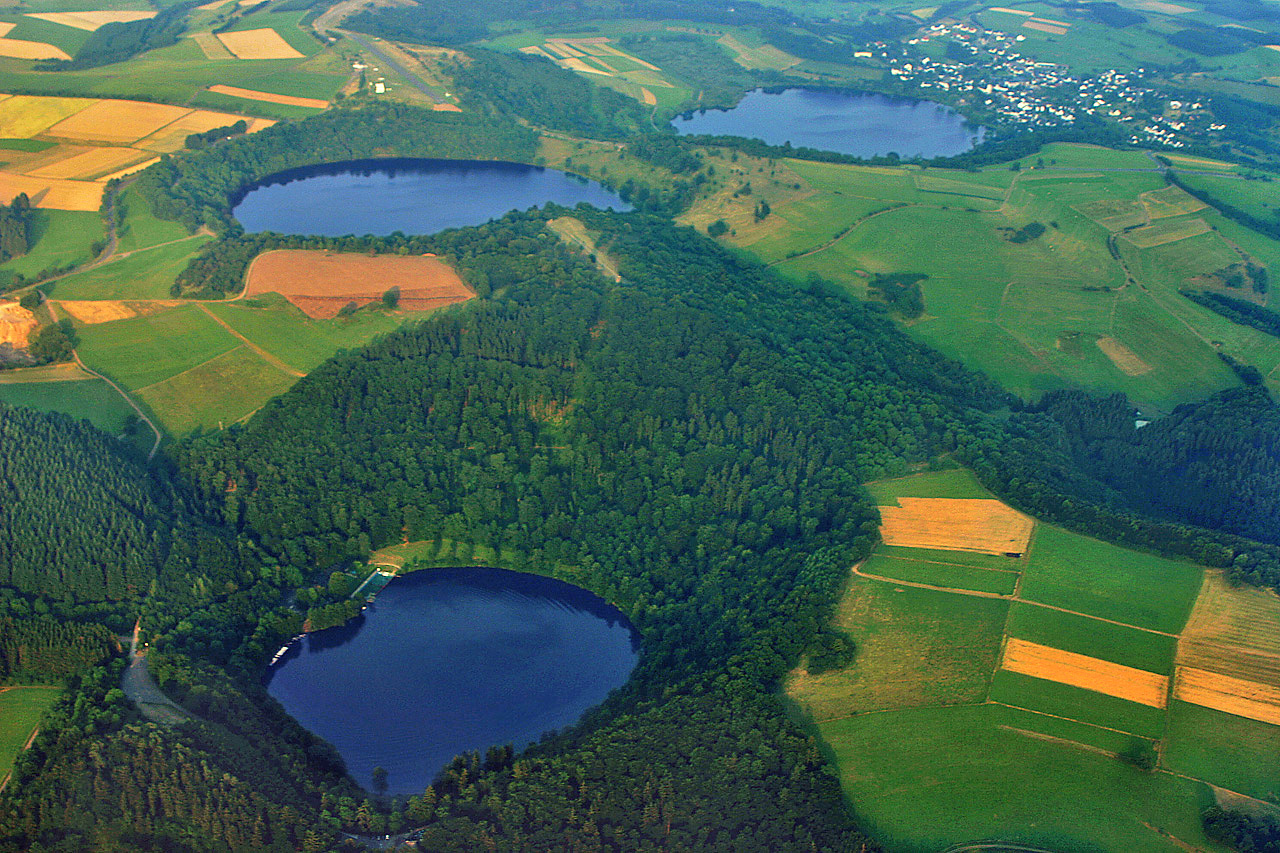
Вулканічні озера в маарах Ейфелю
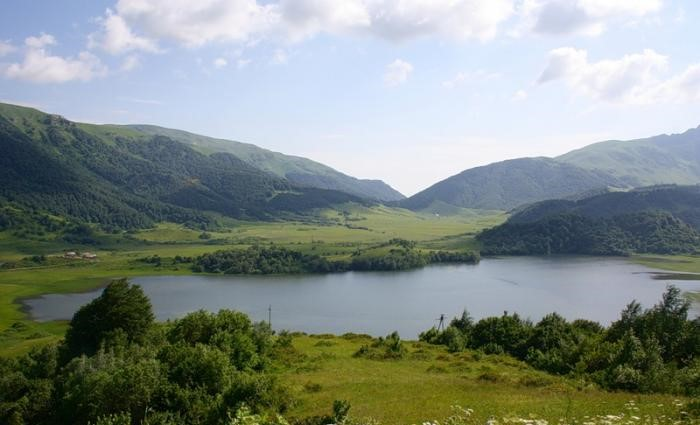
Провальне карстове озеро Ерцо
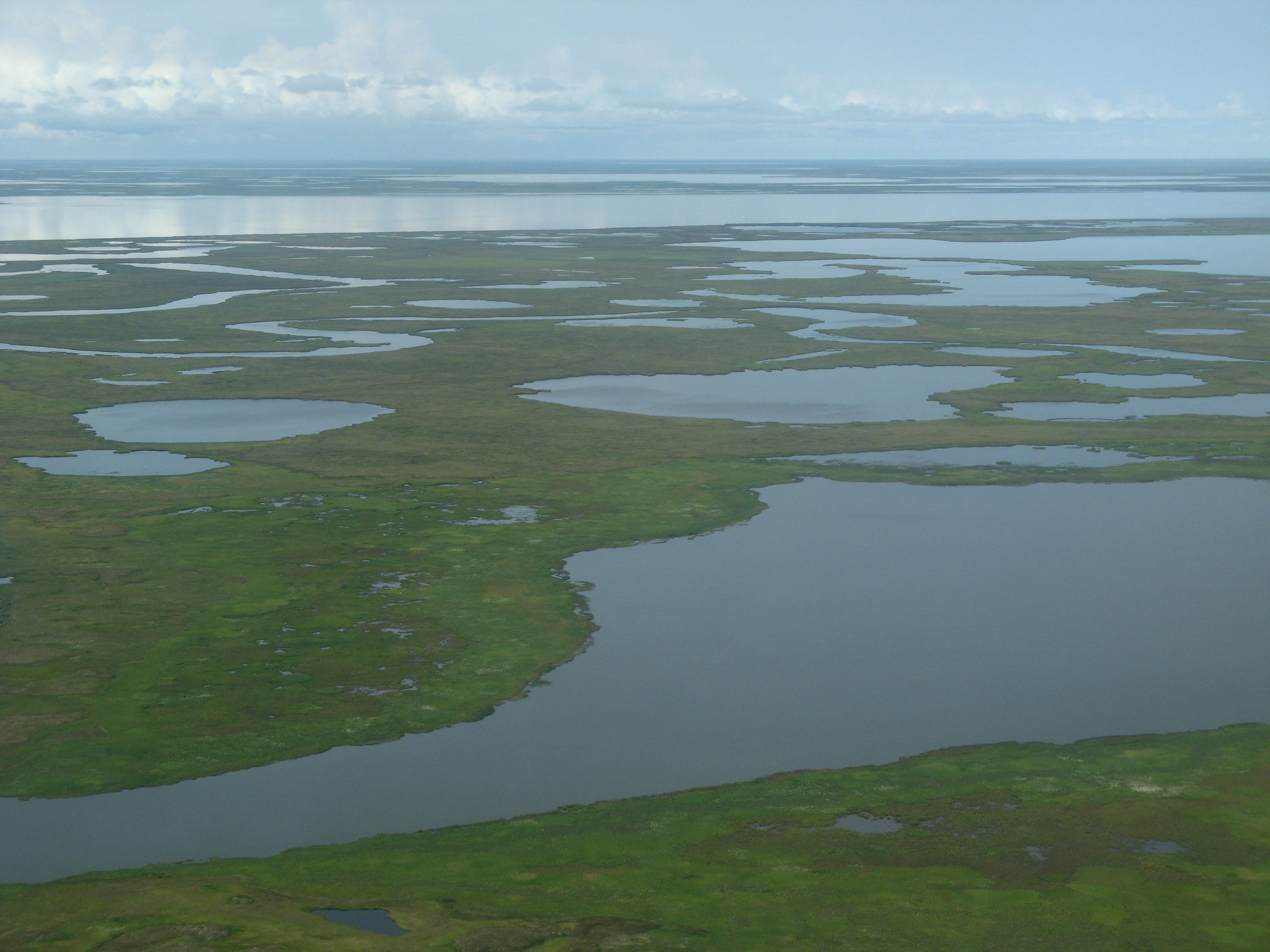
Термокарстові озера аляскінської тундри
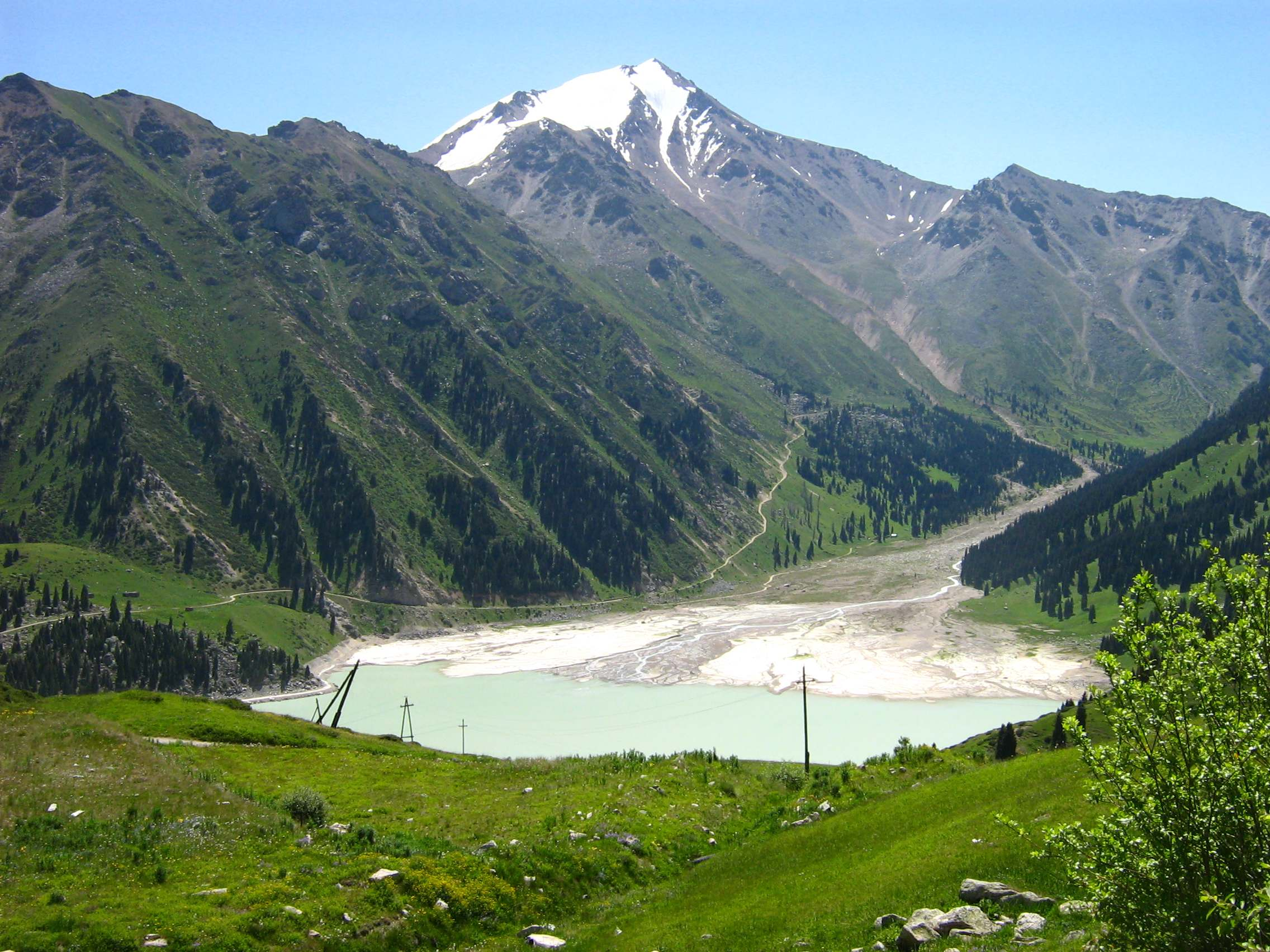
Завальне Велике Алмаатинське озеро
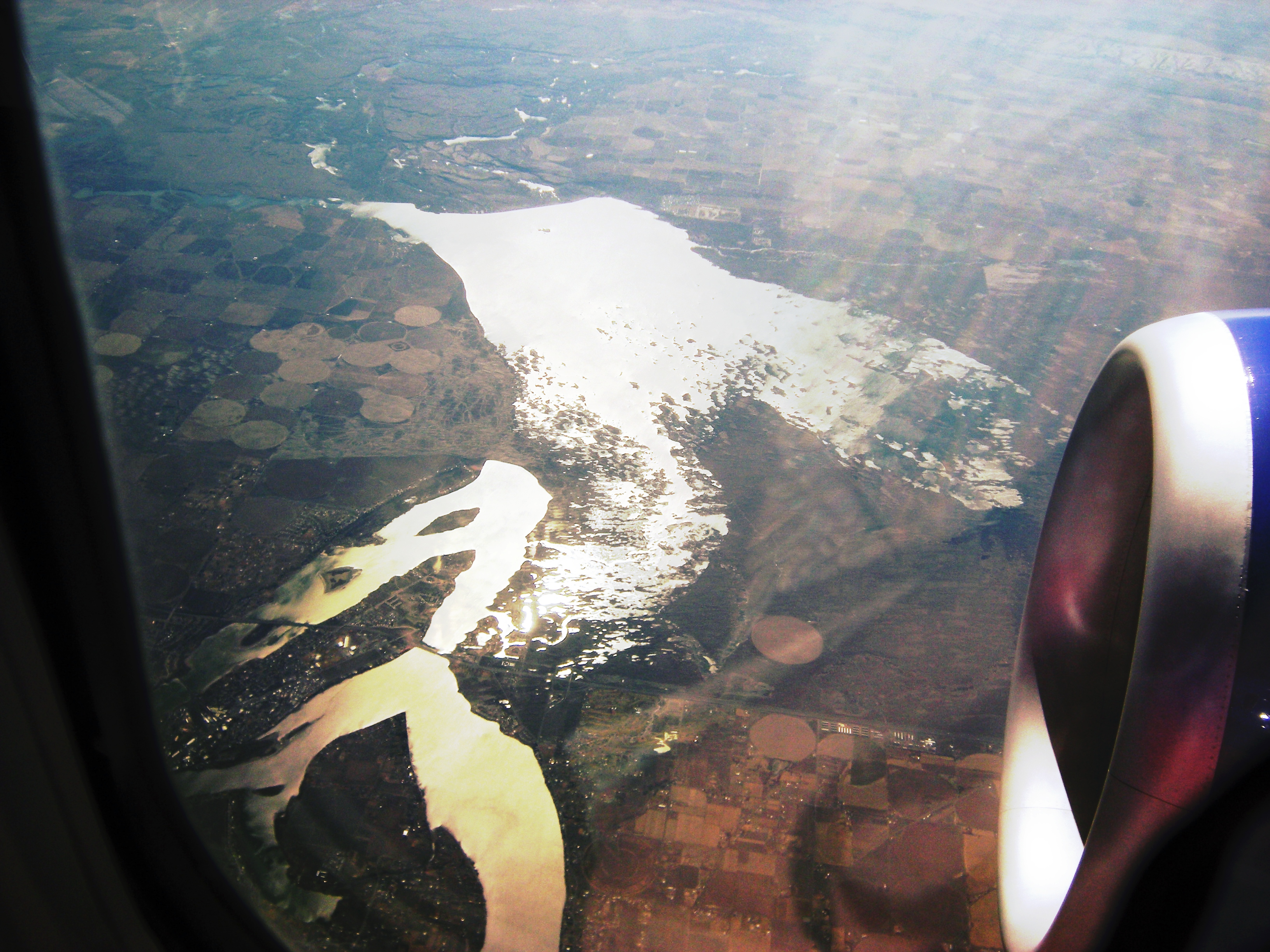
Еолове озеро Мозез у штаті Вашингтон
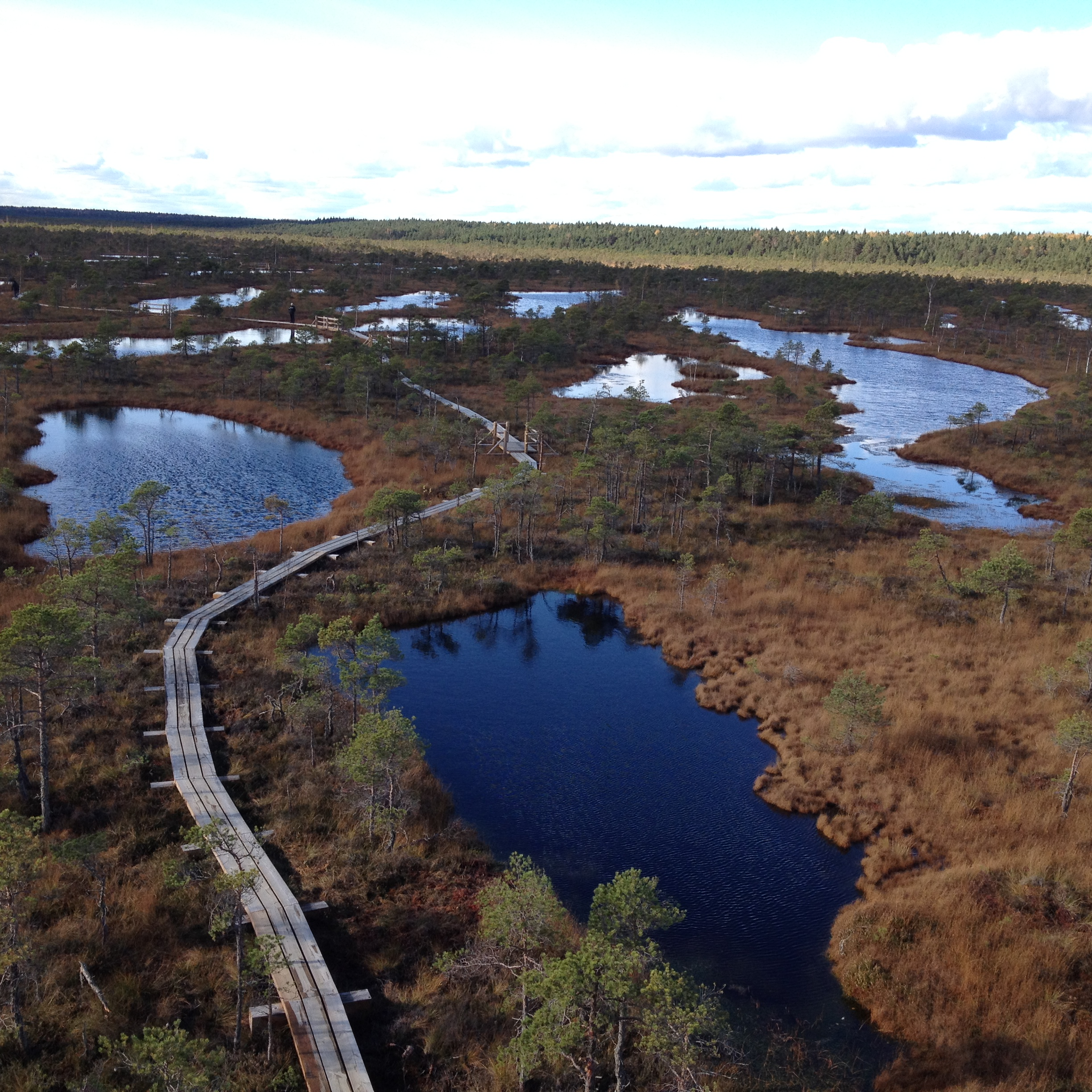
Болотні озерця в Латвії

### Будова
У будові ложі виділяють такі основні зони:
- Літораль. Прибережна зона. Тут дно може змінюватися внаслідок дії хвиль, нагромаджуються грубі відклади, розвивається вища водяна рослинність.
- Сублітораль. Перехідна зона між літораллю та пелагіаллю.
- Пелагіаль (профундаль). Глибинна зона. Тут дно майже не зазнає впливу хвиль, нагромаджуються тонкодисперсні озерні відклади.

Типовий профіль схилів ерозійного узбережжя озер складається з:
- берегового кліфу (обриву),
- абразійної (хвильоприбійної) тераси, що занурюється під рівень води,
- підводного відсипу з продуктів розмиву берега.

Узбережжя озер поділяється на затоплювану (за високого рівня води) та суху частини (до якої рівень води ніколи не доходить).

### Донні відклади
Донні відклади озер — різновид континентальних відкладів з деякими характерними ознаками, притаманними морським (відсортованість матеріалу, горизонтальна шаруватість). Вони формуються за рахунок матеріалів, що їх приносять вода і вітер (аллохтонні), продуктів руйнації берегів, залишків водної та прибережної рослинності, тварин, хімічного осаду з розчину озерної води (автохтонні). Характерною особливістю донних відкладів озер є лінзовидне залягання, рештки характерної озерної флори та фауни, тісний зв'язок з алювіальними відкладами.
При руйнації берегів великий уламковий матеріал накопичується переважно в зоні літоралі, а дрібний дисперсний — акумулюється на глибині. У верхньому шарі озерних відкладів (пелогені) відбувається метаморфоз під дією біохімічних, фізико-хімічних та суто біологічних процесів.
Уламково-глинистий матеріал мінеральних відкладів може мати як хемогенне (кухонна, глауберова та ін. солі, залізо-марганцеві відклади), так і біогенне походження (крейда, мергель, діатоміт, залізні руди).
Органічні відклади складають речовини лігніно-гумусового комплексу: целюлоза та геміцелюлоза, цукри, воскоподібні речовини, бітуми. Серед різноманітних озерних мулів виокремлюють багаті на органічні сполуки — сапропелі (гіттію).
Характер донних відкладів озер перебуває в тісному зв'язку з кліматичними умовами природної зональності. В полярних зонах та на високогір'ї на дні озер відкладається уламковий пісковиково-глинистий матеріал стрічкової шаруватості, що його приносять талі та льодовикові води. У помірному кліматі разом із уламковим матеріалом накопичуються сполуки заліза, кремнію, карбонат кальцію та різна органіка у вигляді мулів (сапропелю) та торфу. Які з часом перетворюються на залізні руди, діатоміти, сапропеліти, буре вугілля. У посушливішому кліматі на дні озер утворюються озерні мергелі. Для аридного клімату характерним є відкладення разом із уламковим матеріалом карбонатів, хлоридів, гіпсу та ін. За значної концентрації йонів магнію в безсточних озерах утворюються доломітові та вапняково-доломітові відклади (східна частина озера Балхаш).

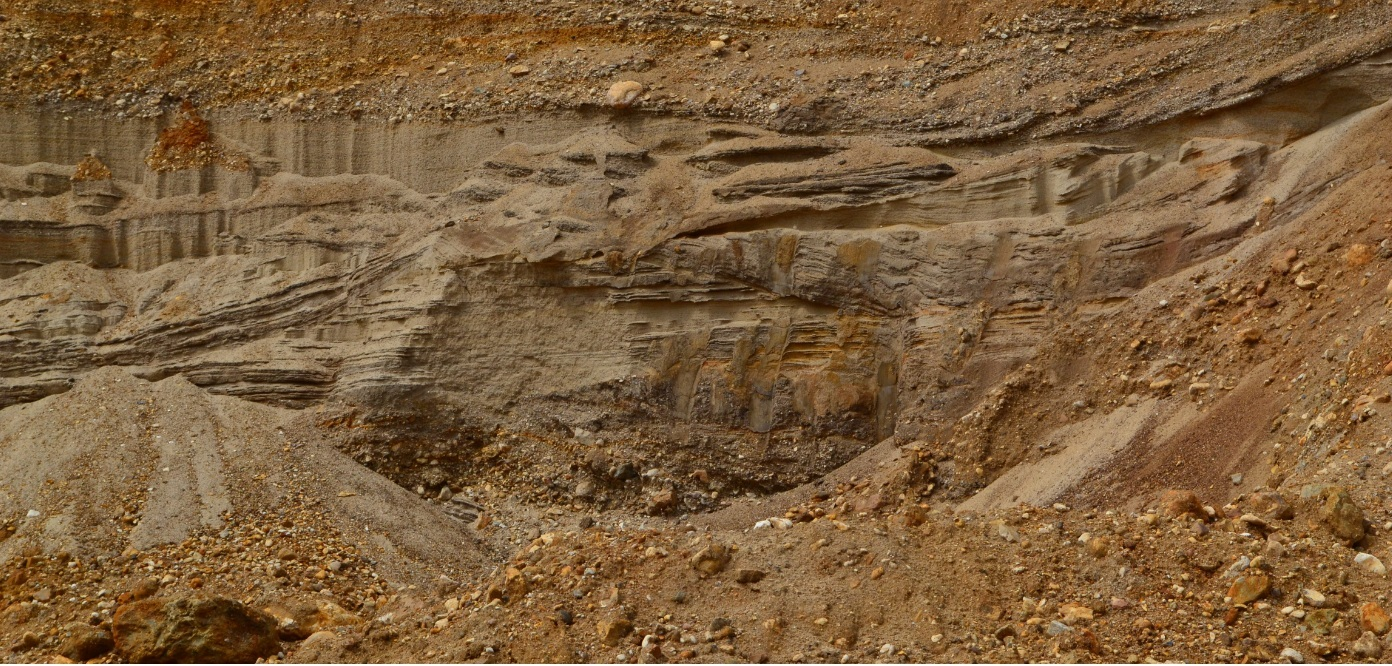
Відслонення піщаних озерних відкладів на Східноєвропейській рівнині
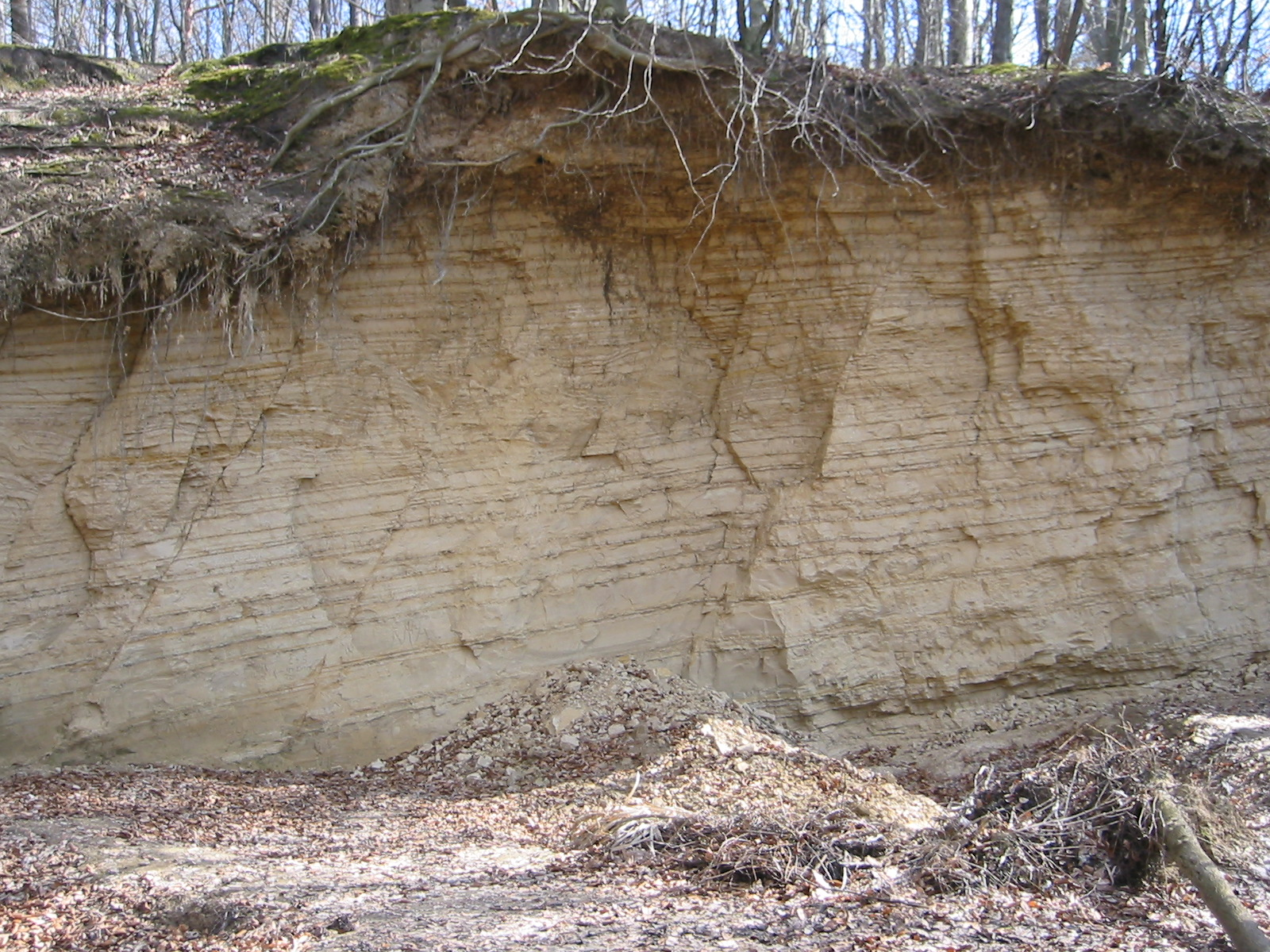
Відслонення стрічкових глин, Еберсвальде, Німеччина
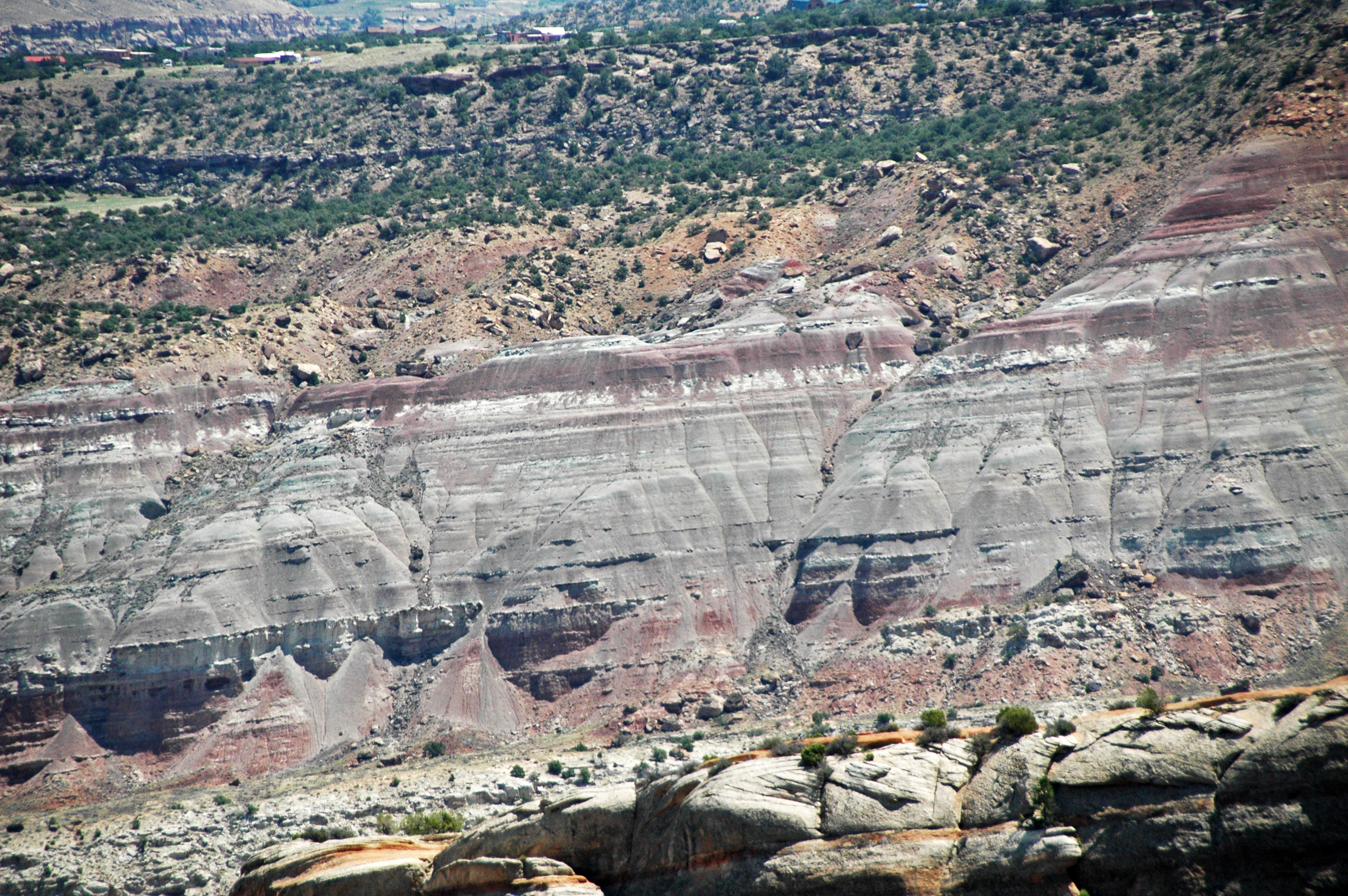
Відслонення Великого каньйону, що поєднують річкові та озерні відклади з палеоґрунтами
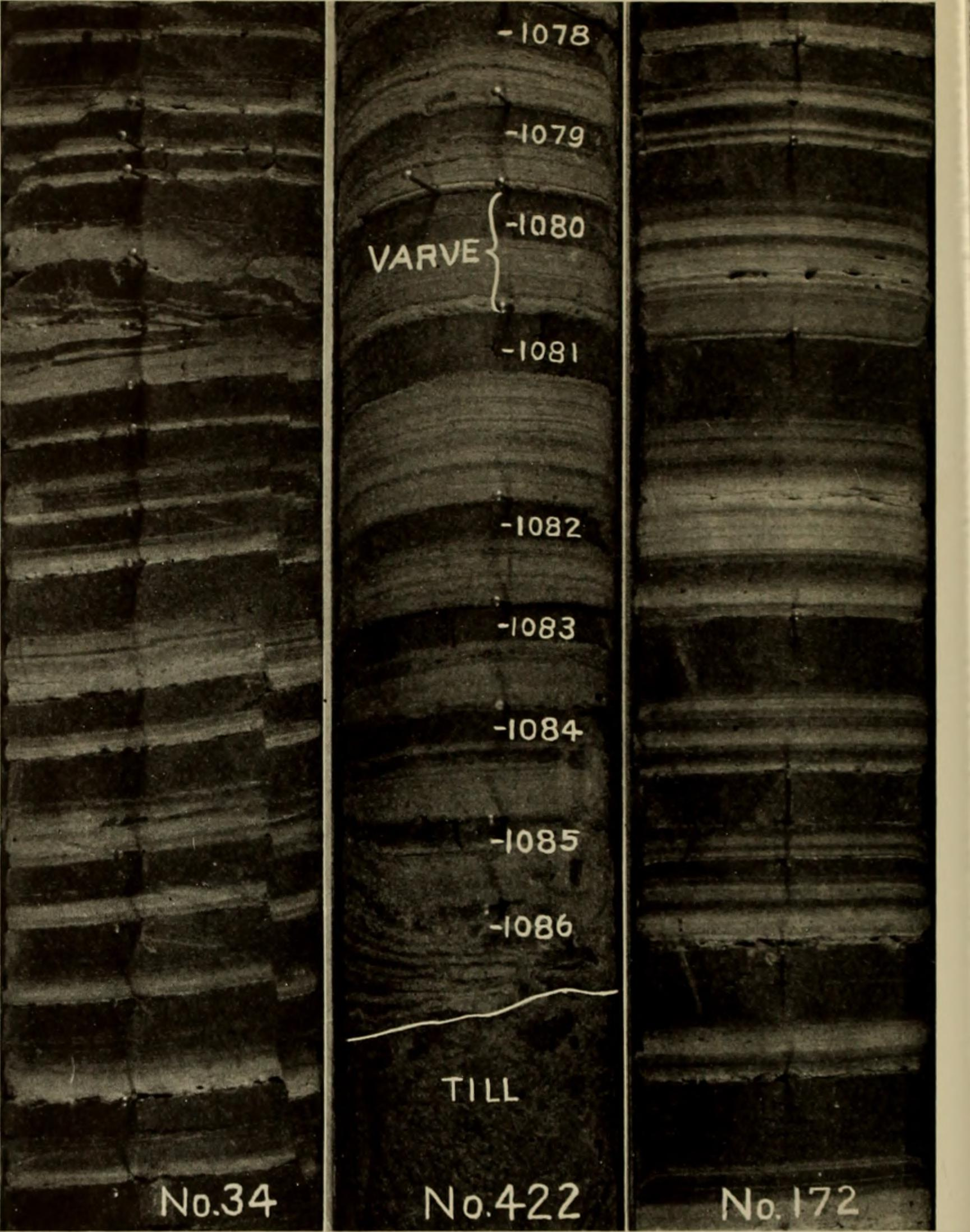
Варви, ритмічне поєднання різнобарвних відкладів двох сезонів (теплого і холодного)
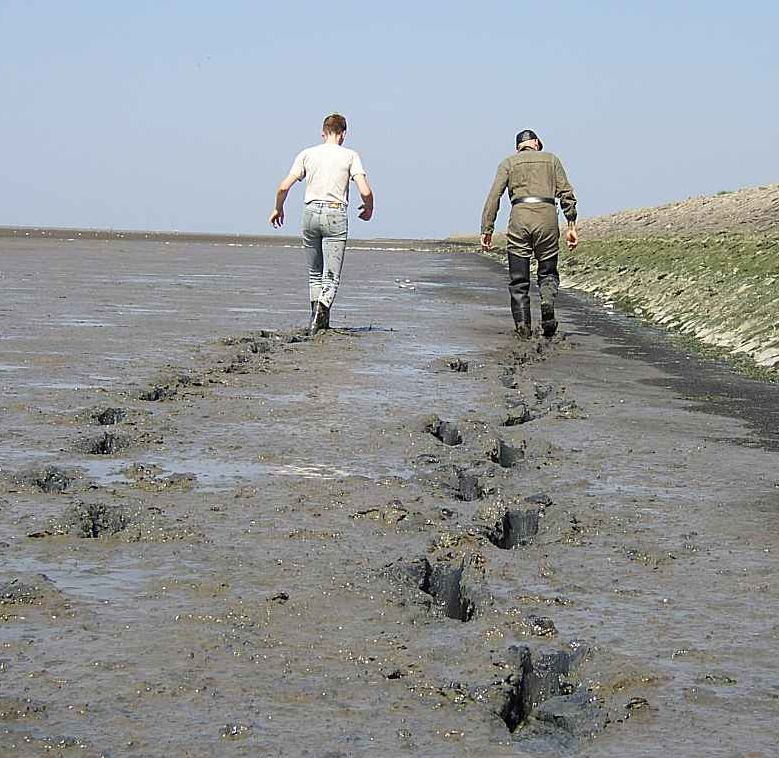
Сапропелевий мул
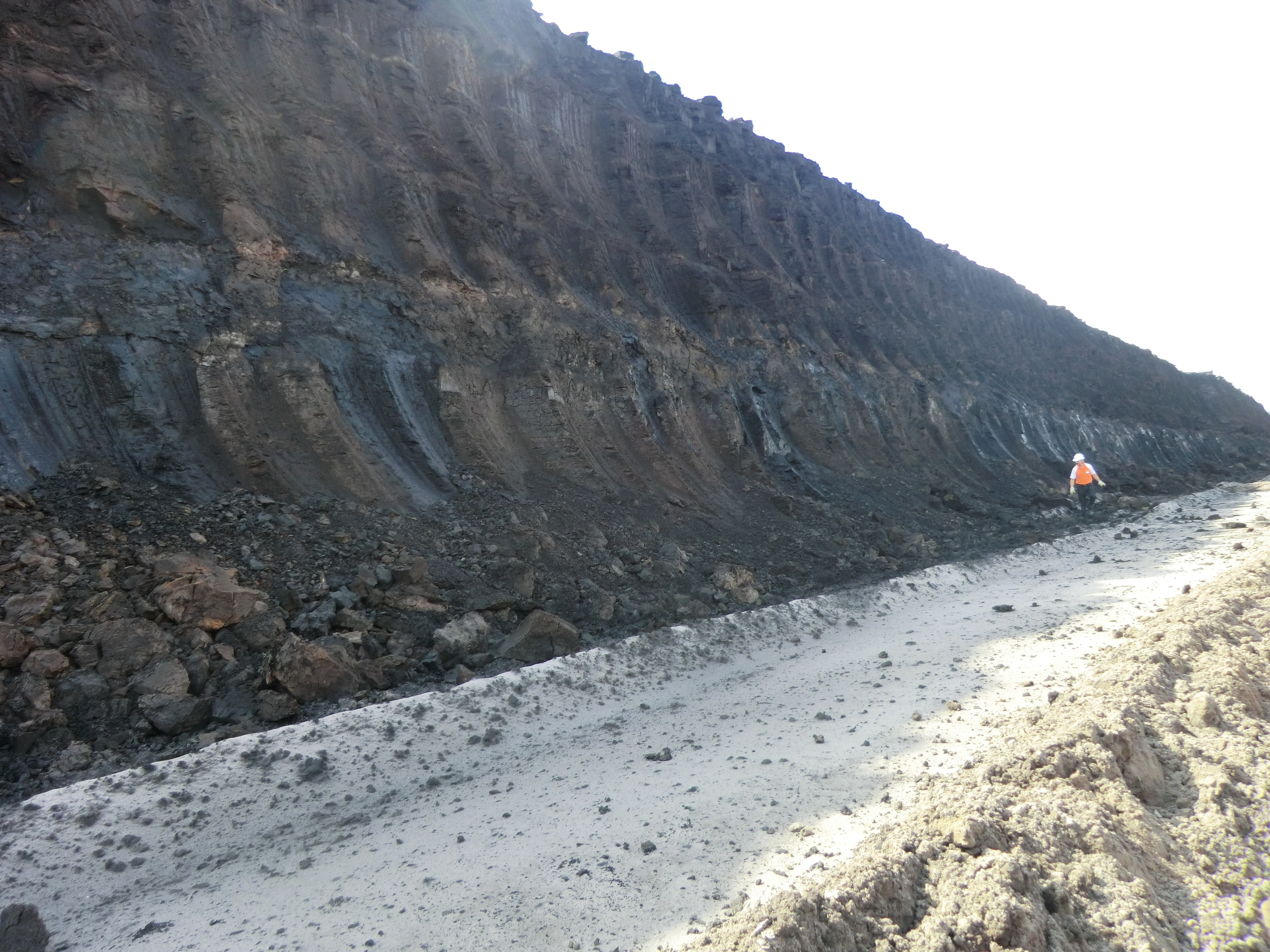
Видобуток сапропеліту

Озерні відклади поширені серед осадових товщ різного геологічного віку: барвисті глини та озерні мергелі девонського та пермського періодів, доломіти Каратау юрського та Німеччини неогенового періодів, сапропелеве вугілля Кузбасу, соляні поклади різних періодів.

## Озерні води

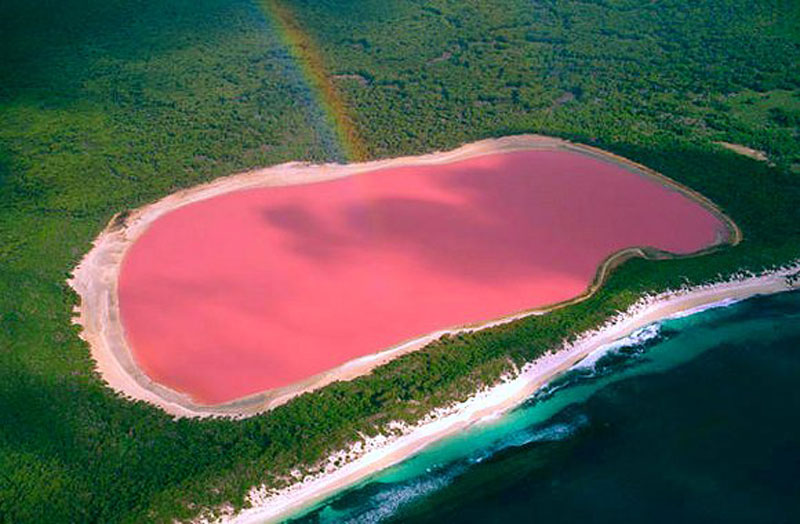
Солоні води озера Хільєр в Австралії забарвлені у рожевий колір бактеріями галофітами

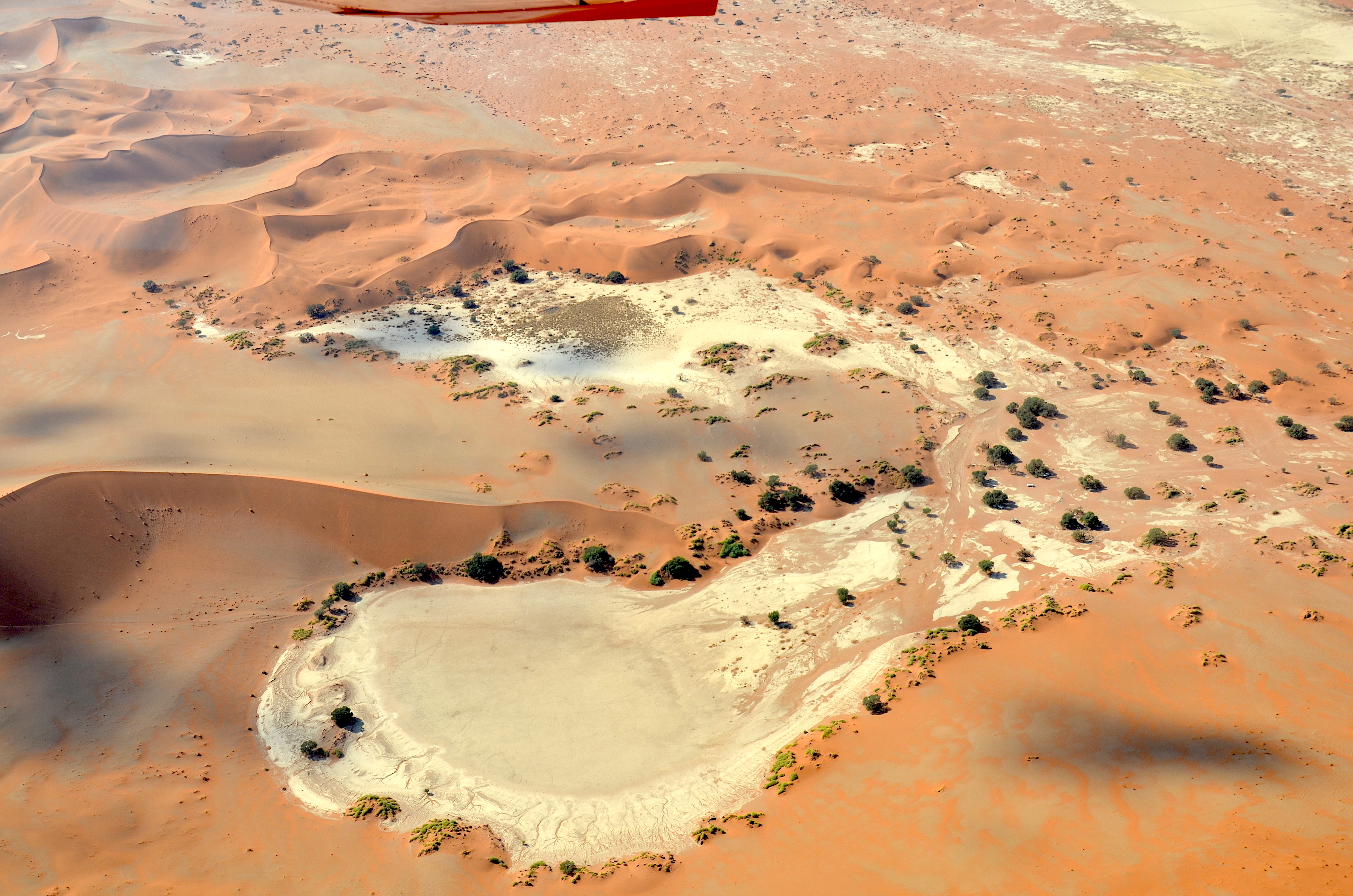
Тонкий шар води на поверхні солончаку Соссуфлей у Намібії

### Живлення
Водний баланс озер складається з двох компонентів — приходу і розходу води.
- Головними джерелами водного живлення озер виступають річкові притоки, площинний поверхневий стік водозбору, атмосферні опади над водним дзеркалом, підземні води.
- Озерні води витрачаються на поверхневий стік через річки, що витікають з озера, підземний стік через пониження вбік рівня моря, випаровування з водної поверхні[21].

На відміну від річок-приток, озера мають більшу ширину, тому вони вносять затримку в процесі віддачі води річкам які вони живлять, регулюючи річковий стік, згладжуючи річний графік-гідрограф.
За водним балансом озера ділять на такі:
- Стічні (стічно-припливні) — живляться притоком вод з водозбору і мають стік у річку або струмок. Таким чином більшість озер планети підтримують сталість рівня води в озерах[39]. Переважають в регіонах із гумідним кліматом.
  - Проточні стічні мають як річкові притоки, так і поверхневий стік через річки, що виходять з них.
  - Джерельні стічні не мають приток, тільки слугують джерелом води для річки (річок).
- Безстічні (випарно-припливні, ендорейні) — втрачають воду шляхом випаровування або підземного просотування (крипторейні). Переважають в регіонах із аридним кліматом. Для цих областей також характерні тимчасові сезонні водойми, що живляться за рахунок танення льодовиків, снігу, під час сезону дощів (наприклад, такири)[22].
  - Безстічні кінечні мають річкові притоки, але в них відсутній поверхневий стік.
  - Безстічні глухі лише збирають воду із закритого водного басейну, не мають поверхневого ні стоку, ні приток.
- З переміжним стоком — мають стік лише за перевищення рівнем води певних рельєфних перешкод під час його сезонного підйому.

У залежності від швидкості водного обміну вирізняють чотири типи озер:
- Транзитні, коли води водойми замінюються декілька раз за добу, або тисячі раз впродовж року.
- Транзитно-акумулятивні, коли обмін вод здійснюється декілька разів за рік.
- Акумулятивно-транзитні, коли обмін вод озера відбувається впродовж десятків років.
- Акумулятивні, коли обмін вод відбувається впродовж сотень і тисяч років.

У залежності від значень відношення питомого водозбору і середньої багаторічної амплітуди коливань рівня води водойми класифікують за режимом:
- стійким (<10),
- середньостійким (від 10 до 50),
- слабкостійким (>50).

Частина озер не мають річкового стоку (безстічні) й витрачають запаси води через випаровування, підземне просотування.

### Рівень
Рівень озерних вод залежить від балансу приходу та розходу води. Співвідношення між цими величинами призводять до сезонних, річних та багаторічних коливань, що впливають на характер більшості процесів, що відбуваються в озерах.
Сезонні коливання озер (денівіляція) холодного поясу зумовлені весняним таненням снігу й льоду (максимальний рівень) і зимовим замерзанням вод. У помірному поясі максимум рівня озерних вод припадає на сезон максимальних атмосферних опадів (осінньо-зимовий максимум альпійських і центральноазійських озер), або на весняне повіддя, спричинене таненням снігу. В озерах, що живляться талими водами гірських льодовиків, найвищий рівень припадає на найтеплішу пору року або слідує відразу за нею. У тропічному поясі максимум рівня припадає на сезон дощів, мінімум на посушливу пору. Найбільшого коливання рівня води зазнають невеликі озера аридного клімату, часто такі озера пересихають під час посушливого сезону.
Річна амплітуда рівня вод у великих озерах незначна (рівнинне Ладозьке озеро — 0,5 м, тектонічний Байкал — 0,8 м). У малих озерах амплітуда переважно більша і залежить від річного розподілу атмосферних опадів, температури повітря, геологічної будови водозбору та різноманітних інших факторів.
Багаторічна амплітуда рівня вод залежить від коливання елементів клімату (атмосферних опадів, температури повітря), геологічними причинами (тектонічні рухи, зміна базису ерозії, заповнення озерної улоговини продуктами зносу). Такі коливання не залежать від розмірів озера й перевищують річні (Ладозьке озеро — 2,9 м, Ільмень — 7,4 м).
Спорадичні зміни рівня озерних вод спричиняються згінно-нагінними процесами (до 2 м на великих озерах), коливанням стоячих хвиль (сейші). Такі коливання тривають від кількох хвилин до кількох діб, амплітуда таких коливань варіює від кількох мм до кількох м. Окремим різновидом спорадичних змін є спонтанні падіння рівня вод у карстових і печерних озерах через різкий злив води підземними каналами.

### Хвилювання і течії
Постійні озерні течії існують лише у великих озерах. Можуть бути присутніми також у проточних озерах. Спорадичні та тимчасові течії озерних вод зумовлюються дією вітру, річковими водами, перемішуванням водних мас із різною температурою (конвекційні), густиною (гравітаційні), коливанням стоячих хвиль (сейші).
Хвилі на озерах переважно утворюються дією вітру. Їхні характеристики залежать від глибини та площі озера, режиму вітрів над озером. Озерні хвилі переважно коротші за морські. Найбільша висота спостережуваних озерних хвиль сягала 5 м.

### Термічний режим

Термічна стратифікація озерних вод:
Ⅰ. епілімніон
Ⅱ. металімніон
Ⅲ. гіполімніон
Стрілками показані рухи води внаслідок дії вітру над поверхнею озера

Озерні води нагріваються за рахунок сонячного випромінювання, яке на 97 % поглинається верхніми шарами. Глибинні шари нагріваються за рахунок конвекційних рухів. Теплові витрати відбуваються через теплообмін з атмосферою і озерним ложем (незначна частка).
За термічним режимом виділяють 3 географічні області озер:
- Полярні — з пануванням зворотної термічної стратифікації. Такі озера мають довший зимовий період у порівнянні з озерами помірного поясу, але внаслідок явища полярного дня навесні прогріваються значно швидше[22].
- Помірні — з чергуванням протягом року 4 термічних фаз:
  - 1. Літня пряма стратифікація. Коли температура вод зменшується від гори до низу, від прогрітих поверхневих вод до холодних (до +4 °C глибинних). Між прогрітими поверхневими (епілімніон) і холодними глибинними водами (гіполімніон) утворюється термоклин — температурний стрибок різкої зміни температури (металімніон)[21].
  - 2. Осіння циркуляція. Весь шар води перемішується до гомотермічного стану (однакової температури) — +4 °C.
  - 3. Зимова зворотна стратифікація. Коли температура вод збільшується від гори (приблизно 0 °C) до низу. На поверхні шар льоду різної товщини. Неглибокі водойми можуть промерзати цілковито. В умовах протічних озер в суворо континентальному кліматі на поверхні можуть утворюватись наліді різної товщини.
  - 4. Весняна циркуляція. Весь шар води знов перемішується до гомотермічного стану близько +4 °C.
- Тропічні — з переважанням прямої незначної термічної стратифікації. Для таких озер характерна висока температура води цілий рік з незначним коливанням.

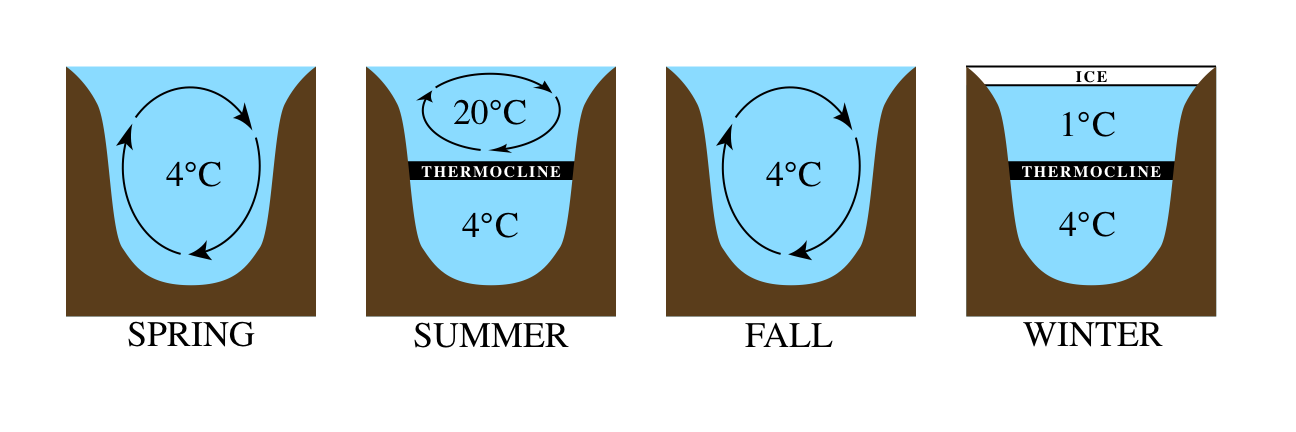
Сезонна стратифікація озерних вод (англ.)
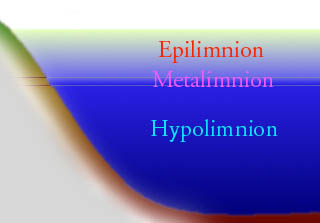
Температурні шари озерних вод (англ.)

Згідно річного термічного циклу гідрологічних сезонів вирізняють такі озера:
- Епітермічні — невеликі мілководні водойми в яких цілий рік спостерігається гомотермія, а вся водна маса є епілімніоном.
- Гіпотермічні — великі за об'ємом і глибиною водойми в яких більша частина водної маси являє собою гіполімніон.
- Метатермічні — водойми в яких температурний режим нерівномірний з превалюванням першої (метаепітермічні), другої (метагіпотермічні), або без визначеного превалювання (безпосередньо метатермічні).

Озера можуть класифікуватись за радіаційним балансом:
- Глибокі озера витрачають 70—80 % отрманої сонячної енергії на нагрів води, 20—30 % на випаровування з поверхні.
- Середньоглибокі — 15—20 % на нагрів, 75—80 % на випаровування.
- Мілкі — 5—10 % на нагрів, 90—95 % на випаровування.

Або за середньою інтегральною температурою води у теплий сезон tсер.; сумою активних температур (вище 10 °C) — Σt:
- Дуже теплі — > 20 °C; > 4000 °C.
- Теплі — 15—20 °C; 2000—4000 °C.
- Помірні — 10—15 °C; 1000—2000 °C.
- Холодні — 5—10 °C; 500—1000 °C.
- Дуже холодні — < 5 °C; < 500 °C.

Інтегральна класифікація за формою озерної улоговини, характером весняного прогрівання водної маси, розміром перемішуваних мас та стійкістю дозволяє виділити 3 групи озер помірного поясу Північної півкулі:
- Мілководні озера зі спокійним рельєфом дна, які навесні прогріваються в умовах гомотермії, перемішуються за всією глибиною, мають нестійку температурну рівновагу.
- Глибокі водойми зі складним рельєфом дна, які навесні прогріваються за наявності температурної стратифікації товщі вод, мають максимальні градієнти в термоклині.
- Водойми, плеса яких прогріваються за різних умов.

Гірські озера з льодовиковим живленням мають дуже низькі температури вод (Верхньоакемське озеро на Алтаї (Росія) в найтепліший місяць (серпень) в поверхневому шарі не прогрівається вище +2,2 °C). Солоні озера у спекотливих областях влітку прогріваються вище +45 °C, а взимку охолоджуються нижче 0 °C. Вода гідротермальних озер в зонах вулканічної діяльності може нагріватись до позначки кипіння, закипати у вигляді фонтануючих гейзерів або повільно булькотіти невеличкими озерцями. Значні маси великих озер впливають на клімат прилеглих територій, пом'якшуючи його (знижуючи температуру повітря влітку та підвищуючи взимку).

### Льодовий режим
Більшість озер помірного поясу взимку замерзають, деякі великі озера не кожен рік. Через велике накопичення теплової енергії великими масами води, що має теплоємність 4218 Дж/(кг·К), озера з більшим об'ємом води замерзають і скресають пізніше. У таких озерах лід тане безпосередньо в озері, лише незначна частина його виноситься водотоком до річок.
Озерний лід утворюється двома основними шляхами: замерзанням озерної води і метаморфизацією снігового покриву (насичення його водою і перекристалізації). За інтенсивної конвекції у холодний сезон можливе утворення донного і внутрішньоводного льоду. Озерний лід шаруватий (шари водяного і снігового льоду), нерівний, торосистий, тріщінуватий.

### Прозорість
Прозорість озерної води визначає кількість розчинених та колоїдних речовин у ній. Максимальна прозорість озерних вод спостерігається на Байкалі — до 40 м. Об'єктивно прозорість води визначається глибиною на якій неозброєним оком видно біле коло, закріплене на мотузці. Прозорість вод може коливатись залежно від сезонів, через коливання інтенсивності розвитку органіки в озерах. Колір води зумовлений поєднанням блакитного відтінку власне води та різноманітних домішок у ній. На суб'єктивне сприйняття кольору впливає освітлення, глибина та колір дна. Інтенсивного блакитного кольору вода буває в льодовикових озерах, бідна на органічне життя. Зелений колір озерним водам надають планктонні водорості під час масового розмноження — цвітіння води. У солоних озерах колір води часто набуває рожево-червоних відтінків через масове розмноження бактеріальних організмів. Коричневого кольору водам надають гумінові речовини з напіврозкладених рослинних решток. Такі кольори властиві лісовим озерам помірного і тропічного поясів.

### Хімічний склад
Озерні води вміщують, окрім власне води, різноманітні розчинені мінеральні солі, йони (переважно HCO3-, SO4−2, Cl-, Ca+2, Mg+2, Na+, K+), суспензії, колоїди та гази (кисень, вуглекислий газ, азот). Важливе значення для органічного життя озер мають розчинені гази повітря, мікродози фосфатів, йонів NO2-, NO3- та NH4+, сполуки заліза та кремнію. Живі істоти в процесі власної життєдіяльності утворюють також сірководень і метан, що можуть накопичуватись за певних умов в озерних водах.
За ступенем мінералізації води виділяють:
- Прісні. Озера, що мають воду з кількістю розчинних мінеральних речовин менш 1 г/л (1 ‰). Переважають йони HCO3- та Ca+2. Більшість прісних озер стічні, в їхньому водному балансі переважає притік з водозборів і стік у річки. Найбільше вони поширені в гумідних типах клімату. 85 % прісної води континентальних водойм міститься в десятці найбільших озер світу (на озеро Байкал припадає близько 20 %). Характерною рисою прісних водойм часто є підвищений вміст катіонів кальцію (Ca2+) та аніонів гідрокарбонатів (HCO-). Згідно класифікації Баранова[16] за сумою розчинених йонів розрізняють три типи мінералізації прісних озер:
  - низкьо- (до 100 мг/л);
  - середньо- (від 100 до 500 мг/л);
  - підвищеномінералізовані (від 500 до 1000 мг/л).
- Солонуваті. Озера, вода якого має помітний смак солі (мінералізація від 1 до 24,7 г/л, за іншою класифікацією від 1 до 35 ‰).
- Солоні. Мінералізація вод таких озер становить понад 35 ‰. Найбільше вони поширені в аридних типах клімату. Солі таких озер можуть випадати з насиченого розчину окремими кристалами — самосадочні озера[21].
- Мінеральні. Озера, вода якого містить велику кількість мінеральних солей. Це характерний компонент аридних ландшафтів. Накопичення солей зазвичай відбувається шляхом занесення в безстічні улоговини розчинених мінеральних і біогенних елементів, солей і газів річками, підземними водами і атмосферними опадами та інтенсивного випаровування з водної поверхні озер. Мінеральні озера — важливе джерело мікроелементів: бору, фтору, йоду та ін. За хімічним складом виділяють три основні типи мінеральних озер:
  - Карбонатні (содові). Переважають йони HCO3-. З них добувають соду.
  - Сульфатні (гірко-солоні). Переважають йони SO4−2. Джерело гіркої солі (мірабіліту).
  - Хлоридні (солоні). Переважають йони Cl-. Джерело кухонної солі.

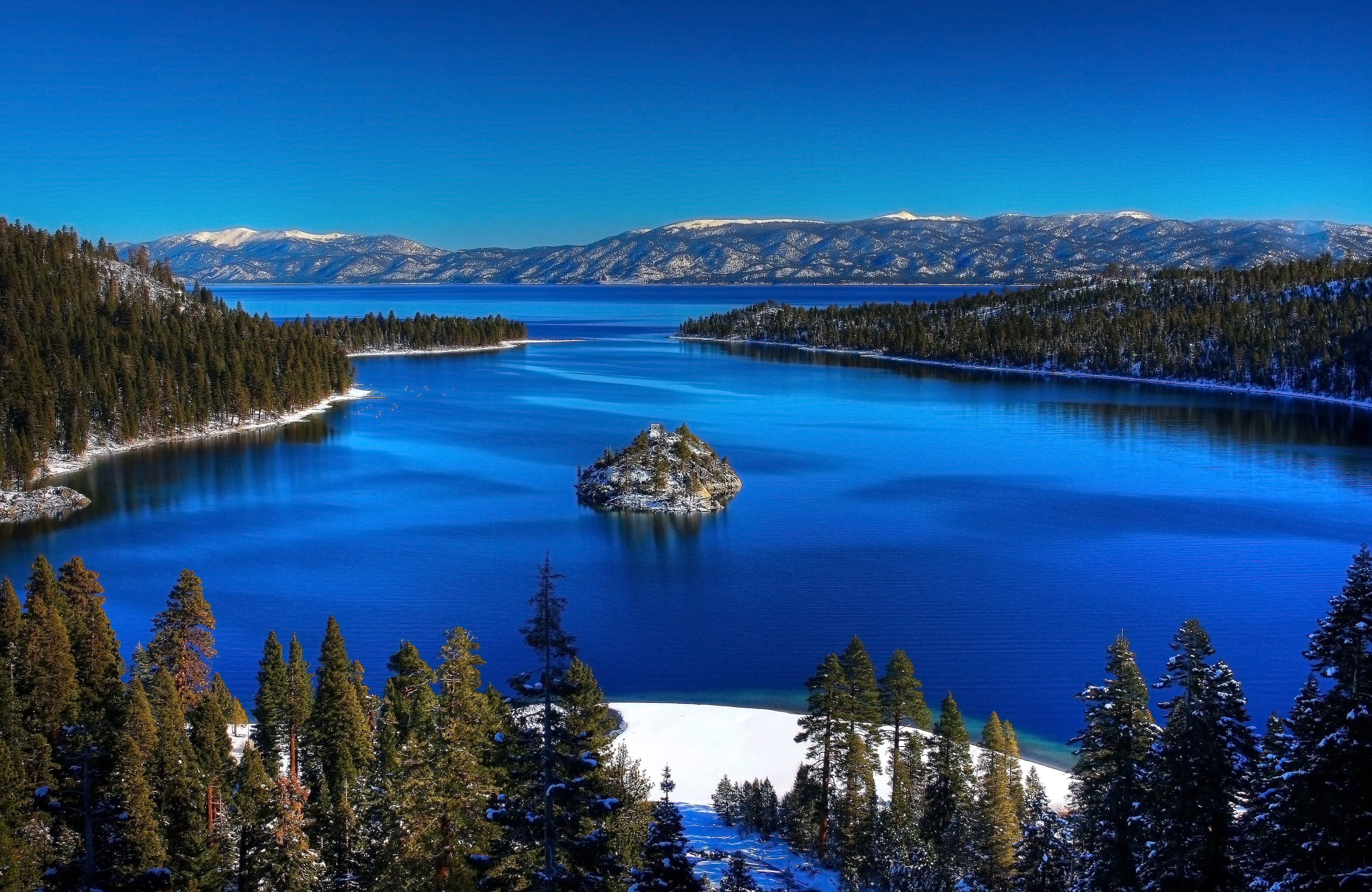
Смарагдова бухта прісного озера Тахо в Каліфорнії
Солоне озеро в Криму
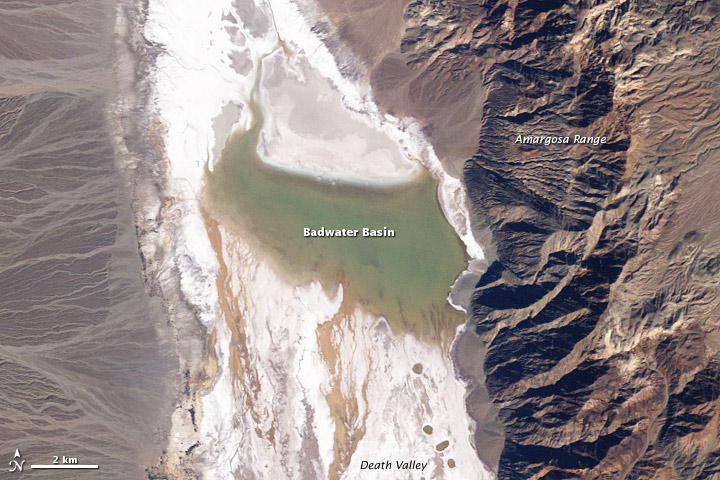
Ефемерне озеро Бедвотер в Долині смерті
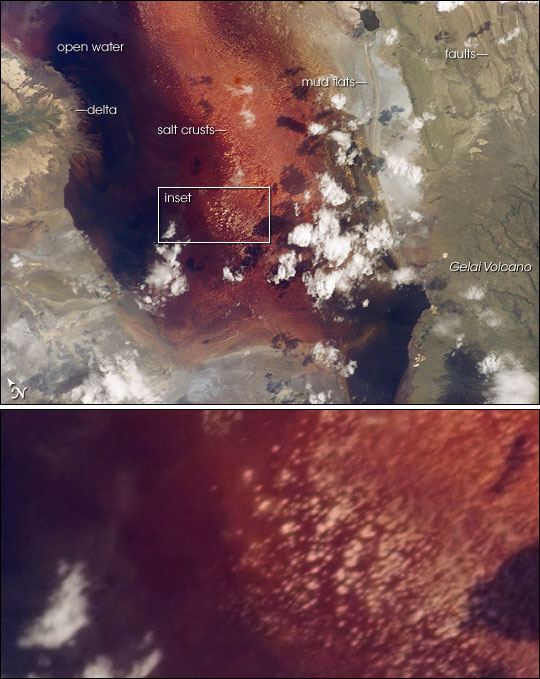
Солоно-лужне озеро Натрон в Танзанії
Галоклин в сеноті на півострові ЮкатанГалоклин в сеноті на півострові Юкатан
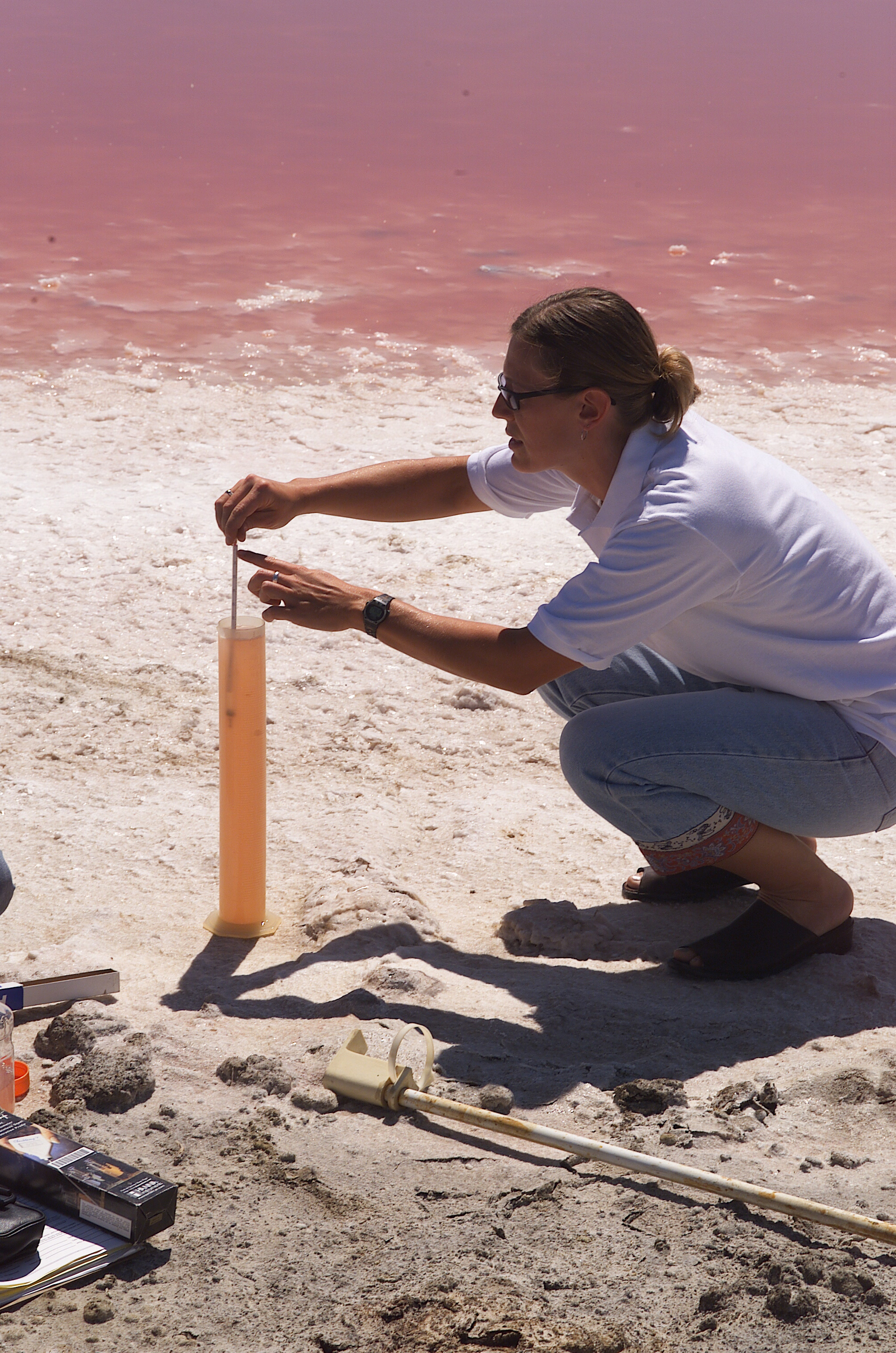
Вимірювання солоності озерної води

Активна реакція озерних вод коливається від 1,4 до 11,2 pH, але переважно лежить у слабколужному діапазоні 6,5—8,5 pH.
Органічні речовини в озерах накопичуються внаслідок двох процесів: розпаду решток планктону (переважно слабозабарвлене), розпаду рослинних решток і вимивання гумусу з ґрунтів (забарвлене у відтінки коричневого кольору).
Стратифікація розчинених речовин в озерних водах зазнає сезонних коливань. Зимовій та літній стратифікації відповідає збільшення концентрації розчинених речовин від поверхні до дна, збільшення кислотності. За концентрацією розчиненого кисню озера поділяються на рівномірно насичені та озера збіднені на кисень біля дна (через високу біологічну продуктивність бентосу, зменшену циркуляцію вод, підвищену мінералізацію придонних шарів).

## Еволюція
Процес заповнення озерного ложа викликає зміни водного режиму та пов'язаних з ним біо-хіміко-фізичного комплексу факторів. Під дією процесів заростання та замулювання в гумідному кліматі дно озера поступово вирівнюється, його глибина і площа зменшуються, це зумовлює поступове заболочування водойми з кінцевим утворенням болота. В аридних умовах озера поступово еволюціонують в солончаки, або такири. Такі типові еволюції озер часто порушуються іншими чинниками — коливаннями клімату, тектонічними рухами, сейсмічною та вулканічною діяльністю.
Улоговини проточних озер під ерозійною дією текучих вод можуть бути розмиті й перетворені на озероподібні розширення річкових долин.

## Біологія
Різноманітні комплекси фізико-хімічних умов в озерах, їхнє географічне положення, геологічної історії та стадії розвитку обумовлюють існування відповідних біотичних комплексів (тваринних і рослинних організмів) з характерними якісним (гідрофауна, гідрофлора) і кількісним складом (продуктивністю). Гідробіонти озер поділяються на 3 групи:
- Планктон. Пасивноплаваючі в товщі води організми (фіто- й зоопланктон).
- Нектон. Активноплаваючі організми (риби).
- Бентос. Прикріплені, або прив'язані в процесі життєдіяльності, до дна організми.

У розподілі живих організмів озер спостерігається певна зональність, прив'язка їхньої життєдіяльності до певних біогеографічних зон: берегової (літоральні), відкритих вод (пелагеальні), глибинної частини (профундальні організми).
У поверхневих водах озер відбувається основне продукування органічної маси фітопланктонними організмами і вищими рослинами (фотосинтез) з розчиненої у воді та атмосфері (вищими рослинами) вуглекислоти та мінеральних речовин вод. Автотрофні бактерії на дні озер також продукують органічну речовину. За рахунок цієї продукції існують усі інші біологічні ланки озерного життя. Гетеротрофні бактерії та інші редуценти розкладають органічні рештки до неорганічних сполук. За кількісними показниками органічної продукції озера поділяються на високо- (переважно тропічні та озера помірних широт), середньо- та малопродуктивні (переважно полярні та високогірні озера).
За ступенем розвитку органічного життя (трофністю) озера поділяють на:
- Евтрофні. Високопродуктивні, з великим вмістом розчинених солей і планктону[2]. Зазвичай неглибокі (10—15 м), добре прогріваються. Колір води від зеленого до бурого, вміст кисню різко знижується до дна, взимку інколи замерзає[22]. Дно торф'янисте або покрите органічним мулом. Мають сприятливі умови для розвитку рослинності та тваринного світу. Через масове розмноження водоростей води багатьох озер в теплий сезон «цвітуть», здебільшого відтінками зеленого, але через активну діяльність бактерій, особливо у солоних водах, води можуть мати й інші кольори, наприклад рожевого (Сасик в Україні, Хіллієр в Австралії).
- Мезотрофні. Озера середньої продуктивності. В еволюційному процесі переходу водойми між евтрофною та оліготрофною стадіями займає проміжне положення.
- Олігтрофні. Малопродуктивні[2]. Бідні фітопланктоном і поживними речовинами для нього. З солей присутній вуглекислий кальцій. Характеризуються великою прозорістю, кольором води від синього до зеленого, неоднорідністю розподілу температури по вертикалі, поступовим зниженням вмісту кисню до дна і рівномірним розподілом його протягом року[22].
- Дистрофні. Озера з невеликою мінералізацією (бідні на вуглекислий кальцій) і вмістом планктону, але збагачені гуміновими сполуками, що надають малопрозорій воді бурий колір[2]. Такі озера іноді називають гуміновими[41]. Часто майже відсутній фітопланктон та Донні тварини на покритому торфом мулистому дні. Розповсюджені в сильно заболочених районах.

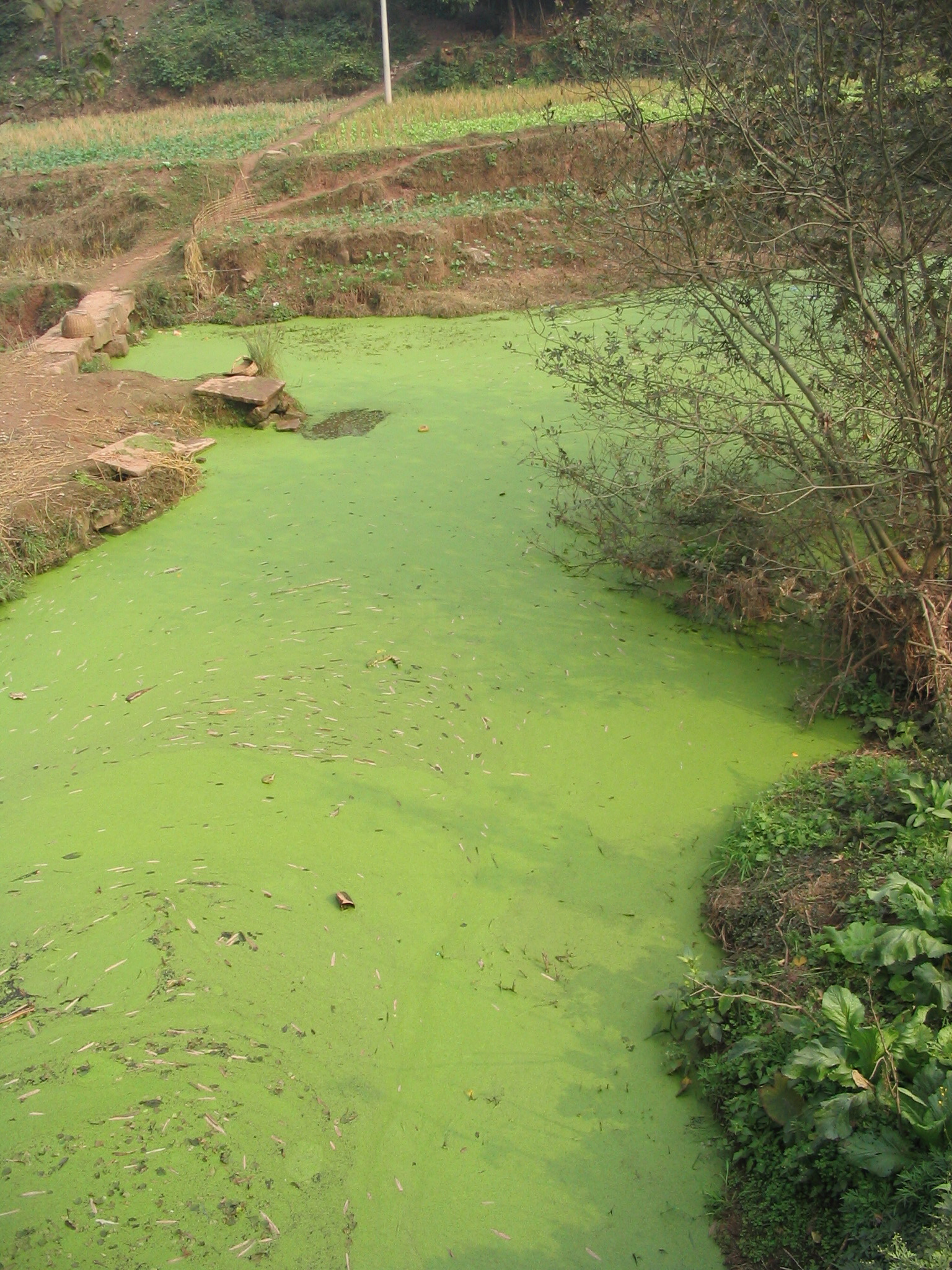
Евтрофікований став
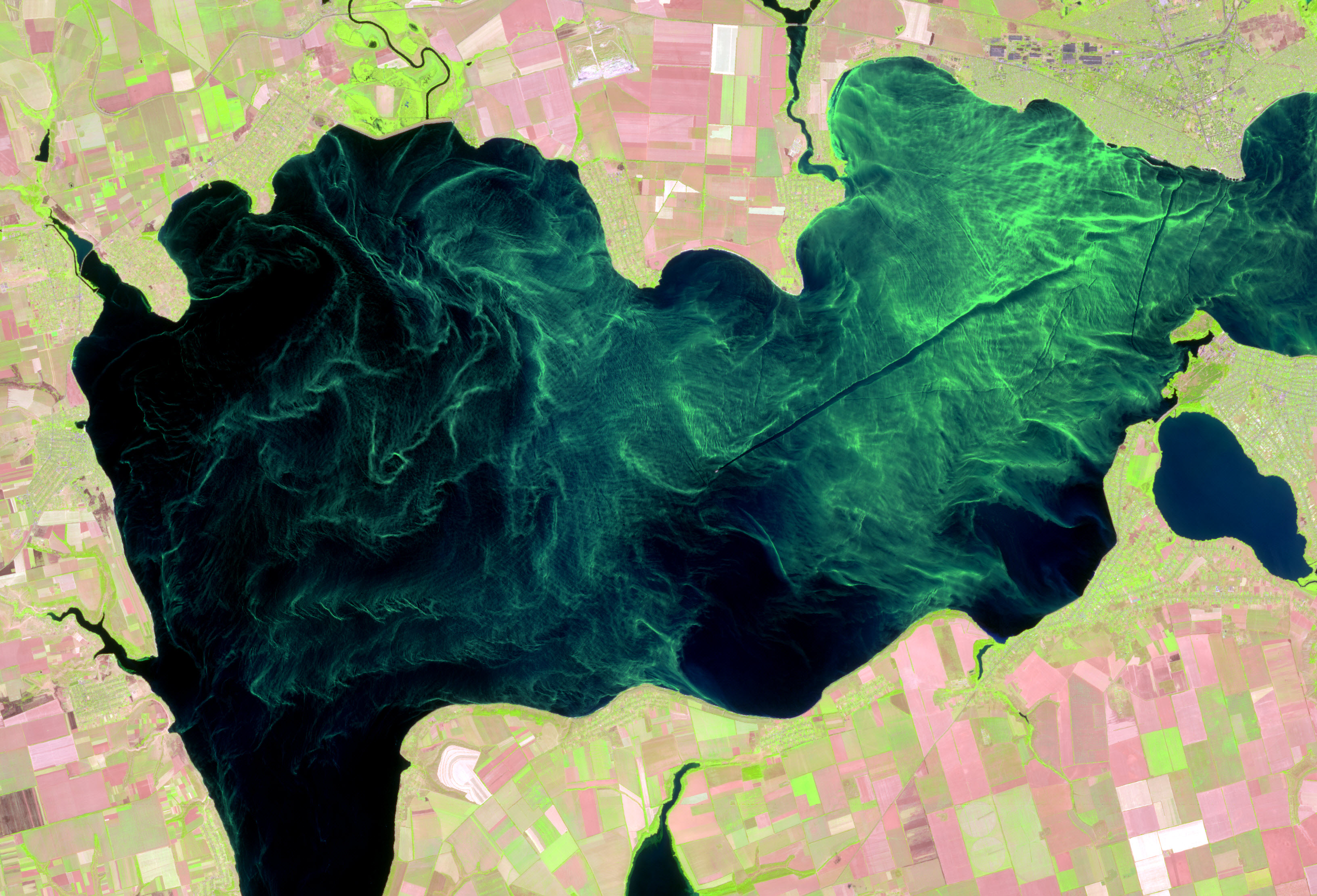
Евтрофікація Каховського водосховища
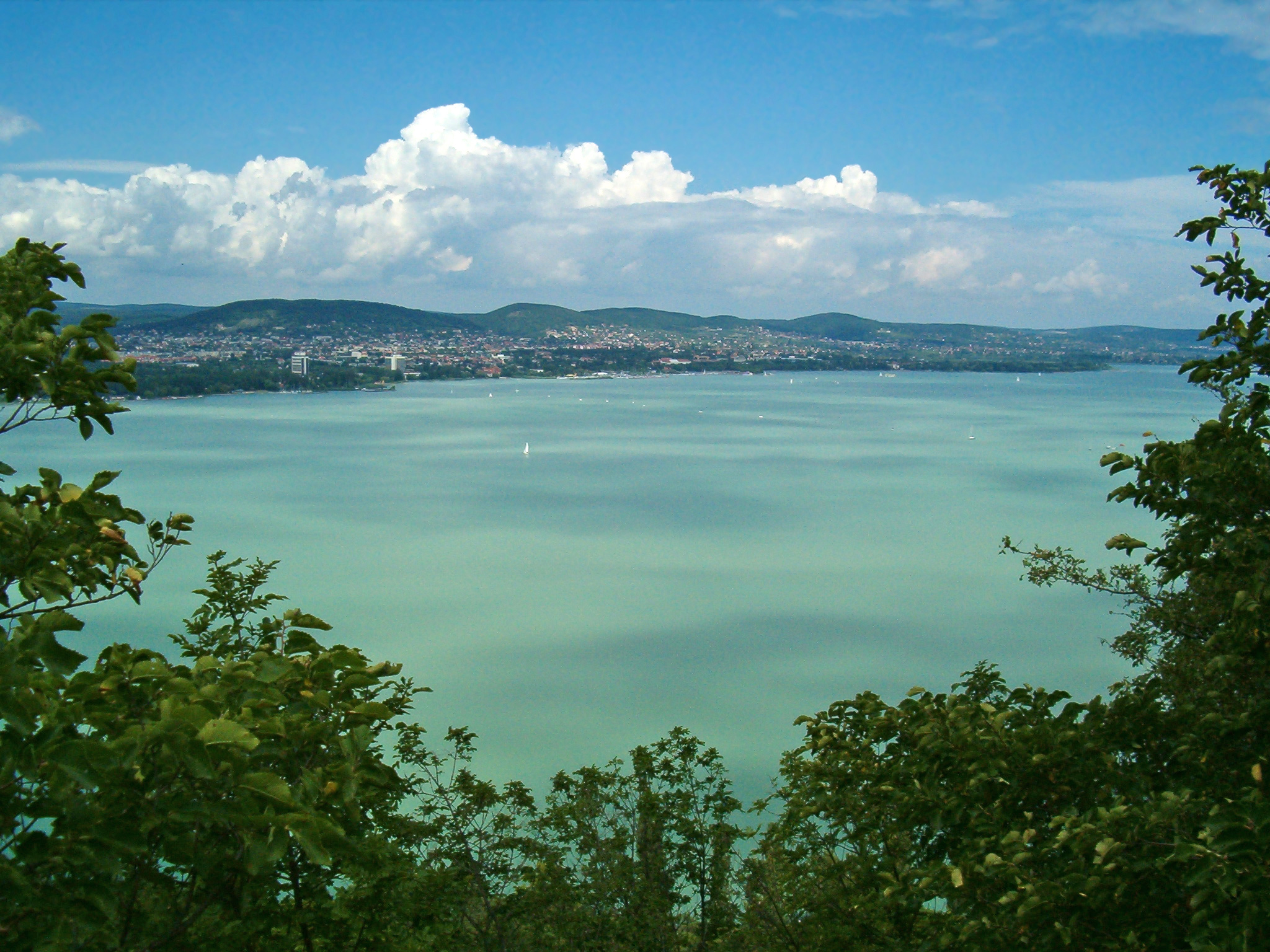
Мезотрофне озеро Балатон
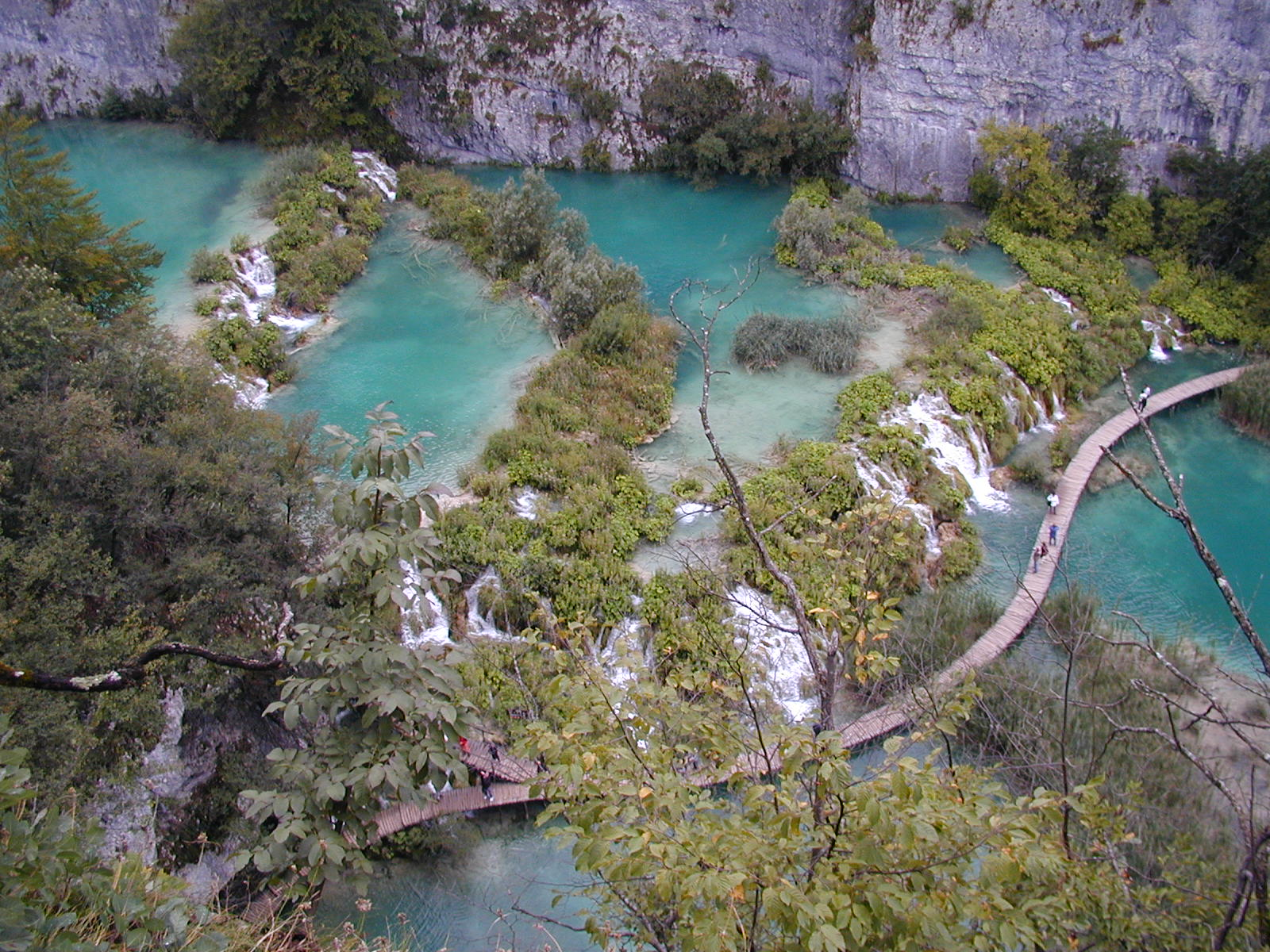
Плитвицькі оліготрофні озера
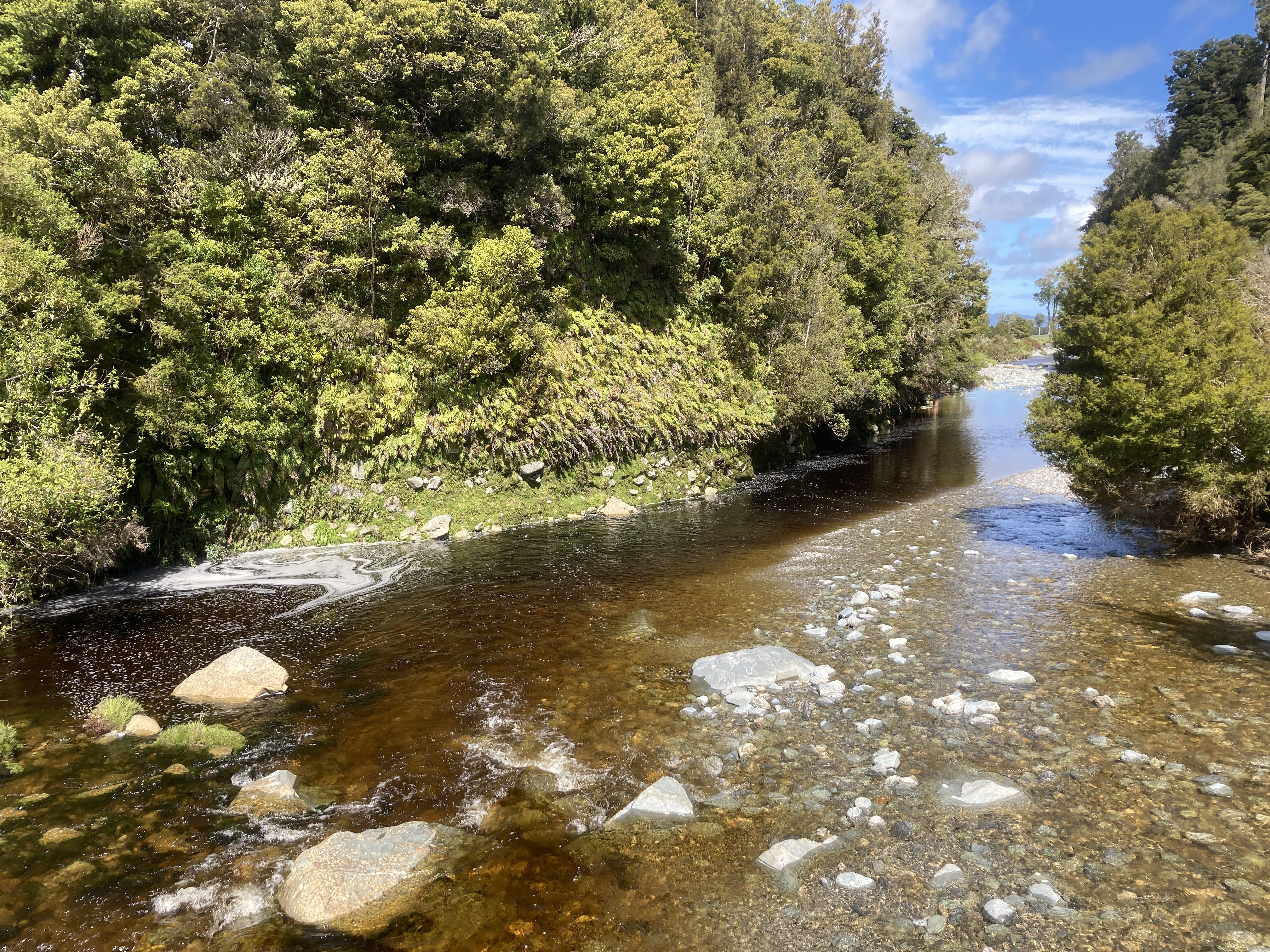
Води дистрофного озера Матесон, Нова Зеландія

## Географія

На планеті налічується приблизно 304 млн різноманітних водойм на суходолі, з яких 91 % припадає на невеличкі озерця площею до 1 га. Третина площі водного дзеркала озер планети припадає на водойми площею до 10 га. Великими озерами вважаються озера, що мають площу понад 1 тис. км², таких озер налічується 122, на них припадає також ⅓ загальної площі водойм суходолу. Надвеликих озер площею більше за 10 тис. км² на планеті нараховують 22.
Найбільше озеро — Каспійське море (371 тис. км²), за ним за площею водного дзеркала слідують Верхнє озеро в Америці (82,4 тис. км²), Вікторія, Ньяса, Мічиган, Гурон і Аральське — кожне близько 60 тис. км²в, Танганьїка, Байкал — по 35 тис. км², Ладозьке (18 тис. км²).
Найглибше озеро — Байкал (1642 м). Максимальна глибина його була виявлена в 1983 році, нанесена на карту — в 1992 році.
| Назва                                 | Площа водного дзеркала (тис. км²) | Висота над рівнем моря (м) | Найбільша глибина (м) | Регіон               |
| ------------------------------------- | --------------------------------- | -------------------------- | --------------------- | -------------------- |
| Каспійське море                       | 371                               | -28                        | 1025                  | Євразія              |
| Верхнє                                | 82,4                              | 183                        | 393                   | Північна Америка     |
| Вікторія                              | 68                                | 1134                       | 80                    | Східна Африка        |
| Гурон                                 | 59,6                              | 177                        | 208                   | Північна Америка     |
| Мічиґан                               | 58                                | 177                        | 281                   | Північна Америка     |
| Аральське море                        | висихаюче                         | 34,5                       | 54,5                  | Центральна Азія      |
| Танганьїка                            | 34                                | 773                        | 1470                  | Східна Африка        |
| Байкал                                | 31,5                              | 456                        | 1620                  | Центральна Азія      |
| Ньяса                                 | 30,8                              | 472                        | 706                   | Східна Африка        |
| Велике Ведмеже                        | 30,2                              | 157                        | 137                   | Північна Америка     |
| Велике Невільниче                     | 28,6                              | 156                        | 150                   | Північна Америка     |
| Чад                                   | висихаюче                         | 281                        | 11                    | Центральна Африка    |
| Ері                                   | 25,7                              | 174                        | 64                    | Північна Америка     |
| Вінніпеґ                              | 24,3                              | 217                        | 28                    | Північна Америка     |
| Балхаш                                | 22*                               | 342                        | 26                    | Центральна Азія      |
| Онтаріо                               | 19,5                              | 75                         | 236                   | Північна Америка     |
| Ладозьке                              | 17,7                              | 5                          | 230                   | Північна Європа      |
| Маракайбо                             | 16,3                              | 0                          | 250                   | Південна Америка     |
| Бангвеулу                             | 15*                               | 1067                       | 5                     | Центральна Африка    |
| Ейр                                   | 15*                               | -12                        | 20                    | Австралія            |
| Дунтінху                              | 12*                               | 11                         | 8                     | Східна Азія          |
| Тонлесап                              | 10*                               | 12                         | 14                    | Південно-Східна Азія |
| Онезьке                               | 9,7                               | 33                         | 127                   | Північна Європа      |
| Туркана                               | 8,5                               | 375                        | 73                    | Східна Африка        |
| Нікарагуа                             | 8,4                               | 32                         | 70                    | Центральна Америка   |
| Тітікака                              | 8,3                               | 3812                       | 304                   | Південна Америка     |
| Атабаска                              | 7,9                               | 213                        | 60                    | Північна Америка     |
| Оленяче                               | 6,3                               | 350                        | 60                    | Північна Америка     |
| Іссик-Куль                            | 6,2                               | 1608                       | 668                   | Центральна Азія      |
| Велике Солоне                         | 6*                                | 1282                       | 15                    | Північна Америка     |
| Урмія                                 | 6*                                | 1275                       | 15                    | Західна Азія         |
| Торренс                               | 5,7                               | 34                         | 8                     | Австралія            |
| Альберт                               | 5,6                               | 619                        | 58                    | Східна Африка        |
| Венерн                                | 5,5                               | 44                         | 100                   | Північна Європа      |
| Вінніпегосіс                          | 5,4                               | 252                        | 12                    | Північна Америка     |
| Мверу                                 | 5,2                               | 917                        | 15                    | Центральна Африка    |
| Манітоба                              | 4,7                               | 248                        | 28                    | Північна Америка     |
| Таймир                                | 4,6                               | 6                          | 26                    | Північна Азія        |
| Ханка                                 | 4,2                               | 68                         | 10                    | Східна Азія          |
| Кукунор                               | 4,2                               | 3205                       | 38                    | Центральна Азія      |
| Етоша                                 | 4                                 | 1065                       | пересихає             | Південна Африка      |
| Ван                                   | 3,7                               | 30                         | 15                    | Західна Азія         |
| Чудське                               | 3,6                               | 30                         | 15                    | Північна Європа      |
| Тана                                  | 3,6*                              | 1830                       | 70                    | Східна Африка        |
| Убсу-Нур                              | 3,3                               | 753                        |                       | Центральна Азія      |
| Поопо                                 | 3*                                | 3690                       | 3                     | Південна Америка     |
| Поянху                                | 2,7*                              | 18                         | 20                    | Східна Азія          |
| Чани                                  | 2,3*                              | 106                        | 10                    | Центральна Азія      |
| * — подано площу найбільших розливів. |                                   |                            |                       |                      |

Супутникові знімки найвизначніших озер світу
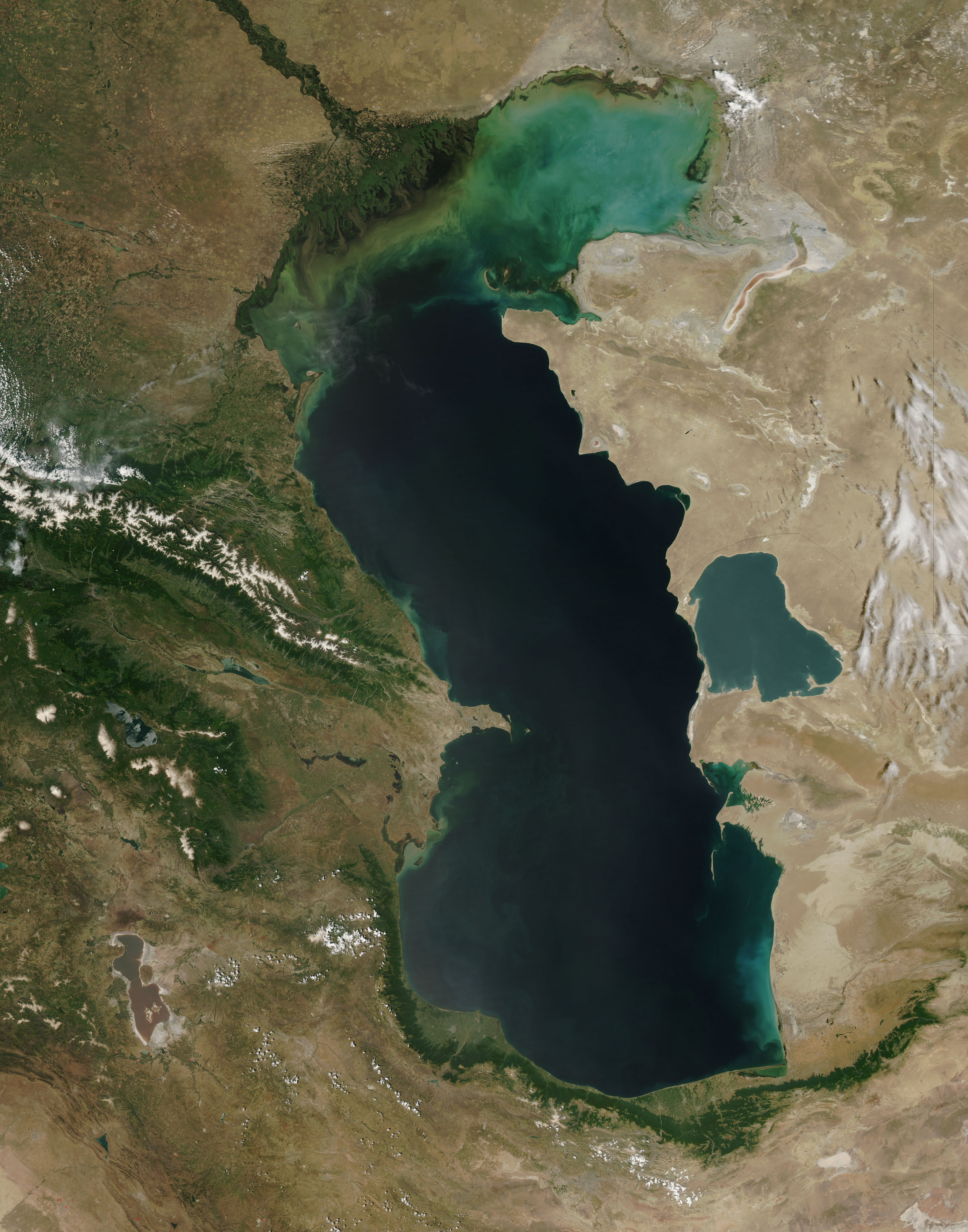
Каспійське море — найбільше озеро Землі
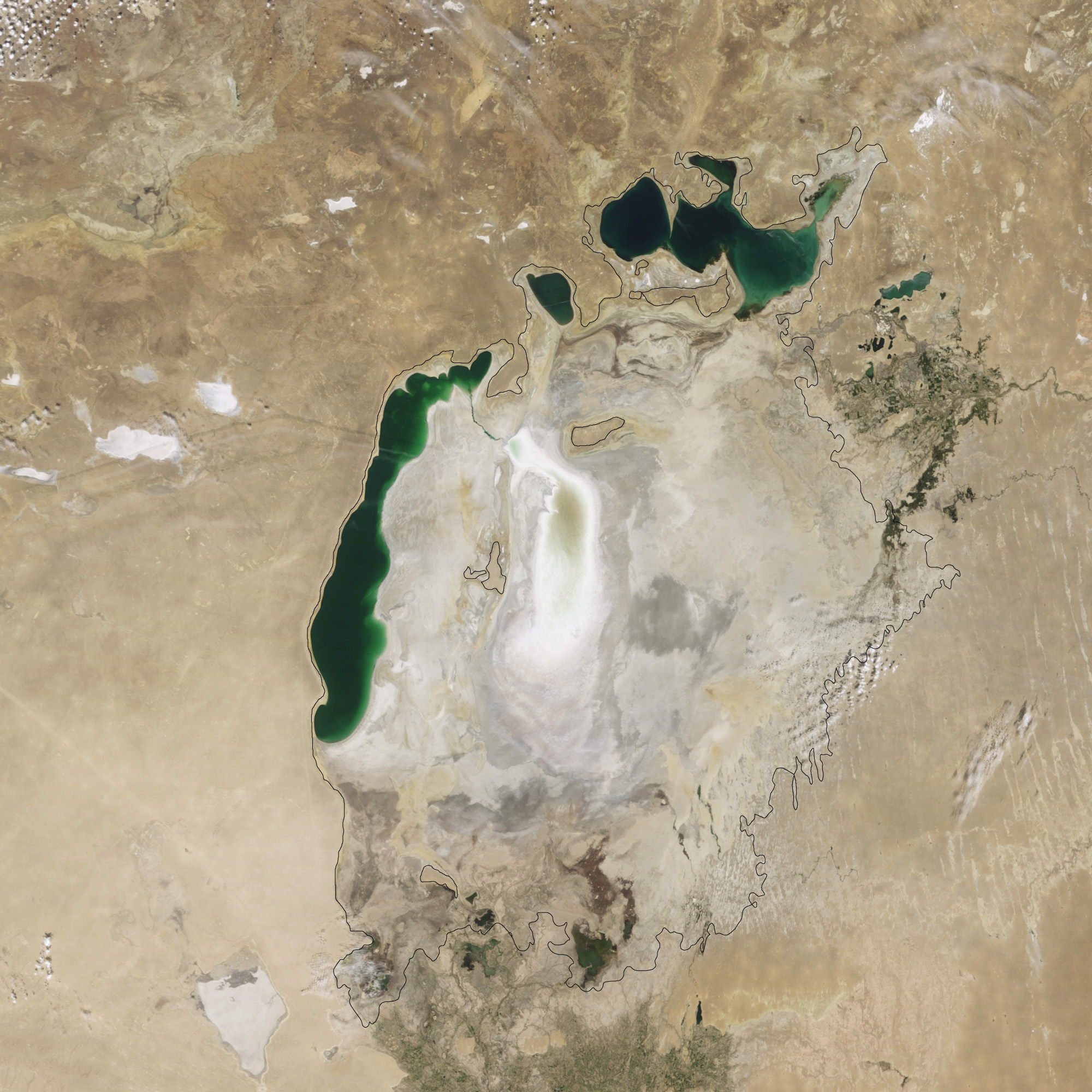
Аральське море, влітку 2009 року
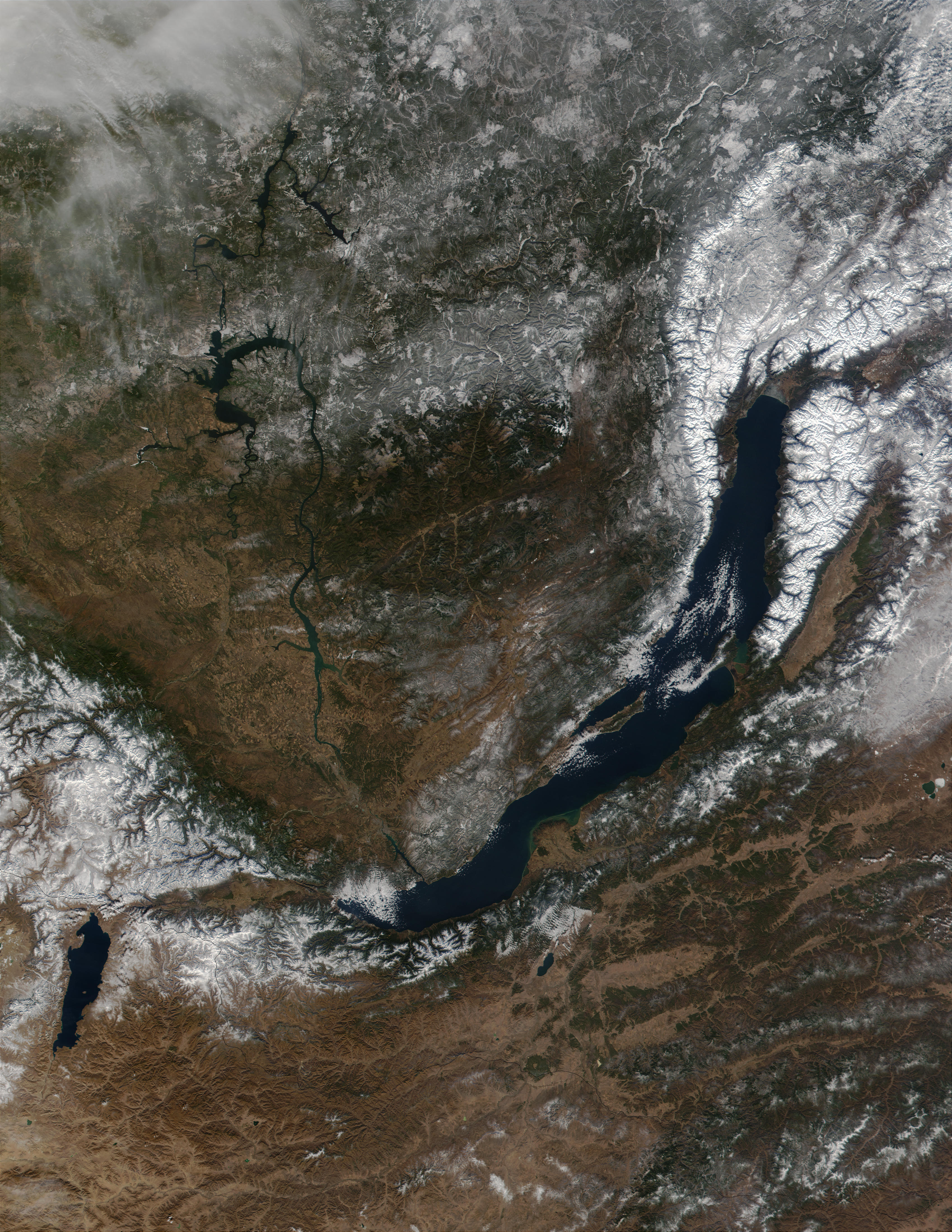
Байкал — найглибше озеро Землі
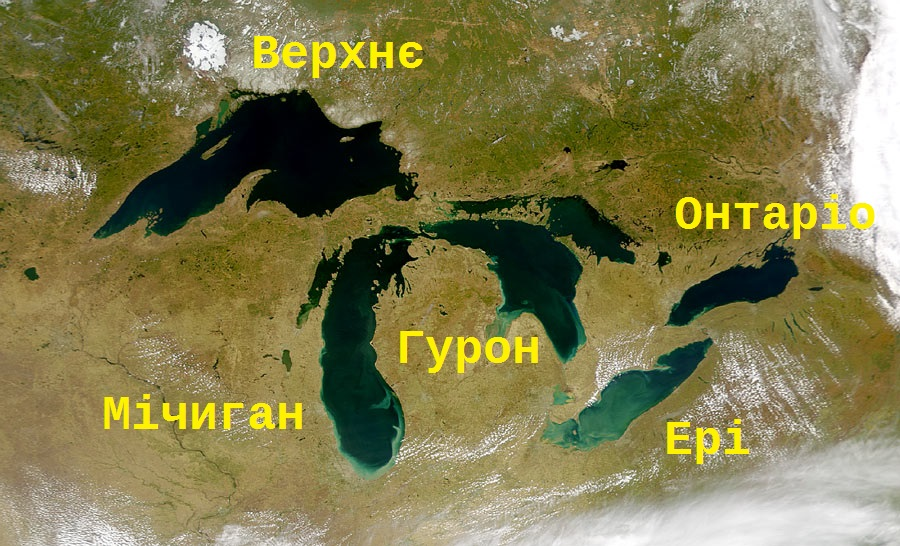
Система Великих озер Північної Америки
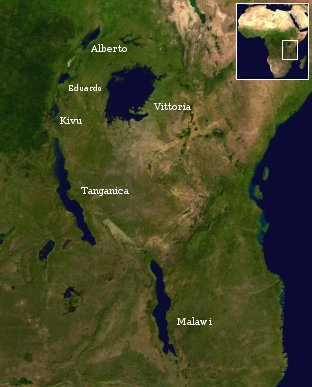
Система Великих озер Африки
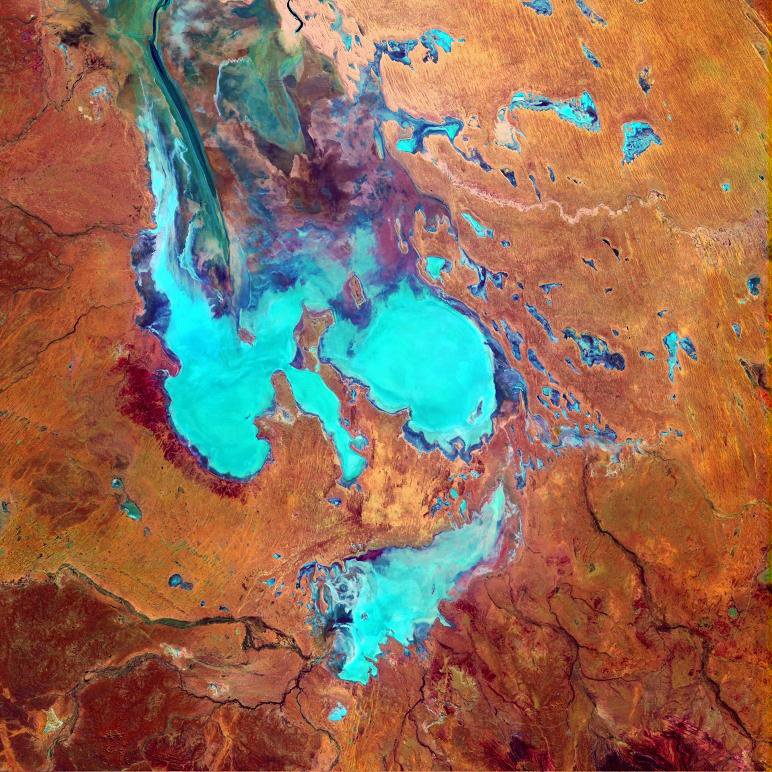
Озеро Ейр у центрі Австралії
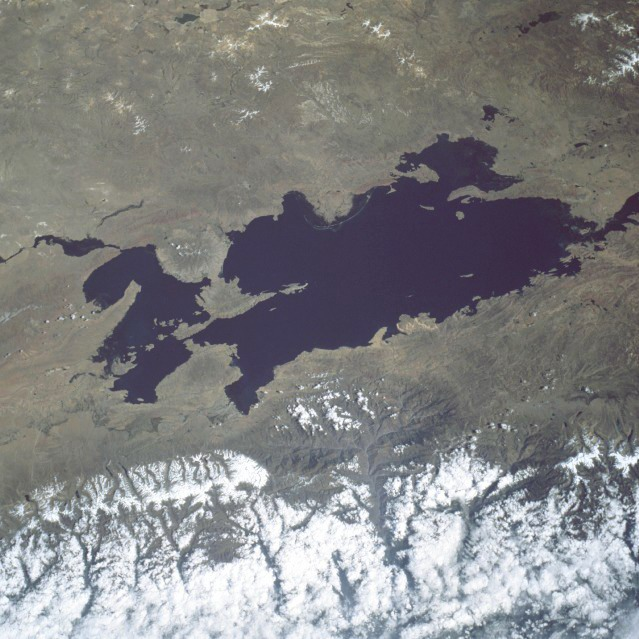
Озеро Тітікака в Андах

У північній півкулі більшість озер наближені до високих широт, як свідоцтво нещодавньої льодовикової епохи. «Головною країною озер» може вважатися Канада — тут знаходиться майже 900 тис. дрібних і великих озер. У Канаді налічується 31,75 тис. озер площею більше 3 км², загальна ж кількість водойм зі стоячою водою сягає 1 млн. У Європі найбільш вкриті озерами території Швеції (9 %) та Фінляндії (8 %; 188 тис. озер площею більше 0,5 га, 56 тис. — більше 1 га). Ці залишки передльодовикових озер (Скандинавського льодовика що розтанув близько 10 тис. років тому) зберігаються в умовах морського помірного клімату.
Загалом на планеті налічується 1,4 млн водоймищ і вони вкривають майже 4 % поверхні Землі (без озер Гренландії та Антарктиди). У них міститься 180 тис. км³ води. Загальна протяжність берегів всіх озер планети 7 млн км, що в 175 разів перевищує довжину екватора.

### Найбільші озера за континентом
Найбільші озера за площею водного дзеркала за континентом:
- Австралія — солоне озеро Ейр (максимально 9,5 тис. км², Австралія).
- Африка — прісне озеро Вікторія (68 тис. км², на кордоні Уганди, Кенії і Танзанії), третє у світі за площею.
- Антарктика — підльодовикове озеро Восток.
- Євразія — солоне Каспійське море (371 тис. км², на кордоні Казахстану, Азербайджану, Туркменістану, Росії, Ірану), що лежить на кордоні Європи й Азії.
- Європа — Ладозьке озеро (17,7 тис. км², Росія) (якщо не рахувати Каспійське море).
- Азія — прісне озеро Байкал (31,5 тис. км², Росія) (якщо не рахувати Каспійське море).
- Океанія — прісне озеро Таупо (0,6 тис. км², Нова Зеландія) (якщо не рахувати озеро Ейр в Австралії).
- Північна Америка — прісне озеро Верхнє (82,4 тис. км², на кордоні США і Канади) в системі Великих озер (якщо не розглядати з гідрологічної точки зору озера Мічиган та Гурон єдиною водоймою загальною площею 117,5 тис. км²)[50].
- Південна Америка — прісне озеро Тітікака (8,3 тис. км², на кордоні Болівії і Перу), що є найвисокогірнішим (3812 м над рівнем моря) озером яким здійснюється судноплавство (якщо розглядати озеро Маракайбо (13,2 тис. км²) як затоку Карибського моря).

### Україна
В Україні понад 20 тис. озер і малих ставів, 7 тис. з яких мають площу більшу за 0,1 км², а 43 — понад 10 км². Найбільші з них — у плавнях Дунаю (Ялпух, Кагул, Катлабух), на узбережжі Чорного моря (Сасик, Алібей, Шагани, Донузлав), у басейні Західного Бугу (Світязь). Найвідомішими серед туристів є Шацькі озера, серед гірських озер найвідоміше Синевир.

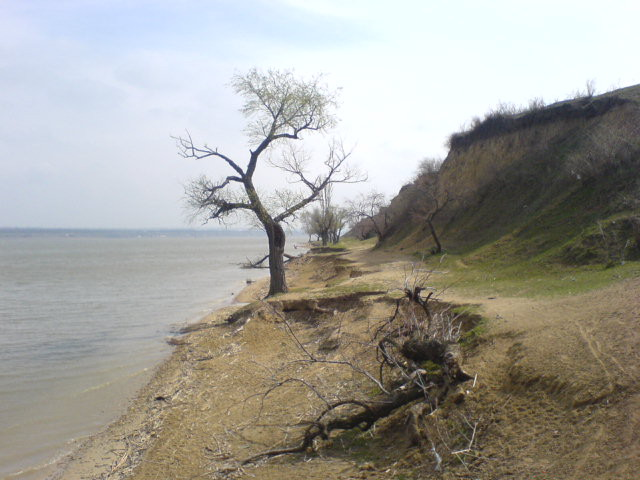
Береги Ялпугу
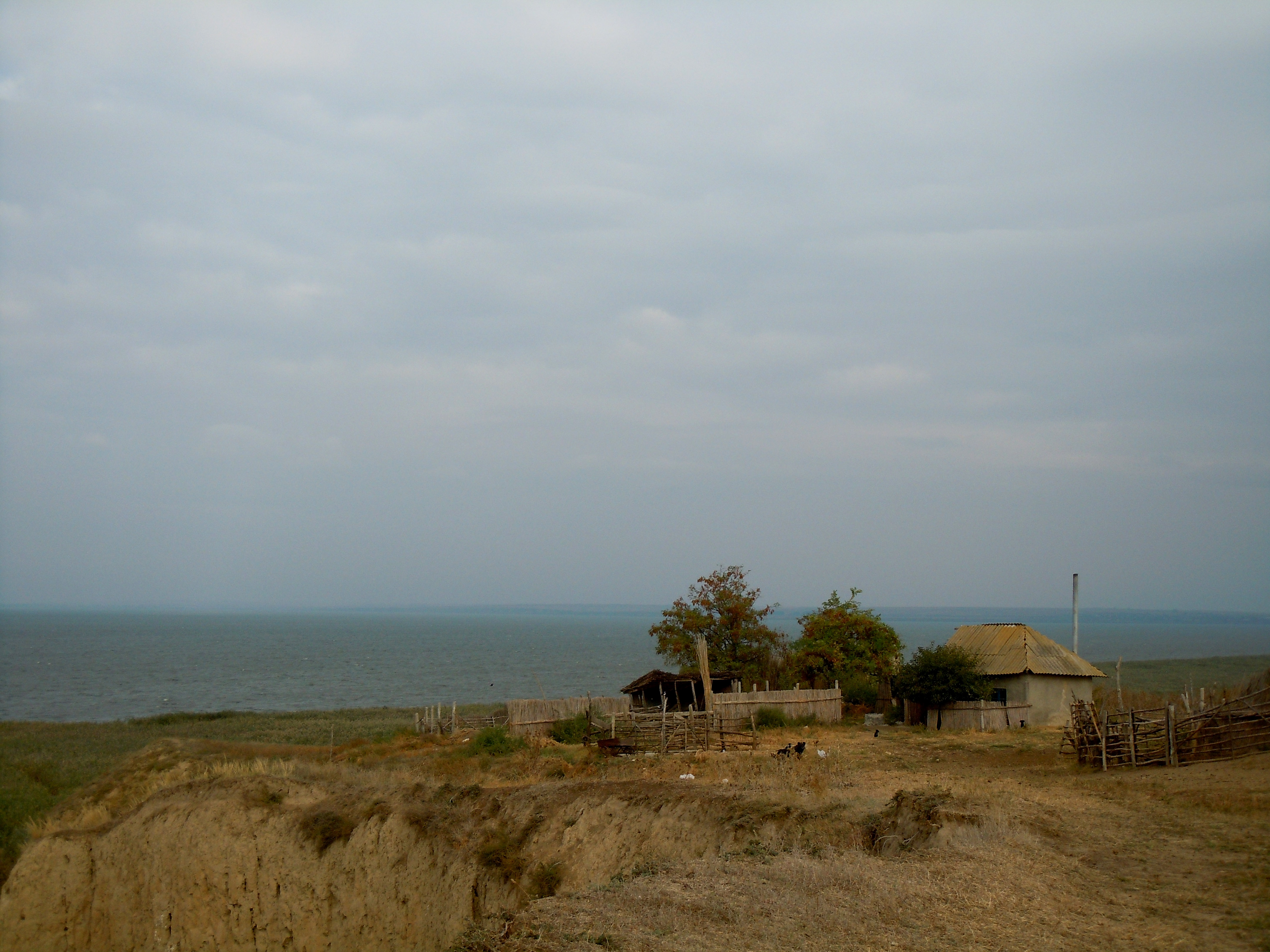
Озеро Кагул на Одещині
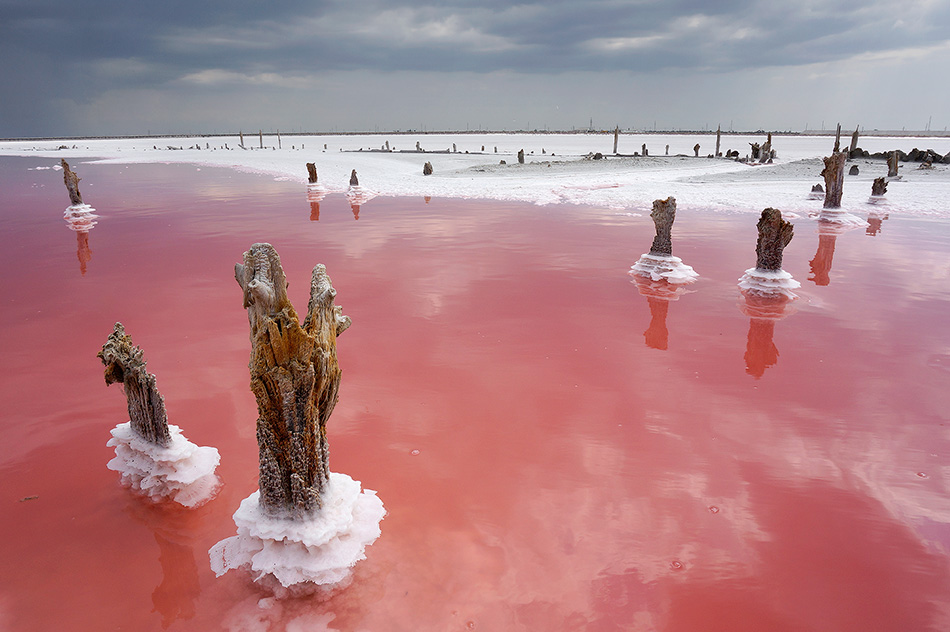
Солоне озеро Сасик у Криму
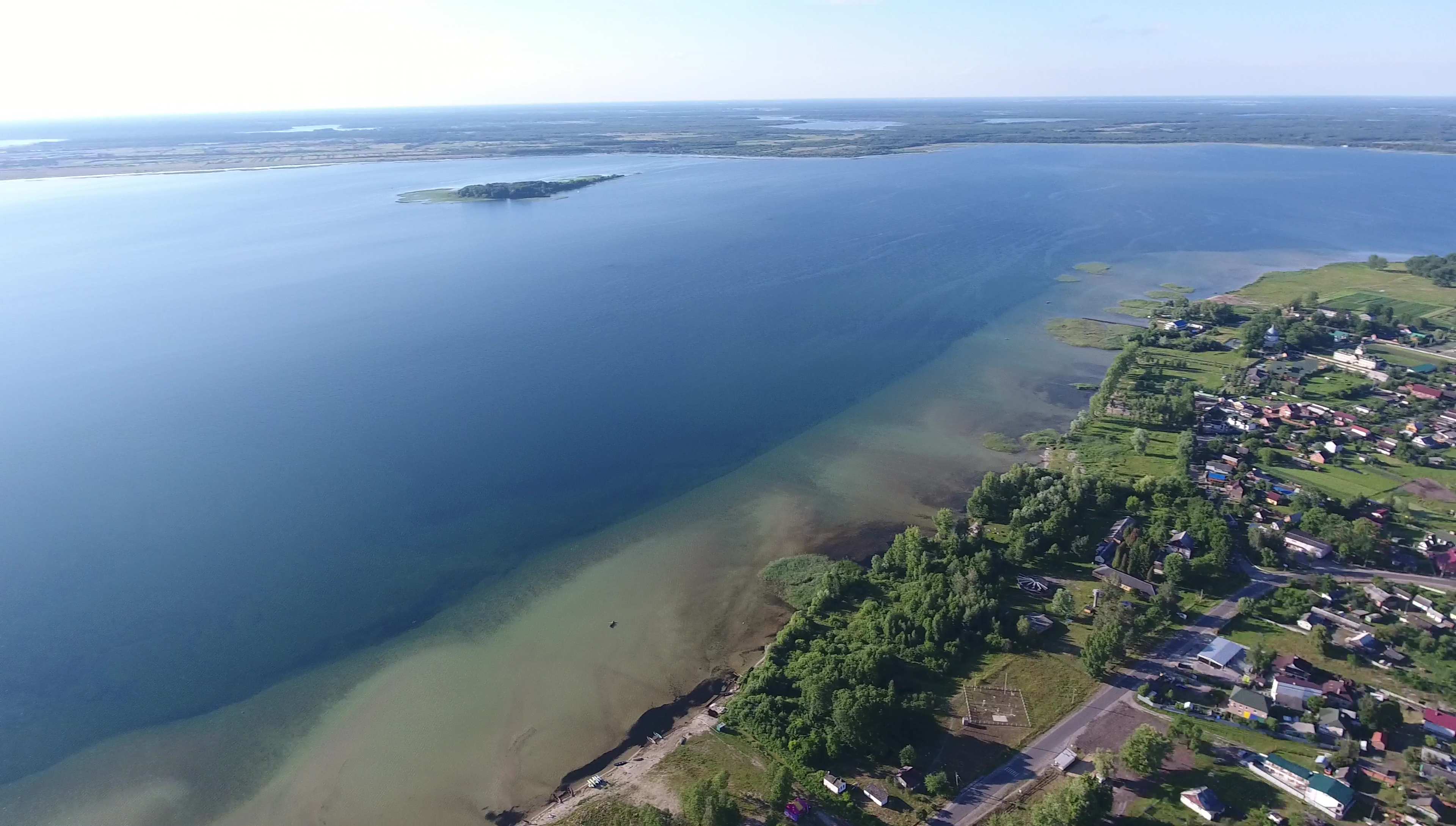
Шацькі озера на Волині
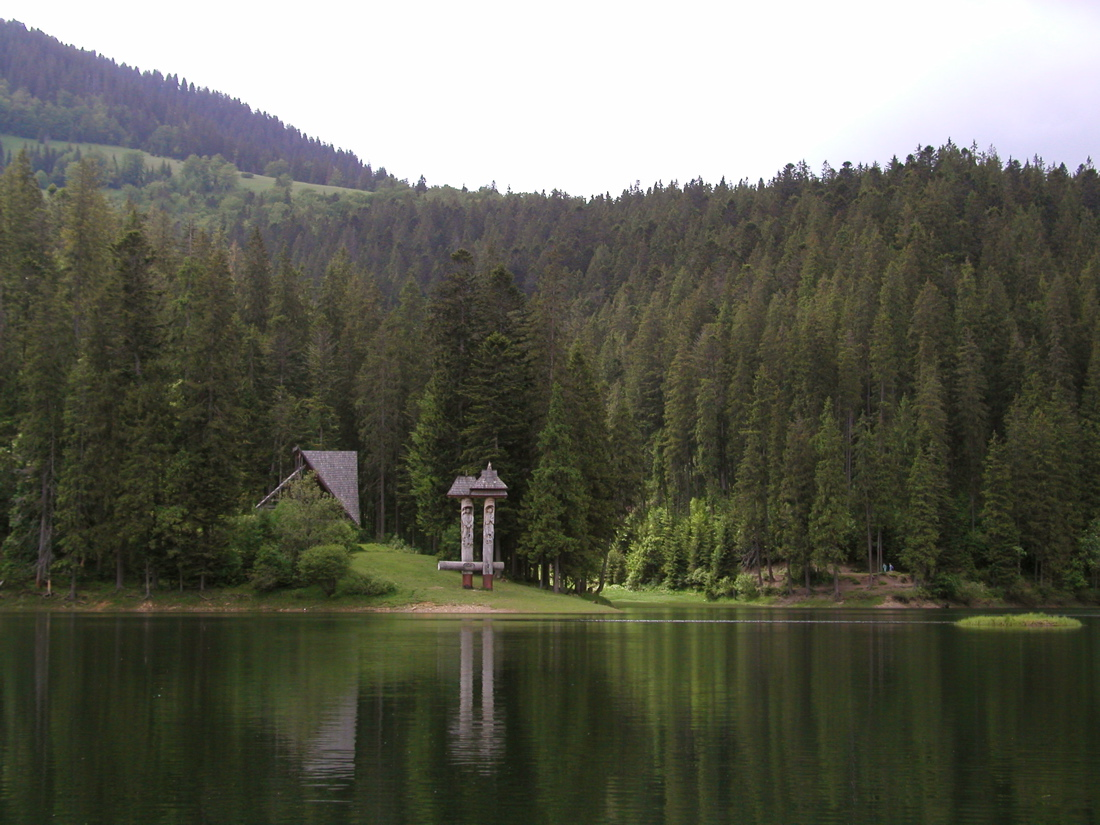
Озеро Синевир у Карпатах

На території України більшість озерних улоговин за генетичною ознакою відносяться до водноерозійних та водноакумулятивних. В Українських Карпатах присутні ерозійні льодовикові озера (Бребенескул, Несамовите), вулканічні (Синє, Липовецьке), завальні (Синевир). На Волинському Поліссі багато карстових озер провального типу (Сомине).

## Значення
Озера мають велике значення в житті людей, зокрема для водного транспорту, водопостачання, зрошування, розведення риби; як водосховища, що регулюють річковий стік та забезпечують роботу гідроелектростанцій; для забезпечення сільського господарства добривами (сапропель); в медичному застосуванні (з деяких озер видобувають лікувальні грязі й ропу).
Прісні озера використовують для водопостачання, зрошування, риборозведення, розведення водоплавної птиці та цінних хутрових звірів, як акумулятори прісної води (в Україні частка таких озер у водному балансі невелика).
На території озер видобувають різноманітні корисні копалини — нафта, сіль, руди. Солоні озера слугують джерелом хімічної сировини, кухонної солі, лікувальних грязей (пелоїдів). Озера мають велике значення для організації туризму та рекреації.

## Дослідження
Гідрологічний режим природних і штучних (водосховищ, ставків) водоймищ складається з окремих гідрологічних показників: температури, прозорості, кольору і хімічного складу води, товщини льоду, рівня води, глибин і рельєфу дна, течій і хвилювань на поверхні, стоку і наносів до та з озера, інших параметрів. Гідрологічний режим досліджує наукова дисципліна — озерознавство (лімнологія). Лімнологія, як галузь гідрології, вивчає континентальні водойми з уповільненим водообміном та увесь комплекс гідрохімічних, гідрофізичних і гідробіологічних процесів, що відбуваються в них. Лімнологія досліджує:
- Геологію озерних улоговин (форму, розміри, геологічну будову, походження та еволюцію).
- Гідрологічний режим водойм (коливання рівня водного дзеркала, джерела живлення, водний баланс, хвилювання, течії, термічний і льодовий режими, донні відклади тощо).
- Гідрохімічний режим водойм.
- Гідробіологію водойм (життєдіяльність та взаємовідношення водних організмів).

В озерознавстві застосовують електро-, фото- і звукометричні методи досліджень; математичний, картографічний і аерокосмічний (аерофотозйомка, ДЗЗ) метод комплексного аналізу водойм. Фактичні дані гідрологічного режиму, флористично-фауністичному складу озера отримують в результаті спеціальних експедицій і стаціонарно (на нечисленних озерних станціях). Отримані польові дані обробляють камерально в науково-дослідних закладах із застосуванням високоточного наукового обладнання.
Лімнологія як самостійна наука розвивається з кінця XIX століття. Засновником науки вважають швейцарського вченого Франсуа-Альфонса Фореля, який проводив багаторічні лімнологічні дослідження на Женевському озері, результати яких вийшли окремою монографією 1904 року, вперше сформулював цілі й задачі науки, видав першу настанову зі спостереження за режимом озер 1901 року. Попервах дослідження озер рухались у двох напрямках: гідролого-географічному (загальний опис, гідрометричні вимірювання окремих елементів режиму) та гідробіологічному (дослідження окремих елементів флори і фауни, спроби пошуку загальних закономірностей). У Російській імперії М. Стабровський 1854 року відкрив сейші на Онезькому озері; експедиції А. П. Андрєєва впродовж 1857—1866 років комплексно досліджували Ладозьке озеро; В. І. Дибовського і В. Годлевського впродовж 1870-х років — Байкал. Впродовж 1860-1870-х років інтенсивно досліджуються озера Альп; 1887 року комплексно досліджуються озера штату Вісконсин у США. З 1890-х років у Росії розпочалася диференціація досліджень озер за гідрологічними, гідробіологічними та гідрохімічними напрямами, відкриваються перші озерні станції. Значний внесок у розвиток лімнології зробили: англійський вчений Джон Меррей (шотландські озера — 1900—1910), американські вчені Едвард Бердж і Чансі Джудей (вісконсинські озера — 1900—1915); російські академіки Дмитро Анучин (Верхньоволзькі озера — 1894—1895), Юлій Шокальський (Ладозьке озеро — 1897), Лев Берг (Аральське море — 1899—1902, Іссик-Куль — 1903), Глеб Верещагін, Євген Марков (Севан — 1911), В. Н. Лебедєв (камчатські озера — 1908—1909); українські вчені Євген Бурксер, Григорій Швець, Юрій Марковський. 1906 року Олександр Воєйков запропонував метод обчислення теплозапасу озер. У напрямку досліджень озерної циркуляції спричиненої вітром працювали Едвард Бердж і австрієць В. Шмідт. На початку XX століття на перший план вийшли питання риборозведення, тому більшість лімнологічних питань розроблялось гідробіологами Росії, США, Німеччини, Польщі, Швеції, Швейцарії. Лімнологами зі Швеції (Ейнар Науманн) та Німеччини (Август Тінеманн) була розроблена озерна типологія за ступенем їхньої трофності. Це вчення заклало основи для досліджень процесів утворення біологічної продукції, користуючись балансами окремих елементів гідрологічного режиму озер.

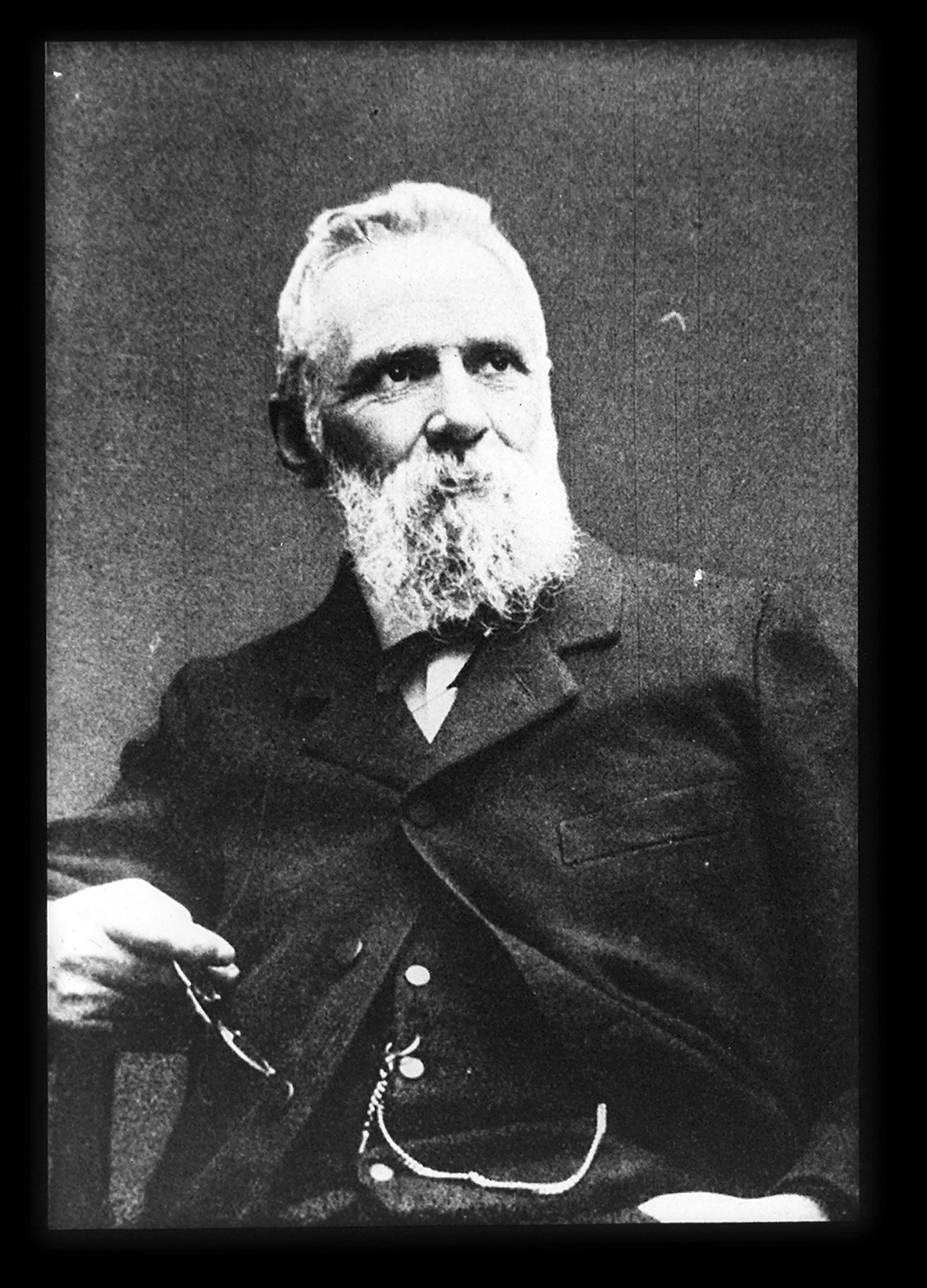
Франсуа Форель
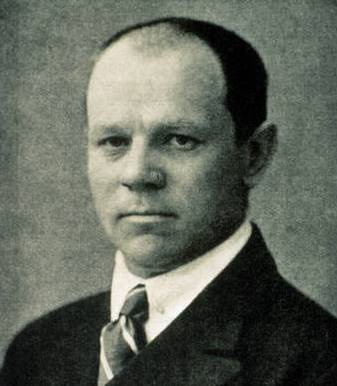
Ейнар Науманн
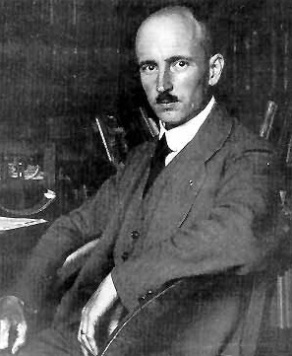
Август Тінеманн
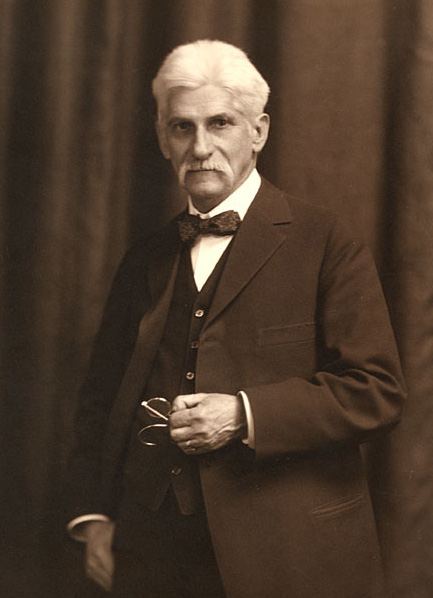
Едвард Азаель Бердж
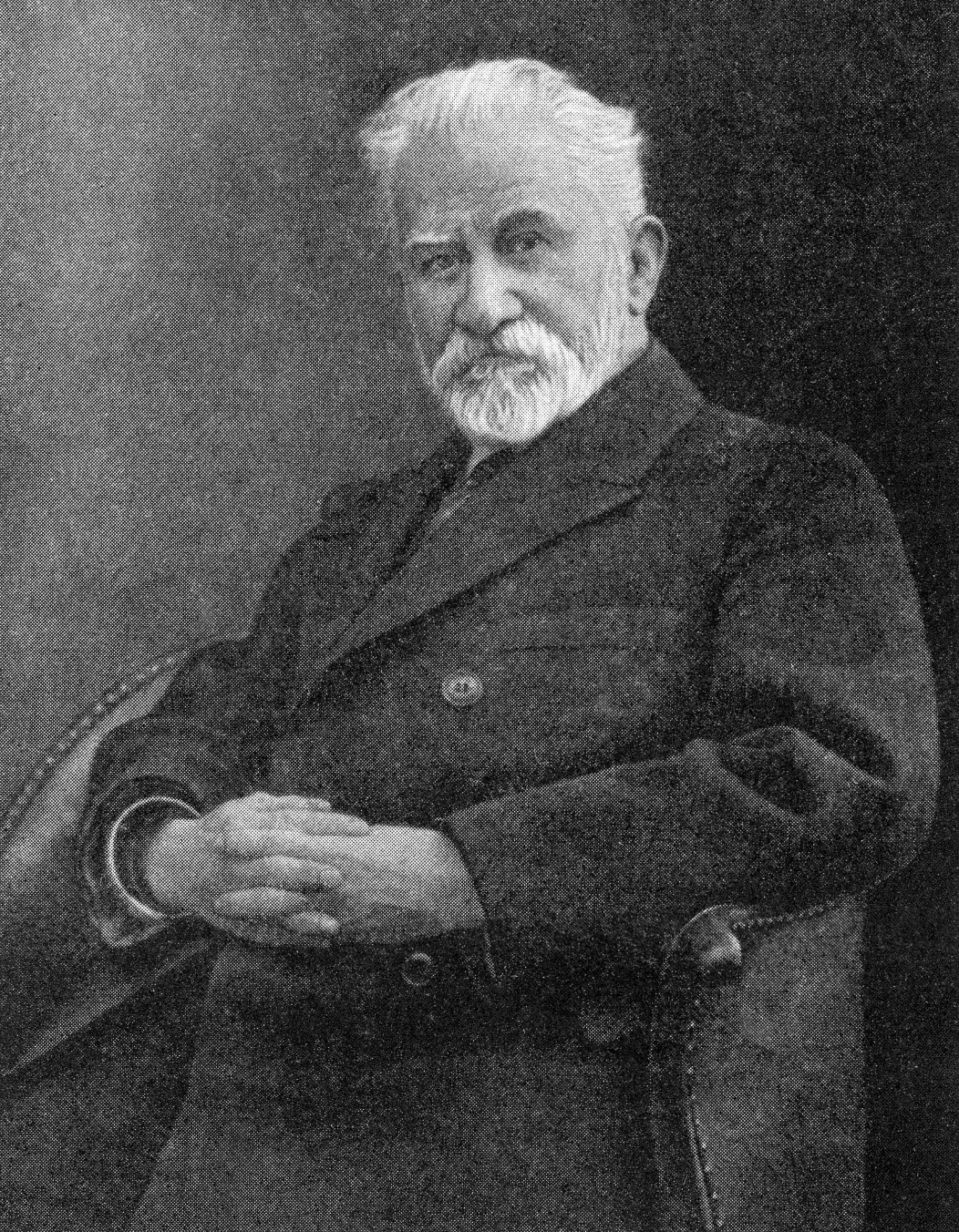
Дмитро Анучин
Євген Бурксер

Матеріал для озерознавчих досліджень збирають на стаціонарних озерних станціях, в гідрометеорологічних обсерваторіях. Постійні озерні станції починають створюватись з кінця XIX століття. Першою такою станцією стала Почерницька на однойменному ставі у Чехії 1888 року. 1890 року відкрита Пльонська станція в Німеччині. У Росії перша Глибокоозерська станція відкрилась 1891 року на озері Глибокому під Москвою, 1896 — академік Іван Бородін відкрив станцію на озері Бологовському, 1908 року відкрилась біологічна (пізніше лімнологічна) Косинська станція в Косино під Москвою. У СРСР процес створення озерних станцій продовжився, 1926 року створено станцію на озері Севан, 1928 року — на озері Байкал, 1931 року — на Онезькому озері.
1919 року в Росії було створено Державний гідрологічний інститут, який централізовано й на державному рівні розпочав науково-практичне вивчення водойм країни. Численними експедиціями інституту вже за перші десятиліття були досліджені найбільші озера країни: карельські озера (1920—1924), Ільмень (1924—1927), Ладозьке і Онезьке озера (1924—1933), Аральське (1925), Іссик-Куль (1928—1930), алтайські озера (1928—1931), Балхаш (1928—1931), Байкал, уральські озера. Соляна лабораторія АН СРСР досліджувала поклади солей в озерах Барабинського та Кулундинського степів (1928—1935), пізніше (1936—1951) це робив Всесоюзний інститут галургії. У 1931—1933 роках Гідрометслужба провела комплексну «Лімнологічну зйомку СРСР», дані якої увійшли до видань Водного кадастру СРСР. У перші роки радянської влади глибоко досліджувалось питання використання сапропелевих мулів у якості добрив для потреб сільського господарства, при АН СРСР було створено спеціальну комісію. 1936 року було створено Лабораторію озерознавства АН СРСР. Проблемами озерознавства займались вчені Інституту рибного господарства АН СРСР та інших інститутів.
Світового значення мають наукові дослідження проведені на озерних станціях Польщі (Вігри), Угорщини (Балатон), Німеччини (Пльонське озеро), Австрії (Лунцькі озера в Тиролі), Данії (Фурське озеро), Швеції (Анебора), США (Вісконсин).
На сучасному етапі розвитку озерознавство використовує матеріали стаціонарних спостережень на озерних станціях, постах, гідрометеорологічних центрах, результати експедиційних досліджень, аерофотозйомку та дистанційне зондування. У методах сучасної лімнології математичне та гідравлічне моделювання гідродинамічних процесів.
Результатами досліджень користуються в організаціях та на підприємствах різних галузей економіки: водопостачання, рибництво, водний транспорт, гідроенергетика, зрошування, добування корисних копалин. Лімнологічні дослідження важливі для оцінки екологічних наслідків антропогенного впливу на водойми, наприклад, в результаті забирання води на зрошування, надходження забруднених стоків до водойм, теплового навантаження електростанцій на викопному паливі.

### В Україні
В Україні 1936 року на Дніпровському водосховищі почала роботу перша озерна Дніпропетровська гідробіологічна станція. Пізніше гідрометеорологічні обсерваторії були створені на Кременчуцькому і Каховському водосховищах. Провідним науковим центром з озерознавства в Україні виступає Інститут гідробіології НАНУ, Український науково-дослідний гідрометеорологічний інститут, Інститут гідромеханіки НАНУ, НДІ рибного господарства. Історично лімнологи України працюють в тісних зв'язках із озерознавцями Білорусі, Молдови, Польщі, Румунії, Чехії та Словаччини. Українські вчені працюють в комплексній міжнародній науковій програмі «Планетарні геофізичні дослідження».

## Охорона
Частина озер у розвинених країнах зазнала негативного впливу господарчої діяльності, тому потребує охорони: забруднення стічними водами промислових підприємств, отрутохімікатами з сільськогосподарських угідь, обміління внаслідок надмірного водокористування.

## У культурі
Озера як мальовничий об'єкт природи є невід'ємною складовою культурного життя більшості народів планети. Вони фігурують в усному фольклорі та писемній традиції від давнини до сучасності як місце дії в різних героїчних епосах, місце мешкання різних магічних істот (від давньогрецьких лімнад і слов'яно-германських русалок до лох-несського чудовиська XX століття в Шотландії), сховища для магічних речей (мечі короля Артура в Британії та Ле Лоя у Північному В'єтнамі). Озера слугують головним об'єктом для пейзажів в образотворчій діяльності багатьох художників світу.

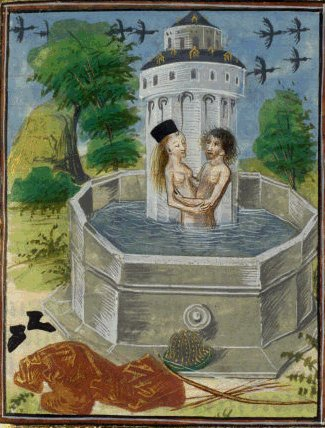
Німфа-лімнада Салмакіда і Гермафродит
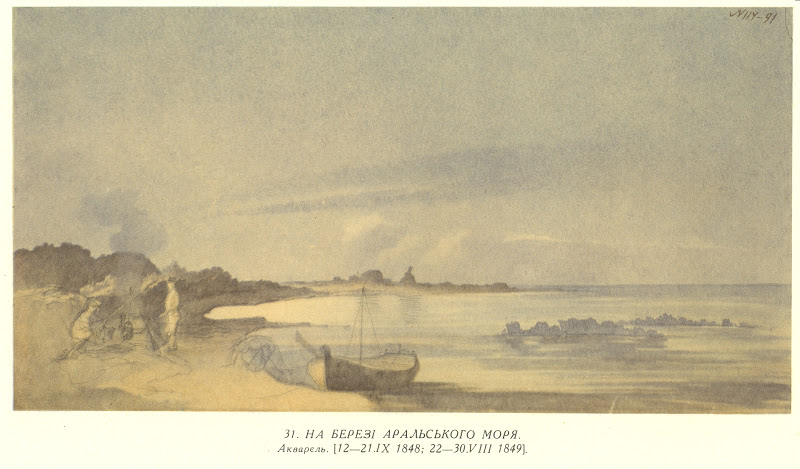
«На березі Аральського моря», Тарас Шевченко, 1848 рік
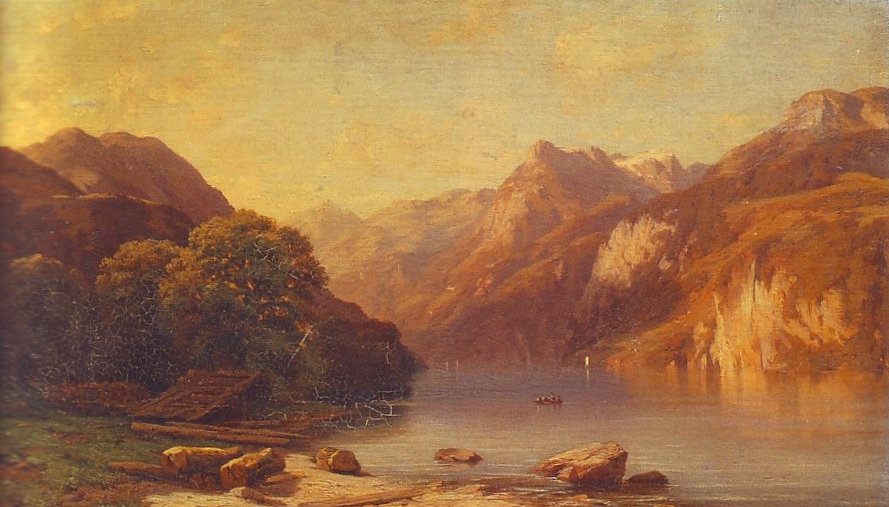
«Вид на озеро», Михайло Ерассі, 1890 рік
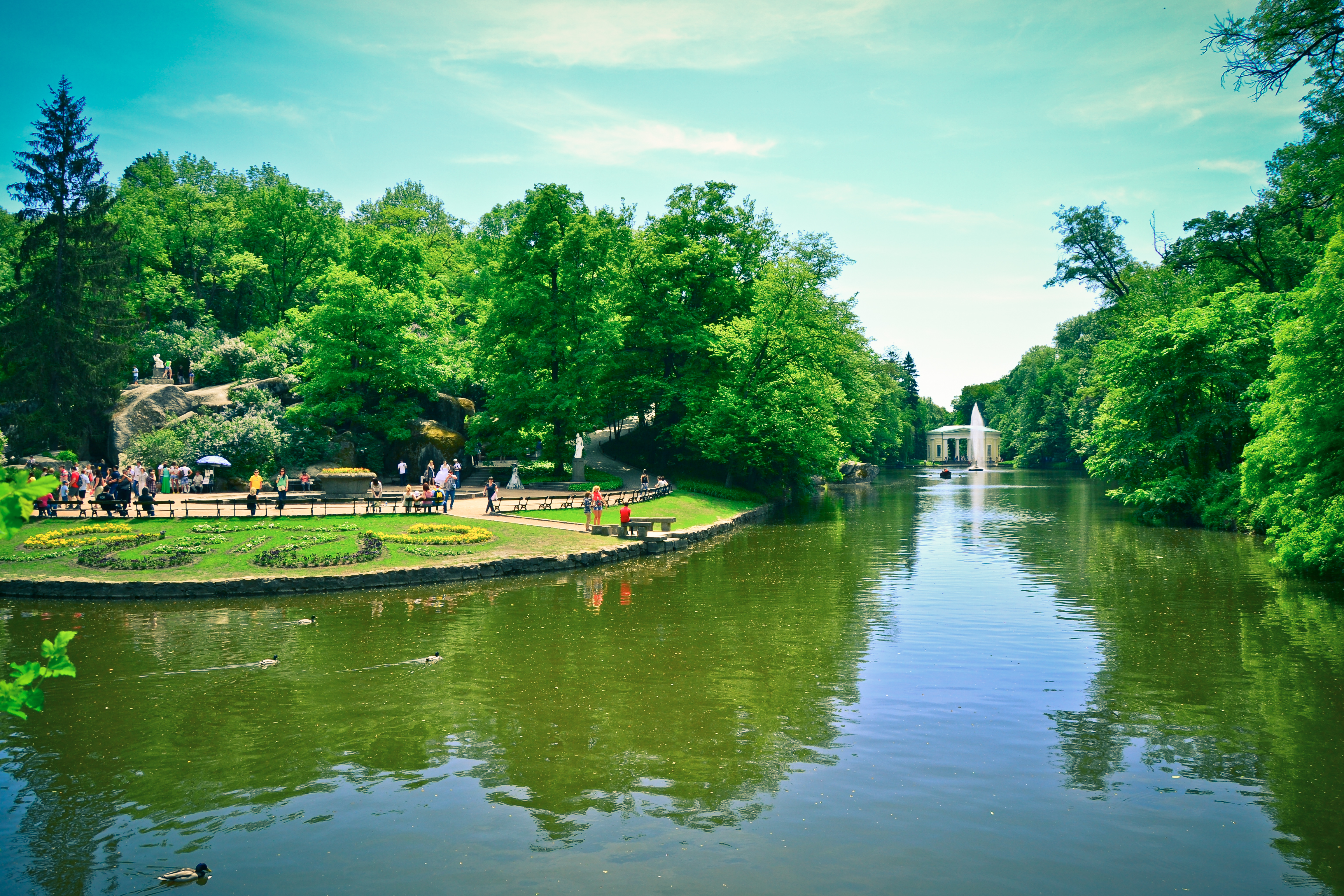
«Іонічне море» Софіївського дендропарку, Україна
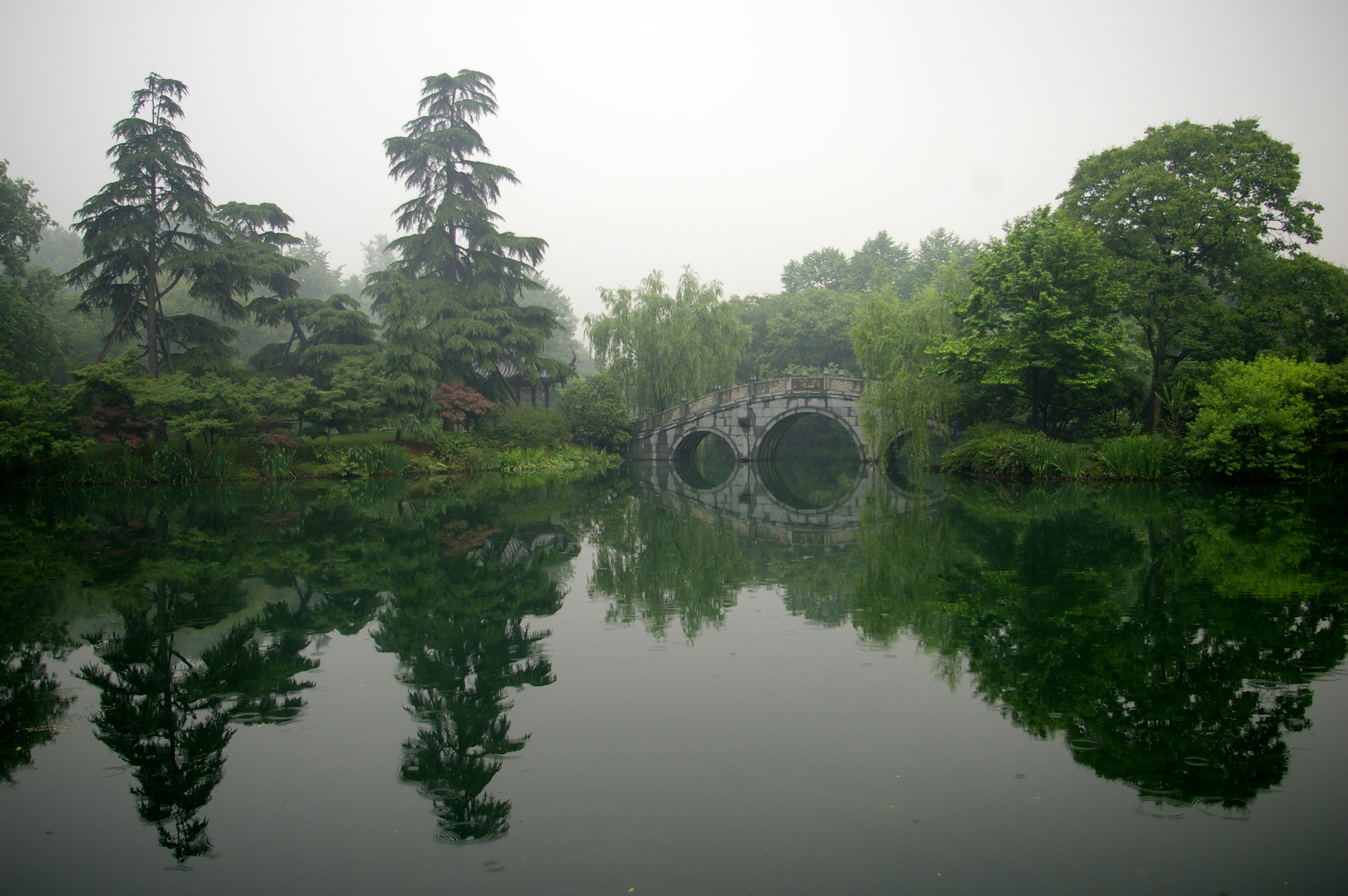
На озері Сіху, Китай
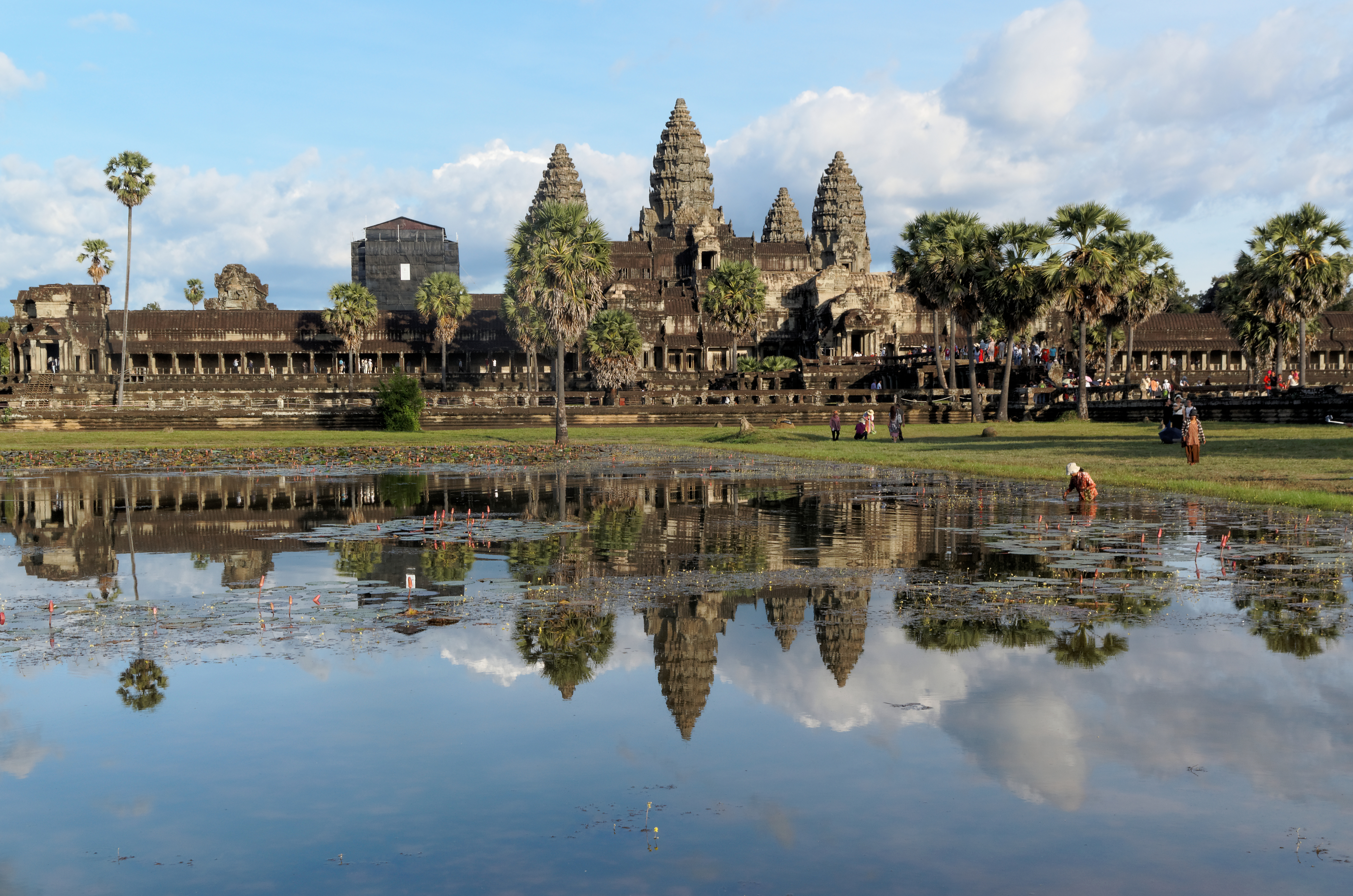
Храмовий комплекс Ангкор-Ват, Камбоджа

Велике значення водойм як з текучою, так і зі стоячою водою у свідомості людини красномовно підтверджується широко розповсюдженою в часі й просторі практикою створення їх штучних замінників, від величезних палацових ставів і невеличких ставків до маленьких загат на річках, басейнів у приватних будинках та при публічних лазнях, мікроставочків в оздобленні садів і альпійських гірок. Китайське озеро Сіху в Ханчжоу впродовж століть надихало поетів-романтиків (Бо Цзюй-і, Су Ши, Ян Ваньлі) і справило великий вплив на традиції ландшафтного дизайну садів Китаю, Кореї та Японії. Озеро занесене до Світової спадщини ЮНЕСКО.

## Позаземні озера

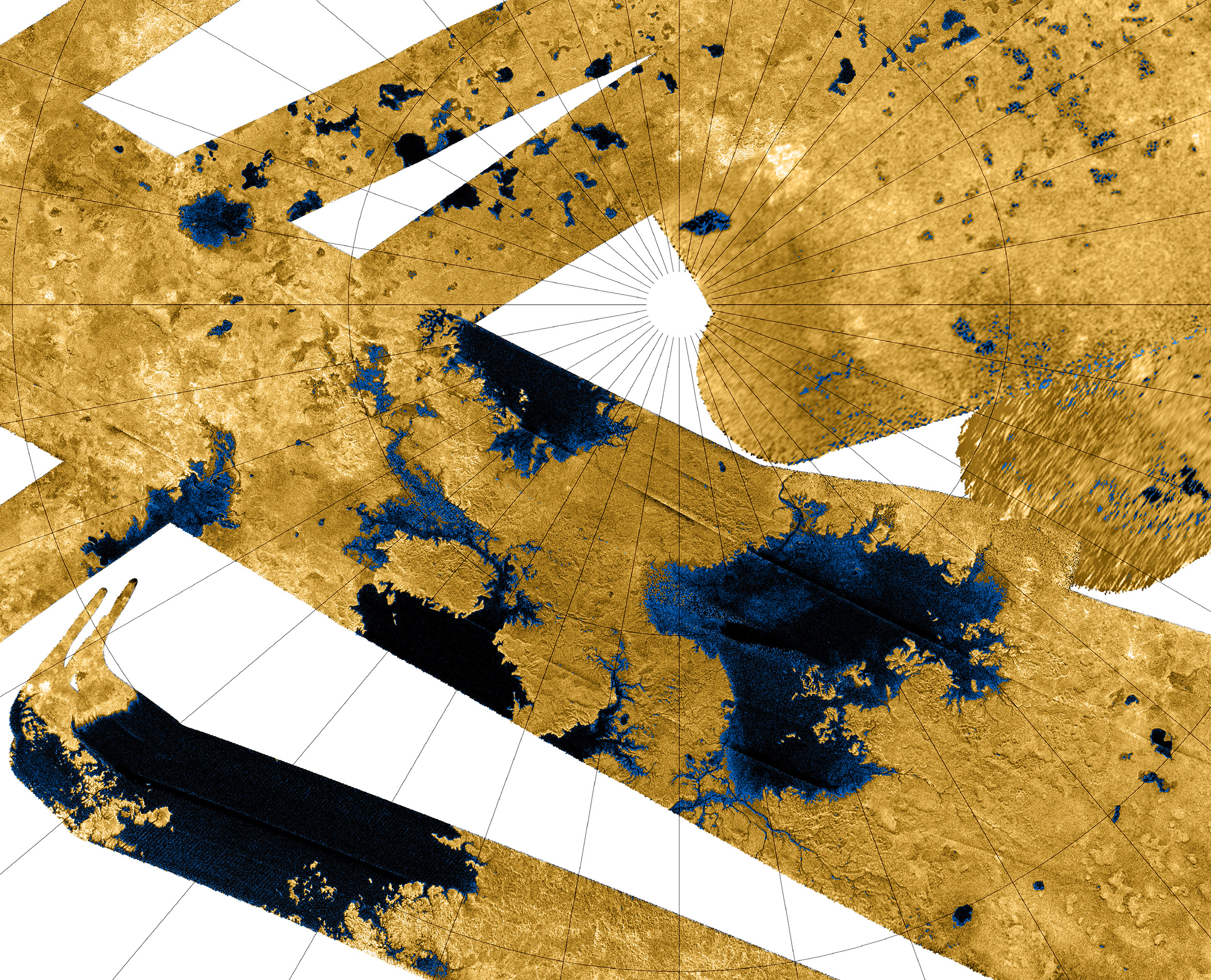
Система озер з рідини на північному полюсі Титана.

У 2000-х роках завдяки місії НАСА «Кассіні — Гюйгенс» до Сатурна на його найбільшому супутнику Титані було відкрито перші позаземні озера, які заповнені, втім, не водою (яка за тамтешніх умов перебуває у твердій фазі), а вуглеводневими сполуками у рідкому стані.